# 서재필
서재필(徐載弼, 1864년 1월 7일 ~ 1951년 1월 5일)은 조선의 문신, 대한제국의 정치인·언론인이자, 대한제국의 독립운동가·의사이다. 또한 미국에서 병리학자·의사·시인·소설가로 활동하였다. 1977년 11월 30일 대한민국 건국공로훈장 대한민국장에 추서되었다.
동복군에서 태어나 논산에서 자랐다. 자(字)는 윤경(允卿), 호는 송재(松齋)·쌍경(雙慶)이다. 본관은 대구이며 이름 대신 일명 “피제손”과 필명은 오시아(N. H. Osia)를 사용하였다.
김성근, 박규수, 유대치, 오경석의 문인이며 1879년 초시에 합격 이후 1882년(고종 20년) 증광시에 급제해 교서관부정자(校書館副正字)로 관직에 올랐다. 그 뒤 승문원부정자, 훈련원부봉사를 거쳐 1883년 일본으로 유학, 게이오 의숙과 토야마 육군하사관학교의 단기 군사훈련을 받고 1884년 귀국했다. 귀국 직후, 병조 조련국 사관장이 되었다. 김옥균, 홍영식, 윤치호, 박영효 등과 갑신정변을 일으켰으나 3일천하로 끝났다. 이후 일본을 경유, 미국으로 망명했다. 1890년 6월 10일 한국인 최초의 미국 시민권자가 되었다.
1895년 김홍집 내각에서 중추원 고문으로 초빙되어 귀국하였다. 1896년 4월 7일 한국 최초의 민간 신문인 《독립신문》을 발간하였고 그해 7월 독립협회를 설립했다. 이후 독립협회를 통해 토론회와 강연회, 상소 활동, 집회 및 시위 등을 주도했고, 민주주의와 참정권을 소개하고, 신문물 견학을 위한 외국 유학의 중요성을 역설했다. 개화사상을 견제하던 대한제국 정부에 의해 추방된 뒤 미국에서 의사로 활동했다.
1910년 경술국치 이후 한국의 독립운동을 지원하였으며, 재미 한국인 지도자로도 활동했다. 1919년 3.1 운동 이후 본격적으로 독립운동을 지원하면서 자신이 운영하던 문구점과 가구점이 파산할 만큼 생계 곤란을 겪던 그는 독립운동과 동시에 의사로 활동하기도 했다. 1941년 태평양 전쟁 중에는 징병검사관으로 봉사하였다.
광복 직후 미군정 사령장관 존 하지 등의 요청으로 귀국하여 미군정과 남조선과도정부의 최고고문 역을 하였다. 한때 그를 대통령 후보자로 추대하려는 운동이 있었으나 사양하고 1948년 미국으로 출국하여 1951년 후두암과 방광암, 과로의 합병증으로 미국에서 병사하였다.

## 생애

### 생애 초반

#### 가계와 출양
송재 서재필은 1864년 1월 7일(1863년 음력 11월 28일) 외가가 있는 전라도 동복군(현재의 보성군) 문덕면 용암리 528번지 가내마을에서 대구 서씨 진사 서광효(徐光孝)와 이기대(李基大)의 5녀 성주 이씨의 5남 2녀 중 셋째 아들로 태어났다.
그가 태어나기 전 생모 성주 이씨는 초당 후원의 뽕나무를 큰 용이 감고 승천하는 꿈을 꾸었다고 한다. 외가인 성주 이씨는 외고조부 대에 동복군 문덕에 정착한 뒤 외증조부 이유원은 이조참판에 추증되고 외종조부 이기두는 동지중추부사를 지냈으며, 동복, 문덕의 대지주로 성장한 가문이었다.
그 뒤 아버지 서광효의 고향인 충청남도 은진군 구자곡면 화석리(현, 논산시 구자곡면 화석리)로 온 가족이 옮겨가 그 곳에서 잠시 유아기를 보낸 적이 있다. 이어 근처 구자곡면 금곡리(현, 논산시 연무읍 금곡1리)에 있던 집으로 이주하여 유아 시절을 비롯한 유년 시절을 보냈다. 그의 아버지 서광효의 집이자 본적지는 충청남도 은진군 구자곡면 금곡리 256번지(현, 논산시 연무읍 금곡리 256)였다.
서재필은 조선 영조의 국구인 달성부원군 서종제(徐宗悌)의 8대손으로, 6대조 서덕수는 경종 때 세제인 연잉군(뒷날의 영조)을 추대하려다가 처형당하기도 했다. 가세는 몰락했고, 할아버지 서상기(徐相夔)는 유복자로 가난한 삶을 보냈고, 아들 광교(光敎), 광언(또는 광효), 광업(光業) 형제를 두었다. 둘째 아들인 아버지 서광효는 처갓집에서 10여년 간 생활하다가 집을 마련하여 다시 고향 근처로 돌아왔다. 그가 태어날 무렵 누나 1명과 친형 서재춘(徐載春), 서모에게서 태어난 이복 형 서재형(徐載衡)이 있었고, 어머니 성주이씨에게서 남동생 서재창(徐載昌), 서재우(徐載雨 또는 載愚)와 여동생 서기석 등이 태어났다.
아버지 서광효는 그에게 쌍경이라는 이름을 지어주었다가 뒤에 재필로 이름을 바꾸고, 자(字)를 윤경(允卿)이라 지어주었다. 서재필은 후에 쌍경을 자신의 첫 아호로 사용하였다. 본래 서재필의 집안은 당색으로는 노론 비주류였지만 당파 싸움을 극도로 혐오하던 서재필은 후일 1947년 당시 경성여자상업학교 교장인 김도태 등과 면담할 때 나는 노론이 뭐고 소론이 무엇인지 모른다고 거짓 진술하기도 했다.
1명의 친 누나는 그가 태어날 무렵 담양군에 사는 영일 정씨 정해은(鄭海殷)에게 시집가 전남 담양군 지실마을로 시집갔다.
그의 가계는 6대조 서유승이 통덕랑을 지낸 이후 변변한 관직에 오르지 못했다. 아버지 서광효는 진사시에 합격했을 뿐 관직에 나가지는 않았다. 생부 서광효는 늦게 처가가 있는 보성군수로 부임하였다.
양자 출양
하지만, 서재필은 생부모와 그리 오래 지내지 못하였다. 서광효의 6촌 형제 중 서광하가 아들이 없자, 서광효는 7살의 서재필을 6촌 서광하의 양자로 보낸 것이다. 서재필은 어린 나이에 7촌 아저씨인 서광하의 양자가 되어 근처 충청남도 은진군 진잠으로 갔다가, 관직에 오른 양부 서광하를 따라 한성부로 올라갔다. 양어머니는 안동김씨 세도가의 하나였던 김온순의 딸이자, 대한제국 시기 대신을 지낸 김성근의 누나였다.

#### 유년기
서재필은 어려서부터 키가 남보다 크고 기운이 세어 동네 아이들을 잘 때리기도 하였으나, 남달리 패기와 기상이 흘러 넘쳤다.
어느 여름날 외가인 보성군 문덕면에 내려갔다가 어느 원님이 부임하러 행차하던 중 어느 정자나무 그늘에서 잠시 쉬게 되었다. 동리 어른들도 감히 원님 근처에 가지 못했는데, 소년이던 서재필은 두려움없이 다가가더니 호기심에 찬 눈으로 수령을 바라보았다. 수령은 비굴한 기색이 없고 당당해보이는 소년에게 말을 걸어 보았다. '아가 너 노래 한번 불러 보렴'하니 서재필은 바로 받아 '네 그러겠습니다. 그런데...' 말을 더듬은 사유를 원이 묻자 '원님이 갖고 계신 부채를 빌려 주시면 그것으로 장단을 맞추어 노래를 부르겠습니다.'라 하였다. 수령은 부채를 빌려달라는 소년의 엉뚱함에 내심 기특해 하면서 부채를 빌려주었더니, 소년은 그 부채를 가락에 맞추어 흔들면서 민요를 한바탕 불렀다.
소년의 비범함을 알아본 수령은 그의 이름을 물었고, 소년은 "서재필입니다. 호는 쌍경이라 합니다."라며 당당히 밝혔다.
"제 아버지께서 진사에 급제한 해에 제가 태어나 경사가 두가지 겹쳤다 하여 제 이름을 쌍경이라 하였습니다."
원은 그가 장차 큰 인물이 되리라고 예견하고는 임지로 떠났다. 한편, 기골이 장대하고 힘이 세던 그는 동리 아이들을 두들겨 패기도 했고, 한성부로 상경한 뒤에는 자신을 높이 평가하여 자부심을 드러내기도 했다. 서재필은 어려서부터 잡다한 지식에 해박했으며 평소 자존심이 강하였다.

#### 수학과 소년기

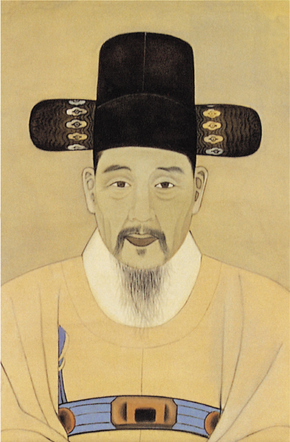
스승의 한 사람인 환재 박규수

양부 서광하 내외는 서재필을 입양한 지 얼마 되지 않아, 1872년(고종 10년) 한성에서 이조참판 벼슬을 하고 있던 동생 김성근(金聲根)의 집에 서재필을 보낸다. 그리하여 서재필은 김성근을 찾아가 수학하고, 과거 시험을 준비하였다.
그는 양아버지의 권고로 김성근의 집에서 기거하며 그로부터 글과 학문을 배웠다. 김성근의 학숙에서 《동몽선습》(童蒙先習), 《사기》(史記), 《사서 육경》을 배웠는데 대부분 암송하였다 한다. 그 중에는 뜻을 아는 것도 있었으나 일부는 암기를 해 두었다."또한 김성근의 집에 머물던 중 그의 집안에 출입하던 서광범과 김성근의 일족인 김옥균을 만나게 되었다. 또한 서재필은 김옥균을 통해 3년 연상의 박영효와도 만나, 그와도 사귀게 되었다. 김옥균은 그를 각별히 대했다 한다. 이어 김옥균과 서광범을 통해 박규수, 오경석, 유대치 등의 문하에 출입하면서 수학, 망원경, 지구본, 지도, 화약, 손목시계 등 새로운 문명을 접하게 되었다. 그의 생가와 양가는 당색으로는 노론 계열이었으나 이때에 이르러 그는 노론 북학파 계열의 영향을 받고 개화파의 형성에 참여한다.

### 관료 생활

#### 과거 급제와 관직 진출
1878년(고종 15년) 봄 서재필은 초시(初試)에 합격하였으며, 1879년(고종 16년) 초 진사시에 응시했으나 낙방, 그해 봄 고종 임금이 직접 주관하는 전강(殿講)에서 1등하여 직부전시의 명을 받아, 바로 과거 시험에 응시할 자격이 주어졌다. 전강에서 시관이 사서 삼경 중 아무데나 지적하자 이를 막힘 없이 일곱 번을 반복해서 줄줄 외웠다 한다. 1879년 4년 연상인 경주이씨(慶州李氏)와 조혼, 1881년(고종 18년) 봄 다시 김영석(金永奭)의 딸 광산 김씨와 재혼하였다. 두번째 부인 광산 김씨는 한성부의 명문 거족으로 사계 김장생과 허주 김반, 신독재 김집, 광남 김익훈의 후손이었다.
18세 되던 1882년 3월 증광 문과에 병과(3등)으로 급제하였다. 18세의 어린 나이에 급제함으로써 주위의 촉망을 한 몸에 받게 된다. 그러나 과거 급제 직후, 서재필은 이렇다 할 보직에 제수되지 못하다가, 4월 6일 승문원가주서로 임시 보직되었다가 김중식(金中植)으로 교체되었다. 그러나 4월 18일 다시 승문원가주서로 임명되었다. 급제 직후 정식 보직을 받지 못하자 4월 19일 박영교의 상소로 군직에 임명되었다. 4월 21일의 병조의 병비에 의해 부사정이 되고, 경연가주서를 겸하였다. 4월 25일 병으로 승문원가주서에서 체차되어 송세현(宋世鉉)과 교체되었다. 그해 6월 서재필은 경서 인쇄 및 관인을 관리하는 '교서관 부정자(校書館 副正字)'에 임명되었다. 이무렵 서광범, 김옥균 등을 다시 만나게 된다. 그는 김옥균 등이 만든 충의계(忠義契)에 가입했고 이는 그대로 개화당으로 발전하였다.
개화 사상 접촉

박영효

벼슬에 오르면서 서재필은 본격적으로 개화파 인사들과 교류를 갖게 된다. 김옥균은 12살 연하의 서재필을 ‘동생’이라 불렀고, 서재필은 김옥균을 정신적 지주로 삼았다. 이후 박영효, 홍영식, 윤치호, 이상재, 박정양, 유길준 등을 만나게 된다. 당시 개화파는 한성부 서대문에 자리한 봉원사를 중심으로 결속하고 있었다. 봉원사에는 개화파 승려인 이동인이 주지로 있었는데, 부산 출신인 이동인은 어려서 일본어를 배워 일본 지식인들과 교류를 하고 있었고, 서양 문물에 관한 서적들을 일본에서 들여와 당시 개화파들에게 제공하였다.
이동인을 처음 만난지 2개월 뒤, 이동인은 책, 사진, 성냥 같은 것을 일본에서 돈주고 사왔다. 역사책도 있고 지리, 물리, 화학 관련 서적도 있었다. 이것이 신기하다 여긴 그는 친구들과 이를 보려고 서너 달 동안 봉은사에 다니다가 동대문 밖 영도사(永導寺)로 자리를 옮겨 남몰래 탐독하였다.
| “ | 모두 읽고 나니까 세계 대세를 대충 짐작할 것 같거든. 그래서 우리나라도 다른 나라처럼 국민의 권리를 세워야 되겠다는 생각이 났단 말이야. 이것이 우리가 개화파로 첫 번째 나서게 된 근본이 된 것이야. 다시 말하면 이동인이란 중이 우리를 인도해주었고 우리는 그 책을 읽고 그 사상을 가지게 된 것이니 새절이 개화파의 온상이라 할 것이야 | ” |

김옥균, 박영효, 서광범, 홍영식, 윤치호, 유길준, 이동인 등은 모두 한때, 연암 박지원의 손자 박규수의 문하생이었기 때문에 서로 잘 알고 있었다. 후일 갑신정변의 주역들이 봉원사에 비밀리 모여 서양 문물에 대한 책을 읽고 시국을 논하면서 자연스럽게 ‘개화당’을 형성하여 결속을 다지게 된 것이다. 서재필은 이 중 가장 어린 나이였다.

#### 관료 생활
1883년(고종 20년) 1월 14일 승정원 가주서가 되었다가, 병으로 당일 이민영(李敏英)으로 갈리게 되었다. 1883년 2월초 승문원(承文院)에 보임되었다가 2월 27일 이조(吏曹)의 건의로 권지승문원부정자에 보직되었다. 서재필은 당황하거나 놀라지 않고, 불만을 드러내지 않고 태연히 활동하였다.
그해 3월 6품으로 특별 승진하고, 훈련원부봉사가 되었다. 이때 국방력을 키워야 한다는 생각을 가진 김옥균의 권유로 1883년 봄 서재필은 14명의 평민 출신 청년들을 이끌고 일본으로 건너갔다. 몰락한 양반이었던 탓에 양반이라는 권위의식이 적었고 이는 평민 출신 인사들과도 폭넓게 교류하는 배경이 된다.
1883년(고종 20년) 5월 일본에 당도한 서재필과 일행은 6개월간 게이오 의숙(慶應義塾)에 입학한다. 유학생 대표는 서재필이었다. 서재필은 게이오 의숙에서 일본어를 배우고 어학의 재능도 뛰어나 유학 몇 달 만에 일본어 통역이 필요 없을 정도였다. 일본어를 익히면서 일본에 체류중인 미국인들을 만나 기초 수준의 영어를 배웠다.

#### 일본 유학과 신문물 수용

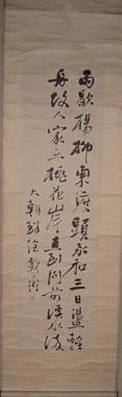
서재필의 친필 족자 (갑신정변 이전 작)

1884년(고종 21년) 1월에 게이오 의숙 1년과정을 수료하였다. 서재필은 게이오 의숙에서 일본어를 배우며 한편으로 선진국 일본의 제도와 문물을 눈여겨 보기도 했다. 또한 다른 길에 빠지지 않고 일본의 군사 시설과 경찰 제도를 유심히 살펴봤다.
서재필은 정규 교과과정 이외에 조선인 동기생들로부터 무예를 배웠다. 택견의 명수 이규완에게서는 택견의 고난도 품새를, 유도와 씨름에 능한 임은명에게서는 조르기, 누리기 등 유술(柔術) 전반에 대해 배웠다.
1884년 1월부터 7개월간은 토야마 육군 하사관학교에서 총검술, 제식훈련, 폭탄 투척 등의 신식 군사 훈련을 받았다. 훈련 중에도 그는 흐트러진 모습을 보이지 않고 오히려 솔선수범하였고, 지지신보 1884년 2월 28일자 기사에는 이를 대서특필하기도 했다.
약 7개월간 군사훈련을 받고 1884년 6월 수료하였다. 그해 6월 일본에 체류 중 다시 교서관부정자에 임명되었다. 6월 20일 서재필과 조선으로 돌아온 사관생도들은 고종에게 신식 사관학교를 설립할 것을 간청하였고, 서재필을 사관장으로 삼아 병조 예하에 조련국(操鍊局)을 만들 것을 건의하였다. 고종의 승락을 얻어내 조련국을 창설하였으나 서재필의 양어머니 안동 김씨의 사망으로 서재필은 관직을 사퇴하게 되었다.
6월 30일 고종의 특명으로 기복의 명을 받고 서재필은 장교를 양성하는 조련국 사관장(操鍊局 士官長)이 되었다. 그러나 신설된 조련국은 청나라와 명성황후 측의 반대로 결국 폐지되었다. 민비의 조카인 민영익이 민씨 일족과 1884년말 군대의 통솔권을 장악하고 군대의 훈련을 위해 청나라 장교를 부르자 군에서 쫓겨났다. 서재필을 비롯한 사관생도들은 궁궐수비대로 편입되었다.

### 갑신정변

#### 갑신정변 계획

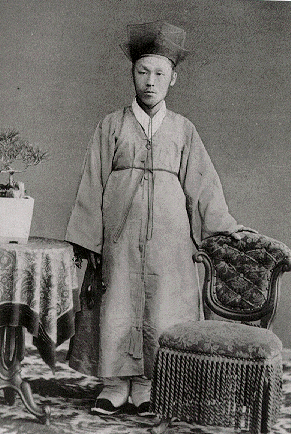
김옥균

당시 양어머니 안동김씨의 상중이었으나 그는 그해 7월 기복(起復, 부모의 3년상인데도 사직이 윤허되지 않고 특별 채용되는 것)의 특혜를 받았다. 서재필은 거듭 사양 상소를 올렸으나 고종의 특명으로 1884년(고종 21년) 8월 20일 조련국 사관생도 교관으로 배치되어 신식 병사 양성을 맡게 된다. 그러나 고종은 사관들을 데리고 바로 대령하라고 했음에도 당일 입궐하지 않아 동부승지 김문현의 규탄을 받기도 했다. 그러나 고종이 특별히 무마시켰다. 고종의 여러번 출사 요청이 있자 그는 조련국 사관장으로서 병력의 훈련을 담당한다.
1884년초부터 서재필은 기회를 잡다가 그해 6월 귀국 이후, 10월에 있을 우정국 낙성식을 기회로 김옥균, 박영효, 서광범, 유길준, 홍영식과 더불어 갑신정변을 계획하고, 신분제 폐지, 문벌 폐지, 청나라 심양에 잡혀간 대원군의 복귀 등을 담은 혁신 정강을 발표하였다. 서재필은 조련국 병사들과 신식 군대로 구성된 행동대를 총 지휘하고 병력들을 이끌고 궁궐로 진입하였다. 7월부터 치밀하게 준비하여 12월초 정변 준비에 필요한 병력과 물자, 거사 자금 등을 동원한다.
정변 계획 중에 그는 일본유학의 경험을 토대로 김옥균과 재조선주둔 일본육군 중대장 무라카미(村上)와 개화당 사이의 연락을 담당했으며, 일본의 토야마군관학교에서 훈련받은 서재필은 갑신정변의 전위대로 나서 공을 세웠고, 정변진행 중에 사관생도를 지휘하여 왕을 호위하고 수구파를 처단하는 일을 맡았다. 그는 현장 지휘를 맡았고 그의 동생 서재창과 박영교 등은 병력을 이끌고 수구파 대신들의 처단 등을 계획했다.

#### 갑신정변 직전
1884년 11월 승지(承旨)로 특별 승진하였다. 11월 4일 박영효의 집에서 김옥균, 서광범, 홍영식 등 개화당 동지들과 모여 거사를 모의하였다. 11월 9일 서재필은 조선주둔 일본군 중대장 무라카미 등을 찾아가 거사 협조를 부탁하였다 11월 16일 묘동에 있는 이인종(李仁鍾)의 집에서 김옥균과 만나 거사 계획을 숙론하였다. 11월 26일 탐골 승방에서 김옥균 등 동지들과 회합하고 빠른 시일 내로 거사할 것을 결의하고, 환경 변화에 대비한 다양한 거사 세부 계획을 짰다. 11월 27일 3시에 무라카미와, 밤에 다시 동지들과 계획을 세밀히 세워 나갔다. 11월 30일에 다시 동지들과 모여 거사 준비를 하였다. 12월 2일 새벽 2시, 박영효의 집에 가서 서광범, 홍영식, 김옥균 등과 만나 12월 4일로 거사 날자를 정하였다. 12월 4일에 거사를 개시할 각 부문의 담당자의 임무도 이때 결정하였다.
12월 2일 박영효의 집에 모여서 거사를 계획하였다. 서재필이 12월 2일 새벽 2시 박영효의 집으로 갔다. 그 곳에는 이미 이인종, 홍영식, 서광범, 김옥균의 동지들과 함께 모이기로 한 여러 장사들, 이규정(李圭貞), 황용택, 이규완, 신중모, 임은명, 김봉균, 이은종(李殷種), 윤경순 등이 다 모여 있었다. 그들은 함께 의논한 결과 12월 4일에 거사키로 하고, 만일 그 날 비가 오면 다음날인 12월 5일로 연기하기로 최종 확정하였다.
1884년 12월 4일 서재필의 자택에서 여러 동지들과 거사 내용을 다시 점검하고 어두워지자 우정국으로 갔다. 장사패를 이끌고 교동 일대의 경비 책임을 맡았다. 그는 이인종 등과 함께 군사를 이끌고 창덕궁으로 가다. 밤에 김옥균 일행이 고종을 만나 정변이 일어났음을 알리었다. 고종을 경호하여 경우궁까지 무사히 인도하였다. 고종 내외를 경우궁으로 파천시킨 뒤 입구를 지키고 있었다.
이조연이 "내 주상께 뵈옵고자 하노니 들어가게 하라"고 큰 소리로 말하면서 국왕 앞으로 나가려고 했다. 이에 서재필이 칼을 빼어들고 "내가 이 문을 지키라는 명령을 받은 이상 어떠한 사람일지라도 문안에 들어가기를 허락할 수 없다."고 하고, 서재필의 부하 장사들도 모두 눈을 크게 뜨고 만일 한 걸음만 더 내딛으면 그대로 둘 수 없다는 태세를 보였다. 이에 이조연과 한규직은 경우궁 뒷문으로 나아갔다. 막 문 밖에 나아가자 황용택, 윤경순, 이규완, 고영석 등에 의해 타살당했다.
12월 5일 개화파는 개화 신내각을 발표하였으며, 서재필은 병조참판 겸 후영 정령관에 임명되었다. 김옥균은 《갑신일록》에서 그를 병조참판 겸 정령관으로 기록하였으나 실록을 비롯한 공식문서에는 나오지 않는다. 특히 그는 정변 과정에서 대신들을 참살하는 행동대장의 역할을 수행하였다. 12월 6일 청나라 병의 내습으로 전투가 벌어졌다.

#### 갑신정변과 삼일천하

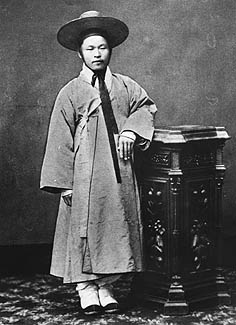
홍영식

1884년 12월 4일 오후 6시 한성부 정동에 신축한 우정국 낙성식에는 우정국 총판 홍영식(洪英植)의 초청으로 많은 내외 귀빈이 참석하여 낙성 축하연을 했다. 연회가 한창 무르익을 무렵 김옥균은 옆자리에 앉아 있던 일본 공사관의 시마무라 서기관에게 이날 거사를 일으킬 것임을 은밀히 알려서 일본군 동원을 준비시켰다. 김옥균의 연락을 받은 서재필은 바로 병력을 집결, 이동시켰고, 우정국 입구에 매복시켰다. 연회가 거의 끝날 무렵 우정국 북쪽 건물에서 불길이 치솟으며 화재가 발생했다. 가장 먼저 건물 밖으로 뛰쳐나갔던 민영익이 매복하고 있던 개화파 무사들에게 칼을 맞고 한쪽 귀가 떨어진 채 피투성이가 되어 허겁지겁 다시 들어오자 연회장 안은 완전히 아수라장이 되었다. 이때를 틈타 김옥균, 박영효(朴泳孝), 서광범(徐光範) 등은 급히 우정국을 빠져나와, 매복하고 있던 서재필 휘하 사관 생도들을 다시 경우궁으로 이동시키고 김옥균은 교동에 있는 일본 공사관으로 가서 일본군의 출동을 확인한 후에 대궐로 향했다.
갑신정변 당시 그는 토야마군관학교에서 같이 훈련받은 생도들과 함께 한때 개화당에 참여하였다가 배신한 환관 유재현을 처단하였고, 문신 조영하(趙寧夏)와 민태호(閔臺鎬), 민영목 등을 대한제국 고종이 지켜보는 데에서 살해하였다. 그러나 살아남은 민씨 대신들은 그를 증오하였고, 복수의 칼을 갈게 된다.
그러나 민씨 척족 정권은 청나라와 연락하여 청나라 군대의 조선 개입을 요청하였다. 그는 외세의 개입을 규탄했으나 상황이 여의치 않자 민가로 은신하였다.
12월 9일 일본공사 다케조에가 이들의 피신을 주선해주었다. 김옥균, 박영효, 이규완, 정란교, 서광범, 변수(邊樹) 등 일행 9명은 창덕궁 북문으로 빠져나가 옷을 변복하고 일본 공사관에 숨었다가 12월 12일 인천주재 주조선 일본 영사관 직원 고바야시의 주선으로 제일은행 지점장 기노시타의 집에 은신하였다. 그러나 묄렌도르프가 추격대대를 이끌고 오자, 기노시타의 배려로 일본인 옷으로 갈아입고 다시 제물포항에 정박중이던 츠지 가츠사부로(辻勝三郞)의 일본 선박 치토세마루(千歲丸) 호에 승선했다.
12월 13일 인천 제물포항에 있던 일본 상선 치토세마루(千歲丸)에 박영효, 김옥균, 서광범 등과 함께 숨어있던 중 묄렌도르프가 병사들을 이끌고 추격, 외무독판 조병호(趙秉鎬)와 인천감리 홍순학(洪淳學)을 대동하고 다케조에에게 국적(國敵, 갑신정변 주동자들을 가리킴) 서재필과 김옥균 일행을 내놓을 것을 요구하였다. 배 안에서 이를 지켜보던 일행은 품속에 비상약을 쥐고 자살을 각오했다. 한참을 뮐렌도르프들과 우물쭈물대던 다케조에는 배로 올라와 어쩔수 없겠다는 뜻을 내보였다. 그러나 배 안의 일본인들이 자국 공사의 비열함에 혀를 차며 질타했고, 선장 츠지 가츠사부로 역시 그의 무책임함을 지적하며 말하길, '당신을 믿고 이들을 태웠는데, 이제와서 내리라 하면 이들을 죽이는 것밖에 더 되느냐'며 힐난했다. 다음은 그의 발언이다.
| “ | 내가 이 배에 조선 개화당 인사들을 승선시킨 것은 공사의 체면을 존중했기 때문이다. 이분들은 다케조에 신이치로 공사의 말을 믿고 모종의 일을 도모하다가 잘못되어 쫓기는 모양인데, 죽을 줄 뻔히 알면서도 이들더러 배에서 내리라는 것은 도대체 무슨 도리인가? 이 배에 탄 이상 모든 것은 선장인 내 책임이니 인간의 도리로는 도저히 이들을 배에서 내리게 할 수 없다. | ” |
|   | — 치토세마루 호 선장 츠지 가츠사부로 |   |

선장 츠지 가츠사부로(辻勝三郞)는 직접 묄렌도르프에게 '그런 사람은 없으며, 일본의 선박을 함부로 수색할 수는 없다, 임의로 수색했다가는 본국에 통보하여 외교 문제로 삼겠다'며 그들을 따돌렸다. 츠지 선장의 배려로 서재필과 일행은 구사일생으로 목숨을 건졌다.

#### 정변의 실패와 가족들의 최후
갑신정변이 청나라군의 개입으로 3일 만에 실패로 끝나자, 일본으로 도피하였다가 일본에서도 상황이 좋지 않아 일본 정부가 조선의 망명 정객들을 냉대하자 미국으로 망명하였으며 미국 선교사들이 이들을 도왔다. 갑신정변 주역은 역적으로 몰렸고 서재필의 가족들은 모두 살해당하였다. 생부 서광효는 은진 감옥에 투옥당했다. 서재필의 부모를 비롯하여 3명의 친형제 등 가족들이 사약을 받거나 사람들로부터 죽임을 당하였다. 관가에 기생으로 보내지기로 된 서재필의 부인은 죽는 편이 낫다고 판단하여 독약을 먹고 자결하였다. 당시 서재필에게는 두 살난 아들이 있었는데, 나라에서 굶겨서 죽였다고도 하고, 아이가 굶주림에 지쳐 죽은 어머니 광산김씨의 젖을 물었는데 어머니 몸 속에 있던 독이 아이 몸 속에도 퍼져 죽었다는 설도 있다.
어린 딸 한 명은 딸이라 하여 연좌되지 않고 노비가 되었다가 풀려났다. 풀려난 딸은 후에 안동김씨 김태균(金泰均)의 아들 김두진(金斗鎭)과 결혼하였는데, 그는 선원 김상용의 10대손으로 청음 김상헌의 자손 고죽 김옥균과는 먼 친척이었다. 그러나 김두진과 결혼한 딸과는 이후 연락이 두절되었다.
서재필의 배우자 광산 김씨는 자신의 본가를 찾아갔는데, 부모들은 대역의 죄인이라 하여 집안에 들이지도 않았다. 승지였던 장인 김영석은 딸에게 서씨 집 귀신이 되라며 되돌려보냈는데 가서 자결하도록 하며 가마에 태울 때 독약 그릇을 하나 넣어 시가로 쫓아보냈다. 이에 서재필은 후일 귀국한 뒤 장인 김영석이 찾아오자 거지 취급하고 냉대하였다.
생부 서광효는 옥중에서 절곡 끝에 '만일 관노사령배가 문전에 오거든 잡혀가서 욕을 당하느니보다는 차라리 자결하라.'는 유서를 남기고 자결하였다. 맏형 서재춘은 은진군 감옥에 수감되었다가 독약을 먹고 자살하였고, 이복 형 서재형은 관군에 의해 살해당했다. 관노사령들이 화석이 앞길에 나타난 것을 보고 시어머니와 며느리는 마주보고 앉아 독약을 마셨다. 그러나 시어머니는 사망했지만 며느리 김씨는 못다 죽어, 어느날 대청 대들보에 목을 매어 죽었다. 그러나 생모 성주이씨나 배우자 광산김씨는 바로 죽지 않고 노비로 끌려갔다가 1885년 1월에 자살했다는 설도 있다. 또한 그의 서모 역시 관비로 끌려갔고 이복 동생들 역시 죽임을 당했다. 아내의 묘소는 연무읍 죽평리 어머니 묘소 근처에 안장되었다가 후에 구자곡면으로 이장된 뒤, 서재필의 유골이 봉환되어 동작동 국립묘지에 안장되자 1995년 서재필 묘소에 합장되었다.
한성부 종로방 화동 1번지에 있던 그의 집은 김옥균의 집과 인접해 있었는데, 김옥균의 집과 서재필의 집터는 조정에 의해 몰수당한 뒤 후일 한성 관립한성고등학교의 부지(현. 서울 정독도서관 터)가 된다. 담양 가사문학면 지실 정해은과 결혼한 큰누나 서씨는 이미 출가외인이라 하여 화를 모면하였다.
연좌제와 친인척 처벌
군대에 있던 그의 동생 서재창은 1884년 19세에 종로 사직동에 살던 보국숭록대부를 지낸 서상우(徐相雨)의 양손자로 입양되었다. 그런데 생가의 둘째 형 서재필을 따라 갑신정변에 가담하였다가 처형당하는 것을 피하기 위해 상노를 앞세우고 도주하던 중 붙잡혀 의금부로 끌려갔다가 처형당했다. 여동생 서기석은 구사일생으로 살아나 누군가의 도움으로 함경도로 피신하여 이름과 신분을 숨기고 살다가 후에 이씨 성을 가진 평민과 결혼했다. 그의 양가(養家)에도 화가 미쳐 그의 양아버지이자 재종숙인 서광하는 전재산을 몰수당하고 노비로 전락하였다.
17세 된 남동생 서재우(徐載雨)만 나이가 어려 죽음을 면했다. 서재우는 훗날 사면됐다.
1884년 초에 죽은 그의 양어머니 안동 김씨를 제외한 그의 가족은 모두 몰살되거나 화를 입었다. 그의 가족 중 형인 서재춘의 아들들이 살아남아 손자인 서명원 등을 두었고, 서재창의 처 조씨에게서 나온 유복자의 손자가 서희원이었다. 또, 기생으로 끌려간 동생 서재우의 처가 아들 서호석을 두었다. 서재우의 일가 역시 겨우 후사를 잇게 되었다.
갑신정변의 실패 이후 그의 서씨 집안에서는 광(光)자 대신 병(丙)을, 재(載)자 대신 정(廷)자를 사용하였으나 일부는 광(光)자 항렬과 재(載) 항렬을 쓰기도 하였다.
연좌제는 전라도 보성군에 있던 친 외가에도 미쳤다. 가산은 압수, 탕진되고 가족은 이산되는 참변을 당해야만 했다. 그러나 외사촌 형제인 이교문과 그의 아들 이용순 등은 살아남았고, 일제강점기 당시 항일 독립운동에 가담하였다. 그의 일가족이 몰살당한 소식이 외가인 보성군 문덕면 가내마을에 전해지자 그의 외삼촌들, 외사촌들 등 그의 외가 친척들은 약사발을 든 금부도사나 포졸들이 언제 나타나지 않나 하고 문덕마을 어귀를 수시로 내다보며 오랫동안 전전긍긍했다 한다. 비통한 소식을 해외에서 접한 서재필은 가슴을 쥐어 뜯으며 분노와 슬픔에 치를 떨었다. 서재필과 평소 가까이 지냈다는 이유로 그의 친구들 역시 투옥, 심한 고문을 당했다. 정변의 실패와 그의 가족, 친지들이 몰살당하자 민중에 대한 증오와 함께 조선 사회에 대한 환멸감을 느꼈고, 이후 일본에서는 노동으로 생계를 유지하면서 국내 문제에는 관심을 서서히 줄여나가게 되었다.

#### 일본으로 피신

친구이자 정치적 동지인 윤치호.

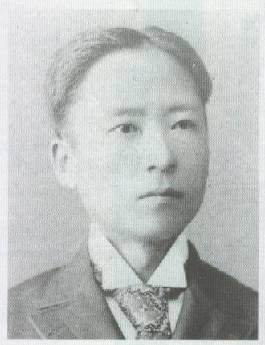
젊은 시절의 서재필.

갑신정변이 3일 천하로 실패하고 해외로 망명할 때 박영효, 서광범과 함께 일본에 건너갔다. 12월 13일 인천 제물포항을 출발한 배는 다음 날 일본 나가사키에 도착하였다. 망명 초기 그는 조선에서 보낸 자객들의 위협에 시달려 은신하였으나 후쿠자와 유키치와 친분이 있던 독지가의 후원으로 도쿄 근처의 판자촌에 숨어 지냈다. 일본 도착 직후 그는 혁명의 실패와 서툴렀음을 자책하며 대성통곡을 하다 실신했다. 한달 가까이 통곡하며 식음을 전폐하다가 1개월 뒤 가까스로 정신을 차렸다. 그러나 조선에서는 수시로 자객을 보냈고 그는 변장하고 은신해야 했다. 후쿠자와 유키치와 이노우에 가오루 등이 그의 딱한 소식을 듣고 생활비와 음식과 옷을 지원해 주었다.
서재필 자신은 1년간 일본에 피신해 있었지만, 갑신정변 주역들을 둘러싸고 일본-청나라 사이의 외교문제가 생겼고, 일본은 조선의 갑신정변에 깊이 참여했다는 국제 사회의 비난에서 벗어나고자 이들을 냉대하였다. 그는 자객을 피해 걸인 생활을 했다. 그러나 일본 정부의 박대에 분개한 그는 미국으로 건너갈 것을 결심, 김옥균을 제외한 나머지 세 명은 기독교 선교사가 써준 소개장을 들고 미국 샌프란시스코로 넘어가게 된다.

### 1차 미국 망명
1885년(고종 22년) 5월 26일 서재필, 박영효, 서광범은 일본 요코하마에서 미국 화물선 차이나 호를 타고 미국 샌프란시스코로 건너갔다. 비용이 없었고 능통하지 못한 영어 실력과, 조선 조정에서 보낸 자객을 피해 숨어있어야 했던 이들은 조선에 기독교 선교사를 보내려는 미국인 선교사들의 후원과 후쿠자와 유키치와 이노우에 가오루 씨가 보내준 생활비와 차비 덕분에 미국으로 건너갈 수 있었다.
조병옥에 의하면, 이들은 배를 타고 미국에 도착하였으나 상륙하자마자 낯선 환경에 적응하지 못하고, 닥쳐올 생활위협을 헤쳐나갈 자신이 없었던 박영효는 다시 일본으로 돌아가고 말았다고 한다. 서광범도 얼마 동안은 언더우드 박사의 후원으로 뉴욕에 체류하며 지냈으나, 결국 앞서 돌아간 박영효의 뒤를 따라 그도 양반이라는 자존심을 버리지 못해 힘든 일을 하지 못하고 일본으로 되돌아갔다.
훗날 서재필은 그가 처음 미국 땅에서 살기 위해서 발버둥쳤던 기억을 평생 잊을 수 없었다. 그가 처음으로 미국에 도착하였을 때 한국 사람이라고는 자기 혼자 뿐, 말도 모르고 풍속이 다른 남의 나라에서 스스로의 진로를 개척하려던, 고독에 겨운 참담한 생활은 그의 자립정신을 더욱 굳게 해주었다. 그리하여 그는 자신이 운영하는 문방구점의 경영에 온갖 노력을 기울였으며, 그의 근면과 창의력은 상점의 번영을 가져왔던 것이다. 그러나 유색인종에 대한 무시와, 차별에 시달림을 당했고 열차에 탑승할 때도 짐칸으로 밀려나는 등의 모욕을 당한다.
미국 망명 초기 장로교 선교사이자 안면이 있던 호러스 그랜트 언더우드 선교사가 편지로 보낸 소개장 덕에 거처를 구할 수 있었다. 미국생활 중 감리교회에 나가 감리교 신자로 개종하였다.
한편 조선에서는 1887년 3월부터 1894년 3월 10일까지 사헌부, 사간원, 홍문관에서 번갈아가며 홍국영을 부관참시하고 노륙을 청하는 상소를 올리면서 동시에 서재필과 서광범, 박영효도 기한을 정해 잡아들이거나 사살할 것을 청하는 상소를 매일 올렸다. 이는 승정원 일기에 기록되어 있다. 동일한 내용의 상소가 수시로 계속되자 고종은 나중에 이를 모두 물리쳤다.

#### 미국 망명생활 초기
1885년 미국으로 건너간 후 캘리포니아주 샌프란시스코에 도착한 서재필은 영어도 모르고 아는 사람도 없는 낯선 곳에서 서재필이 처음 구한 일자리는 가구점의 광고지를 붙이는 일이었다. 서재필은 다른 노동자들이 하루 5마일을 다닐때 10마일을 뛰어 다니면서 일했다. 낮선 땅에서 대화가 통하지 않아 손짓과 발짓으로 어렵게 일자리를 구하기도 했고, 정신병자, 부랑아로 몰려 쫓겨나기를 반복했다. 막노동으로 생계를 이으며 1년을 보낸다. 언어도 통하지 않은 데다가 노동법령의 보호를 받지 못하여 임금도 못받고 사업장에서 쫓겨나는 등의 수난을 겪기도 한다.
처음에 미국에서 생활하며 외로움과 고독에 시달렸다. 언어 장벽과 유색인종이라는 부정적인 시선 등으로 불이익과 차별을 당하는 것에 좌절하여 사람들을 기피하기도 했다. 낮선 환경에 적응하기 쉽지 않아 여러번 일자리를 바꾸기도 하며 차가운 시골과 변두리의 판자집을 전전해야 했는데, 위생상태의 불결함 등으로 감기와 피부염증, 동상에 자주 걸려 육체적으로 고생하기도 했다. 서재필은 막노동과 잡역, 식당 서빙, 청소부, 인쇄소 전단지 돌리는 일 등 잡일을 가리지 않고 이역만리를 헤매며 오렌지 농장과 사탕수수 농장의 노동자, 가구점 점원, 잡화상회 점원 등을 전전하며 미국생활을 견뎌냈다 한다.
고단한 미국생활에서 연락을 주고 받은 유일한 친구는 윤치호였다. 여러번 윤치호에게 도움을 청하는 편지를 보냈고 윤치호는 선뜻 그에게 생활비를 우편환으로 송금해주었다. 주소가 수시로 바뀌었지만 그가 먼저 윤치호에게 연락을 하였으므로 연락이 계속될 수 있었다. 윤치호와 서재필은 한 차례 만났었다. 1893년 가을 에모리 대학을 마치고 상하이로 되돌아가기 전인 윤치호는 인사차 서재필을 방문했었다. 서재필은 윤치호의 방문이 내키지 않았다. 그를 만나자 잊고 있었던 십년 전의 일들이 떠올랐기 때문이다. 무모했던 정변이 떠올라 회한에 잠겨 스스로 부끄러워지며 자신 때문에 죽은 부모와 처자를 떠올렸다. 서재필은 졸업을 축하한다는 의례적인 인사만 하고 서둘러 자리에서 일어났고, 윤치호는 왜 그런지 알면서도 무척 서운해했다.
조선에서는 미국에 있는 그를 제거하려고 자객을 보내는 한편 그와 친분이 있던 인물들에 대한 감시, 탄압에 들어갔다. 이후 그는 조선에 대한 애정을 버리고, 민중에 대한 희망과 기대 역시 배신감과 증오로 변하게 된다.

#### 고등학교 재학 시절
낮에는 아르바이트와 노동을 하고 밤에는 기독교청년회(YMCA) 야간학교에서 영어를 공부했다. 주말에는 교회를 다니며 영어를 배웠다. 교회에 나가던 그는 곧 기독교를 받아들이게 됐고, 이것을 계기로 기독교적 인권사상과 자유민주주의에 대한 신념을 키울 수 있었다. 그러던 중 어느 날 운 좋게 교회 신자를 통해 존 홀렌벡(John Wells Hollenbeck)이라는 사업가를 소개받는다. 펜실베이니아주에서 탄광업을 통해 많은 돈을 번 대부호이자 자선사업가였던 홀렌벡은 서재필에게 미국에서 정식으로 교육을 받을 수 있는 기회를 주겠다고 제안했다. 1886년 9월 서재필은 홀렌백과 독지가들의 도움으로 대륙횡단 열차를 타고 펜실베이니아주 윌크스 배리(Wilkes-Barre)에 당도하여 "해리 힐만 아카데미(Harry Hillman Academy)"라는 명문 고등학교에 입학하게 되었다.
머무를 거처가 없었던 서재필은 해리힐맨 고등학교 교장 집에서 집안 일과 정원 조경을 도우며 숙식을 해결하고 있었는데, 마침 법관으로 퇴임한 교장의 장인이 함께 살고 있어서 그에게서 미국의 역사 및 민주주의 제도에 대해 많은 것을 배웠다. 서재필은 1888년 "필립 제이슨(Philip Jaisohn)"이라는 새로운 이름을 갖게되는데, 홀렌벡이 손수 지어주었다는 설도 있다. 필립 제이슨은 "서재필"을 거꾸로 하여 "필재서"로 만든 다음, "필"을 "필립(Philip)"으로 "재서"를 "제이슨(Jaisohn)"으로 음역한 것으로, Jaisohn이라는 성의 철자는 미국인들도 전혀 사용하지 않는 고유한 철자 표기였다. 그는 펜실베이니아 사립고를 다녔다. 또한 한편으로 제이슨(Philip Jason)이라는 이름을 쓰기도 했다. 언론에 칼럼을 기고할 때의 필명은 오시아(N. H. Osia)라 하였다.
서재필은 해리 힐맨 고등학교에서 라틴어, 헬라어(그리스어), 수학 등 여러 과목에서 우등생이 되었고, 특히 웅변을 잘 하여 웅변대회에서 입상도 하였다. 고등학교 졸업식에서는 졸업생 대표로 고별 연설도 하였다.

#### 대학 재학 시절
고등학교를 졸업하고 바로 워싱턴 D.C.의 컬럼비안 대학 (Columbian University, 현 조지워싱턴 대학교의 전신)의 예과(대학 예비 과정)의 야간부인 코크란 단과대학(Corcoran Scientific School) 물리학과 야간반에 입학, 1년간 자유전공으로 전공 없이 주로 자연과학과 역사를 배웠다.
1889년 6월 서재필이 코크란 단과대학 물리학과를 졸업하자, 홀렌벡은 서재필을 불러 놓고, 이미 입학허가를 받은 라파예트(Lafayette) 대학에서 일단 공부를 마치고 그 다음 프린스턴 대학교 신학대를 졸업하여 조선에 기독교선교사로 돌아가겠다는 것을 서면으로 약속하라고 말했다. 그래야 앞으로 더 지원해 주겠다는 것이다. 당시 역적의 신세에 묶여 조선으로 돌아 갈 수 없었던 서재필은 홀렌벡의 제안을 거절할 수 밖에 없었고, 결국 은인과 결별하게 된다. 1890년 서재필은 그해의 라파예트 대학 입학 시험에 합격했고, 곧 라파예트 대학 하트 교수의 도움으로 라파예트 대학교에 입학한다.
대학에 다닐 무렵, 서재필은 하루 3불의 품삯을 받고 유리창닦이 등 잡역부로 노동을 하였고, 여가를 틈타 독학으로 영어를 공부했다 한다. 그 뒤 교회당을 찾아 신앙을 발견하려고 꾸준히 노력하기도 했다. 그러나 서재필은 라파예트 대학교를 중퇴하고 일자리를 찾아 워싱턴 D.C.로 떠났는데, 그가 찾은 일자리는 미국 육군 의학박물관에서 중국과 일본에서 온 의서들을 영어로 번역하는 일이었다.
의학 서적을 번역하면서 서재필은 의학에 관심을 가지게 되었고, 마침내 1889년 워싱턴 D.C.의 컬럼비안 대학 (Columbian University, 현 조지워싱턴 대학교의 전신) 의과대학에서 워싱턴의 고등학교 졸업자 공무원들을 위해 설립한 야간학부에 입학하였다. 그는 문구점을 설립했는데 낮에는 문구점 주인으로 밤에는 학생의 신분으로 공부하였다.

#### 의사 면허, 미국 시민권 획득

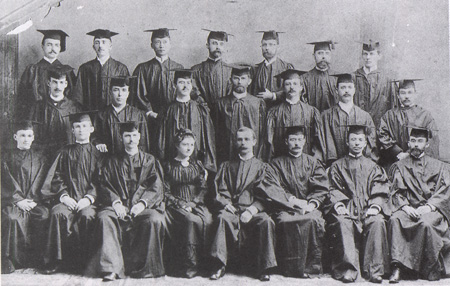
1892년, 콜럼비안 대학 졸업 사진

컬럼비안 대학 예과를 마친 서재필은 컬럼비안 대학교의 본과로 진학, 1893년 컬럼비안 대학교를 졸업하여 미국에서는 한인 최초로 세균학 전공으로 의무박사가 되었다.
컬럼비안 대학 재학 중이던 1890년 6월 미국인으로 귀화하여 6월 10일 한국인 최초로 미국 시민권을 받았다.
1892년 컬럼비안 대학교를 재학 중 바로 가필드 병원(Garfield Hospital에서 1년간의 수련의 인턴 과정을 거쳤다. 1893년 정식 의사면허를 받았다. 1893년 6월 컬럼비안 대학교 의과대학 야간반을 2등으로 졸업하였다.

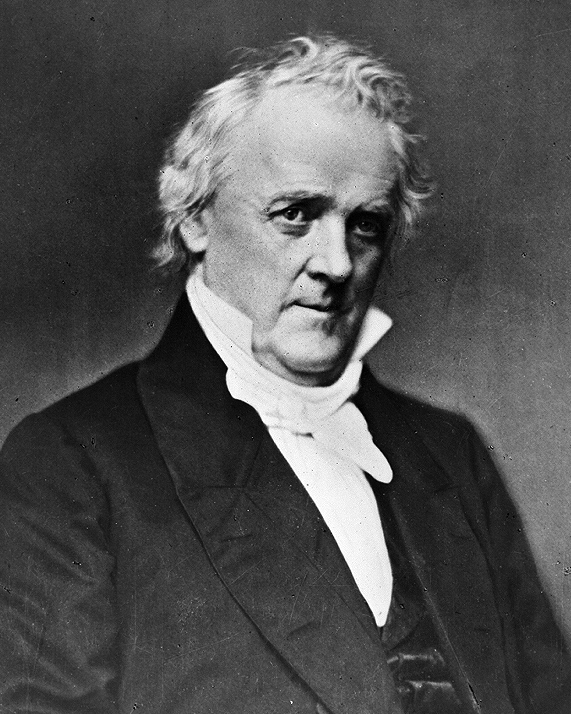
처당숙 제임스 뷰캐넌
(그의 노예 해방론에 감동, 깊이 공감한다.)

1893년 8월 워싱턴 D.C에서 만난 윤치호의 일기에 의하면, 그는 의과대학 졸업 후에도 박물관에 계속 근무하였다. 컬럼비안 대학교 의과대학을 졸업한 그는 1893년 6월 바로 모교인 컬럼비안 대학교의 강사가 될 목적으로 모교의 조교가 되었다. 그러나 유색인종에게서 강의를 들을 수 없다는 일부 학생들의 반발로 1년만에 그만두고 만다.
미국에서의 생활은 서재필로 하여금 근대적 민주주의 사상과 제도에 대한 믿음을 더욱 강하게 확신하게 했다. 미국과 서구적 안목으로 조선을 돌아볼 때 그의 피는 끓지 않을 수 없었다. 조선은 여전히 열강의 각축장이 된 채 외세종속적이면서 후진적인 사회로 정체되어 있었기 때문이다. 조선 사회의 불결함과 미개함, 민주주의 정치를 정착시키려던 개화당 인사들에 대한 민중들의 분노와 증오에 환멸을 느낀 그는 미국 사회를 동경하게 되었다.
서재필은 1894년 미국 초대 철도우체국장의 딸인 뮤리엘 메리 암스트롱(Muriel Mary Armstrong)을 만나 그의 과외 가정교사가 되었다. 뮤리엘 암스트롱의 가정교사로 있다가 연애를 시작, 유색인종이라는 이유로 무시와 차별, 냉대 등으로 이국 생활에 어려움을 겪던 그에게 뮤리엘 암스트롱은 친절하게 대했고, 때로는 그의 고충을 들어주기도 한다. 뮤리엘의 인간미에 감격한 서재필은 곧 뮤리엘에게 청혼하였고, 뮤리엘은 가난할 것이다, 힘들 것이다, 유색인종이다 등등의 이유로, 주변의 반대와 조언, 만류에도 불구하고 서재필의 청혼을 받아들인다. 그리고 결혼 비용에 부담을 느낀 서재필을 배려하여 같은 해 6월 20일 워싱턴 D.C 교외에 있는 카버넌트 교회에서 친지들을 불러 간소하게 결혼식을 올리고 미국 주류사회에 편입됐다. 미국 시민권을 받자 바로 병원에 처음 취직한 그는 세균학 연구를 주로 하였다.

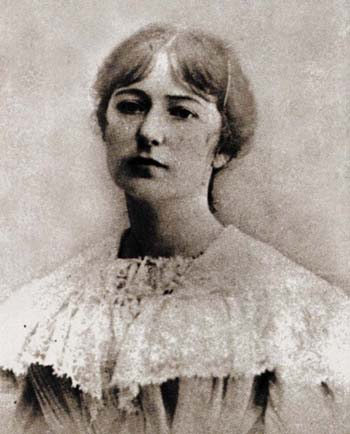
부인 뮤리엘 메리 암스트롱.

뮤리엘은 제임스 뷰캐넌 전 대통령과 사촌 형제이자 남북전쟁 당시 철도우편국을 창설해 초대 국장을 지낸 미국 육군 대령 출신의 정치인 조지 뷰캐넌 암스트롱(George Buchanan Armstrong)의 딸이었다. 그의 아버지는 이미 사망했지만, 의붓아버지인 예비역 육군 대위 출신 제임스 화이트가 워싱턴에서 유명 인사였던 탓에 그는 ‘워싱턴 포스트’를 비롯한 언론의 조명을 받았다. 그 후, 서재필과 뮤리엘 암스트롱은 두 딸 스테파니(Stephanie Jaisohn)와 뮤리엘(Muriel Jaisohn)을 두었다. 서재필은 뮤리엘 암스트롱과 결혼한 후 1894년 6월 워싱턴에서 의사 개업을 하였으나, 백인들의 유색인에 대한 편견과 인종차별로 생계유지에 많은 어려움을 겪었고, 신혼 살림도 워싱턴에 있던 주미조선공사관 직원 관사에 방을 빌려 차렸다.
이후 평생을 독립운동 참여 등 그가 가정 생계에 초연하여 빚과 파산, 굶주림에 시달리면서도 아내 뮤리엘은 남편을 탓하거나 원망하지 않았고, 이는 그가 전심전력으로 독립운동에 전념할 수 있는 배경이 되었다. 또한 1930년대까지만 해도 미국 내에는 노예와 시민에 대한 차별대우가 당연하다는 시각과 흑인, 유색 인종에 대한 차별이 당연하다는 시각이 존재했는데 그는 노예 해방론과 노예제 폐지를 주장하는 제임스 뷰캐넌의 사상에 감동, 깊이 공감하게 된다.

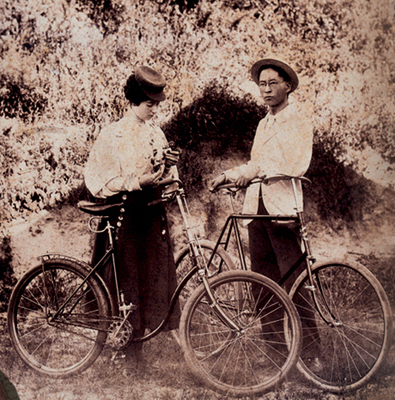
신혼 초반의 뮤리엘과 서재필.

서재필은 개업 후 백인들의 인종 차별 의식 때문에 병원을 별로 찾지 않아 매우 심한 궁핍에 시달렸다. 1894년(고종 31년) 3월 김옥균의 암살 소식과, 5월 뉴스와 신문을 통해 김옥균의 부관참시 소식을 접하게 된다. 조선 조정이 상하이에 자객을 보내 김옥균을 암살하고, 시신을 환국시킨 뒤 능지처사한 것은 당시 세계적으로 보도되었다. 김옥균의 참혹한 죽음과 부관참시를 보고 그는 조선 조정과 조선 민중에 대한 불신과 분노를 한층 증폭시켰다. 한편 1894년 6월 김홍집 내각이 들어서면서 조선에서는 개화파 인사들에 대한 복권 여론이 나타나기 시작했다. 1895년초 모교인 컬럼비아 대학 의과대학의 세균학 강사로 출강하였다.

### 복권과 귀국
1895년(고종 32년) 3월 1일 법무대신(法務大臣) 서광범(徐光範)의 건의로 작위가 회복되었다. 5월 10일에는 미국 체류 중 외부 협판(外部協辦)에 임명된다. 8월에는 학부대신 서리에 임명되었다.
서재필은 귀국 요청을 받아들이지 않았으나, 주미조선 공사관에서는 그에게 공사관의 방 하나를 무료로 빌려주었고, 식비까지 제공하였다. 갑오개혁으로 갑신정변 당시 서재필 등의 급진개화파에게 내려진 역적의 죄명이 벗겨지자 1895년 가을, 미국을 방문 중 워싱턴 시에 들른 박영효를 워싱턴 시 내에서 10년만에 만나게 되고, 그에게서 조선의 정세를 접하게 된다.
박영효를 만난 뒤 다시 조선을 개혁해 보겠다는 생각을 품게 된 그는 김홍집 내각이 다시 서재필에게 귀국을 요청함에 따라 귀국을 결심한다. 생활이 어려웠던 그는 조선으로 돌아올 때 주미조선공사관에서 추가로 마련해준 여비까지 더 받고, 1895년 11월 10일 워싱턴을 떠나 필라델피아를 출발, 하와이와 일본을 경유하여 조선으로 귀환하게 된다. 그는 조선으로 돌아오는 길에 일본을 경유할 때 일본 동경의 모교 토야마 사관학교를 방문하였고, 후쿠자와 유키치를 만났으며, 다시 일본 나가사키를 출발하여 배편으로 12월 26일 인천 제물포에 도착하였다. 인천항에 도착한 서재필과 그의 부인 뮤리엘은 출국 전 고용한 미국인 경호원을 대동하고, 인력거로 비밀리에 한성부에 당도하였다.
그는 귀국 직후 외무 협판과 학부대신 서리 직을 사직한다. 후일 1900년 6월 윤용선은 그가 이름뿐이지만, 당시 학부대신 서리에 임명된 것을 근거로 을미사변 관련자로 몰아 사형에 처할 것을 상주하기도 한다.

#### 개화 계몽 운동
당시 그는 조선의 모든 것에 대해 극히 부정적인 태도를 보였다. 갑신정변의 실패에 크게 낙심, 좌절했고 이를 역적시하는 고종 등의 태도, 일가족이 처참하게 희생된 것, 일본 망명 중에 조선 조정에서 자신을 암살할 자객을 보낸 것, 미국생활 초에 당했던 온갖 인종차별과 멸시는 그에게 원한과 증오심을 더욱 증폭시켰다. 귀국 직후부터 그는 거의 영어로 대화했고, 독립문 기공식 때에도 영어로 연설했다. 또한 윤치호 등과 살아남은 조카들이 그에게 자결로 죽은 전처의 묘소와 논산 연무대 근처에 있던 생모 성주이씨의 묘소 위치를 알려주었으나 그는 한번도 방문하지 않았고, 오히려 가보라는 권고를 거절한다.
그를 파양했지만 연좌제에 의해 천민으로 격하된 양아버지이자 7촌 당숙인 서광하가 찾아왔지만 못본 척 냉정하게 외면하였다. 역시 연좌되어 삭탈관작 당하고 거지가 된 본부인 광산 김씨의 친정부모 김영석과 박씨 내외 역시 외면했다. 서재필은 김영석 내외에게 그대가 어떻게 나의 장인인가, 자신의 딸과 어린 외손을 외면한 금수(禽獸)에게 내가 왜 인사하느냐며 박대하고 내쫓았다. 그는 양복 차림으로 안경을 끼고 입궐하였으며, 입궐한 뒤에 고종의 앞에서 절하지 않은 채 고개를 빳빳이 들고 악수를 청하였다. 이를 본 조선의 조정 대신들은 충격을 받았고, 현장에서 이를 지켜본 박정양, 박영효, 김홍집, 유길준, 윤치호 역시 경악했다. 영재 이건창은 이를 듣고 사람이 망가졌다며 그를 비난하였다.
그는 귀국 후 단 한 번도 자신을 서재필이라는 이름으로 부른 적이 없었고, 자기 이름을 필립 제이슨(Philip Jaisohn) 또는 제이슨(Philip Jason), 피제손으로 지칭하였다. 피제손은 그의 이름 서재필의 글자 순서를 거꾸로 한 필재서를 한글로 음역한 것이다. 1900년대 당시 조선에서는 이를 다시 제선(堤仙) 또는 피제선(皮堤仙)으로 음역하였다.

#### 조선 정부 고문

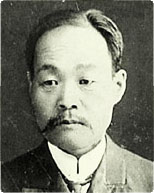
유길준

1894년(고종 31년) 청일전쟁에서 일본이 승리하고, 명성황후를 정점으로 한 민씨 정권이 몰락한 후 개혁 내각이 들어서자 1894년 김홍집에 의한 갑오개혁이 단행되었다. 청나라의 패망을 두고 그는 조선이 중국의 속국에서 벗어날 절호의 기회라고 하였다. 귀국 직후 그는 공개 연설회에서 박영효를 만나, 그의 권유를 받아들여 귀국을 결심하였다고 밝혔다. 그러나 당시 내각을 맡고 있던 유길준이 그를 초빙형식으로 귀국시키는 데 노력하였다. 서울대 사학과 명예교수 신용하에 따르면 갑신정변이 민중의 지지가 결여되었기에 실패했던 교훈을 되새긴 유길준은 민중을 계몽하는 사업으로 신문 창간이 절박했다. 갑오경장이 개화파 내각의 주도로 제도 개혁을 하면서 일본측의 한성신보에 대항할 신문을 만들 한국인을 물색했는데, 그가 서재필이었다.는 것이다. 그에 의하면 유길준은 유길준 대로 개혁과 민중을 계몽하는 사업으로 신문 창간이 절박했고, 일본은 일본 대로 1895년 무렵부터 조선에 신문 창간을 후원한다는 명목으로 신문 개설을 권고하였고, 이에 내부대신 유길준은 미국인으로 귀화하여 의사 생활을 하던 필립 제이슨을 초빙하기에 이르렀다는 것이다.
유길준과 박영효 등의 적극적인 후원과 주선으로 쉽게 조선에 입국할 수 있었으며, 귀국 직후 그는 고종을 찾아가 연좌제와 고문 등 신체를 상하게 하는 악법을 폐지할 것과, 문벌과 집안을 살피지 말고 인재를 등용할 것과, 과거 제도에 평민들도 응시할 수 있지만 가난한 농사와 기술에 종사하는 평민 자제들이 가정 형편이 어려운 점을 들어 조정에서 비용을 들여 인재를 기를 것을 건의하였다.
귀국 직후 연설에서, 그는 조선이 단군이래의 4천년의 유구한 역사를 지닌 자주국임을 전제하고, 과거 조선이 대대로 한나라, 당나라, 송나라, 명나라 등의 식민지 노예와 다를 바 없는 생활을 하였으며, 조선이 살 길은 청나라로부터 독립해야 된다고 주장하였다. 그는 유길준, 박영효, 박정양 등을 만나 '조선이 근대화를 하려면 반드시 청나라로부터 독립을 해야 한다'고 주장하였다. 우리가 중국의 노예가 아닌데도 중국에 해마다 인삼과 황금, 석탄, 여성, 환관 등을 조공으로 바쳐야 되는 이유가 무엇이냐는 것이었다.
동시에 평민들에 대한 교육, 계몽활동과 언론의 필요성을 역설했다. 이어 유길준에게 신문간행계획을 알리고 협조를 구하였다. 이어 1월 19일 한성부에서 최초의 공개강연회를 개최하였다.
서재필의 귀향은 장안의 화젯거리가 되었는데, 이는 특히 그가 서양인 부인을 데리고 왔기 때문이었다. 당시 한국에서 서양 사람을 본다는 일 자체가 아주 드물게 있는 기이한 일이었다. 조선 거리에 백인 여자가 나타나기만 해도 구경꾼이 모여 들었을 터인데, 서재필이 서양 여자와 결혼했고, 또 그 여인을 데리고 돌아왔다고 하니 관심을 모을 수 밖에 없었다. 특히 25살인 서재필 부인은 키가 충천하고 1미터 72센티, 피부가 희고, 머리가 갈색이었으니 장안이 떠들썩할 수밖에 없었다.
서재필이 처음 귀국했을 때 윤치호는 춘생문 사건에 가담했다가 체포대상이 되어 미국공사관에 피신해 있었다. 서재필은 두문불출하던 윤치호를 찾아 정세에 대해 자문했고, 윤치호는 선배 서재필의 공백기에 조선 정세를 친절하게 알려주면서 동시에 정동구락부 인사들과 접촉할 수 있도록 다리를 놓아주기도 했다. 서재필이 귀국하자 정부의 외척 고관들은 그가 갑신정변으로 동료들이 처형당하고 가족까지 연좌된 것에 원한을 품고 자신들에게 보복할 것을 우려, 서재필을 제거하려 했다. 그가 미국과 외국의 힘을 빌어 조선을 식민지화하려 한다는 것이다. 윤치호는 이를 서재필에게 알려주고 각별히 조심할 것을 부탁했다. 서재필은 미국인 경호원들을 대동하였다.
조선정부 고문 취임
그는 조선인으로서 관직을 임명받는 것을 거부하는 대신 1896년(고종 33년) 1월 김홍집 내각으로부터 10년 계약으로 총리대신과 같은 액수였던 월봉 300원(연봉 3,600원)을 받는 중추원 고문에 임명되었다. 이런 우대가 가능했던 것은 그가 미국인이었기 때문이었다.
당시 환율은 원과 달러가 같았으며 미국에서 받는 월급은 100달러였다. 이어 장기체류를 결심하고 우편으로 컬럼비아 대학 의과대학의 세균학 강사직 사직서를 제출하였다. 한편 그는 철저하게 미국인으로 행세하였다. 고종 앞에서 자신을 부를 때에도 외국인 고문관과 같이 '외신'이라고 하였고, 담배를 피우기도 하였다.
민중 혐오와 합리주의적인 태도
서재필은 갑신정변의 실패 이유를 '개화파들의 계획에 까닭도 모르고 배일을 부르짖으며 반대하는 민중의 무지와 몰각때문'이라 하였다. 그는 갑신정변 직후의 쓰라린 기억을 생각하는 것을 고통스러워했고, 오히려 냉정해지려 했다. 그러나 이는 오히려 윤치호, 유길준, 박정양, 이상재를 비롯한 동지들과 다른 조선인들에게 반감과 거부감을 주게 된다. 한편 그는 다른 조선인들에게도 상당히 냉담하게 대하였다.
| “ | 그(서재필)의 미국인 고우(故友)는 그와 함께 거리를 걷다가 그가 가까이 오는 거지를 발길로 걷어차는 것을 보고 큰 충격을 받았다. | ” |
|   | — 윤치호 일기 1898년 1월 15일자                                                                                              |   |

그의 미국인 친구와 함께 한성을 다니던 중 미국인이 구걸하러 오는 조선인 거지를 발로 걷어차고 모욕을 해도 그는 이를 지켜보면서 못본 척 방관하였다. 영어를 주로 구사하는 그의 태도를 의문스럽게 여긴 친구 윤치호는 왜 영어만 쓰느냐고 물었고, 그는 모국어를 거의 잊어버렸다고 답했다. 그러나 그는 한국어를 구사할 수 있었고 이를 알던 윤치호는 '나는 서재필이 쓰거나 말하는 모든 것에 걸쳐 모국어를 거의 잊어 버렸다는 사실에 크게 놀랐다'는 기록을 남겼다.
1896년 7월 그는 한성에 사는 진사 정모를 고소하였다. 1896년 7월 고등재판소 판결문에 '한성에 사는 미국 의사 서재필'이 원고로 등장한다. 서재필은 진사(進士) 정모씨가 올린 ‘거짓 상소(上疏)’ 때문에 명예를 훼손당했다며 손해배상금 2,000원을 청구한 사건이다. 재판부는 “서재필을 상하게 하려던 정씨의 나쁜 마음이 드러났다”며 “피고 정씨는 손해배상금 1,000원을 지급하라”고 판결했다. 당시 의정대신(議政大臣, 국무총리)의 연봉이 5,000원(현재 1억 2,000만원)인 점에 비추어 손해배상금은 요즘 돈으로 2,400여만원 정도의 고액인 셈이다. 이는 또한번 조선사회에 충격을 주었다. 당시까지만 해도 고려와 조선에서는 명예를 중시 여겨, 탄핵 상소가 사실여부를 떠나 자신에 대한 탄핵상소가 올라오면 관직을 사양하고 물러나거나 반론을 제기하였지, 자신을 탄핵한 사람을 고소하는 일은 없었다.

#### 독립신문 발간

독립신문 초판.

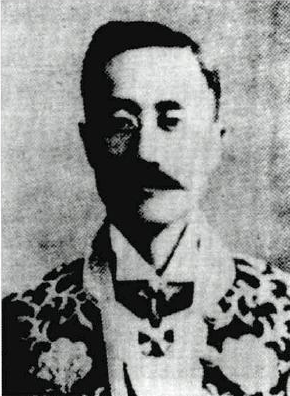
친구이자 정치적 동지인 윤치호.

대한제국 정부의 고문 겸 대한제국 중추원 고문에 임명되었다. 개화파정부는 개화인사 중 몇 안되는 지도자인 서재필을 외무부협판으로 기용하려 했으나, 서재필은 보수파와 민씨 척족들로부터의 만약의 방해와 모략에 대비하기 위해 권력의 내부에 들어가기보다는 권력의 외부에서 안전한 미국시민으로 민중을 계몽 하려고 하였다. 그의 포부를 본 박영효는 5천원의 자금을 지원하기로 약속했으나 약속은 박정양 내각이 들어선 뒤에 이행되었다.
대신 그는 개화파 정부와 근대화 운동의 한 방편으로 신문의 발간을 합의하고 신문 창간의 자금과 생활비를 지원 받아 활동하였다. 자신이 미국인이라는 점과 민씨 내각의 반대를 잘 알던 그는 내각에 입각하는 대신 중추원 고문직으로 계속 돕겠다고 반복하여 개화파 정치인들을 일단 안심시킨다. 신문 창립 비용으로 국고에서 3천원과 정착 자금으로 1,400원 등 4,400원을 받았다.
1895년 12월 중순에 그가 귀국한 직후부터 시도했던 신문 간행이 일본에 의해 좌절될 뻔했을 때, 서재필의 상심을 들어주던 유일한 대화 상대는 윤치호였다. 윤치호는 아관파천 직후 신문 간행을 위해 분주하게 움직이던 서재필을 돕고 싶었지만, 이미 민영환을 수행해 러시아에 다녀오라는 고종의 명을 받았기에 도울 수 없었다. 1895년 유길준은 그에게 벼슬할 것을 권했다. 그러나 사양하였다. '갑신정변이 민중에 뿌리를 박지 못해서 실패했다'고 느껴 민중 계몽 사업을 하겠다며 조용히 거절했다.
귀국 직후부터 신문은 계몽의 한 방법이라는 유길준의 설명을 듣고, 그는 신문 발간을 준비해 왔고, 국내 온건 개화파의 각종 보호와 지원 그리고 정부의 재정지원, 일부 지식인들의 자발적인 성금 모금 등으로 그는 신문을 발간하게 되었다. 유길준은 서재필에게 신문 발간 계획을 위촉하였으며, 아관파천에 의해 정권이 바뀌었음에도 불구하고 신정부의 적극적인 지원으로 마침내 독립신문이 창간될 수 있었다. 그는 내무대신 유길준과 교섭, 5천원의 추가 지원 비용을 얻어내 독립신문을 창간하게 된다. 그는 사회계약론을 소개하며 조정이 인민의 재산과 행복을 지켜주는 조건부로 인민이 조정에 충성하는 것이라 하였다. 그러나 임금에 대한 맹목적인 충성을 당연시 여기던 당시의 백성들은 그가 소개한 사회계약론을 사회를 혼란으로 몰고 갈 괴상한 신사상 정도로 취급하였다.
안경 착용과 갈등
독립신문을 창간하려고 하던 때였다. 서재필이 고종황제를 알현하러 궁중으로 들어가는데 안경을 끼고 갔다. 그가 입궐하자 입구에서는 그에게 안경을 벗도록 했다. 그러나 그는 거절했다. 임금 앞에서 안경을 끼면 불경죄로 다스렸던 시대였기 때문이었다. 조선 말기 이후 1920년대 까지만 해도 한국은 어른 앞에서 안경을 끼는 것을 무례한 것으로 간주하기도 했다. 궐앞에 이르러 나인들이 다시 저지하였다. 나인들이 '임금 앞에서는 안경을 쓸 수 없으니 안경을 벗으라'고 했다. 그때 서재필은 '나는 미국 시민권을 얻은 외신(外臣)의 신분'이라고 고집하면서 끝내 안경을 벗지 않고 빤들빤들한 안경을 쓴 채 고종을 알현했다.
바로 고종을 면담하는 자리에서 그는 절하지 않고, 안경을 쓰고 허리를 꼿꼿이 펴고 팔짱을 낀 채 고종의 물음에 그대로 말대답을 하였는데 이는 임석한 조정 대신들을 경악하게 하였다. 그러나 고종은 서재필의 말대로 그는 '외신'이니까 어쩌지 못하고 애꿎은 통역관만 그 안경 사건을 트집잡아 섬으로 귀양 보냈다. 고종은 그 '안경' 때문에 심기가 대단히 좋지 않았던 것이다. 이범진 등은 이를 계속 소문을 내서 그를 곤경에 빠뜨리려 했지만 그는 상관하지 않았다. 매천 황현 역시 같은 기록을 남겼다.
| “ | 서재필은 미국에 살면서 본국에 있는 본처와 헤어지고 미국여자와 결혼했다. 그는 갑오년에 환국한 뒤 고종을 알현할 때 안경을 쓰고, 궐련(卷煙, 담배의 번역음)을 꼬나물고, 뒷짐을 지고 나타나 외신(外臣, 다른 나라의 신하)을 칭했다. 이에 조정이 온통 분노했다 | ” |
|   | — 황현, 매천야록 |   |

 서재필은 시종일관 절 한번 하지 않고 뒷짐진 채 짝다리 짚고, 고종 앞에서 손가락 담배를 피운 채 면대하였다. 이는 착안경 함권연(着眼鏡含卷煙), 칭외신 부수이출(稱外臣 負手而出)이라 하여 당시 조선 사회에 충격을 주었다. 그가 서양 도깨비에게 홀려서 정신이상이 됐다는 소문도 유포되었다.
서재필은 아관파천 당시 러시아공사관에 파천해 있는 고종을 찾아가 뵈었다. 이때에도 그는 안경을 끼고 고종을 면담했다. 안경을 끼고 고종을 배알했던 서재필은 친로파로부터 역신이라는 정치적 공격을 받았다. 반면에 독일인 묄렌도르프는 고도의 근시이면서도 (입궐할 때는) 안경을 벗고 배알한 탓에 고종의 환심을 샀다. 일제강점기와 대한민국 시절의 한글학자 최현배는 "조선민족의 병폐를 가져온 원인으로 온갖 예절이 조선 사람의 생활을 구속했고, 생기를 잃게 했다"며 서재필의 안경 일화를 소개하기도 했다.
독립신문 발간

1890년대의 서재필.

1896년 4월 7일 한국 최초의 신문인 《독립신문 (獨立新問)》을 순한글과 영어로 인쇄, 발간하였다. 서재필은 정부로부터 창립 자금 4400원을 지원 받아 시작하였다.
우리는 첫째 편벽되지 아니한고로 무슨 당에도 상관이 없고, 상하귀천을 달리 대접하지 아니하고, 모두 조선 사람으로만 알고 조선만을 위하여 공평히 백성에게 말할 터인데, 우리가 한성 백성만을 위할 게 아니라 조선 전국 백성들을 위하여 무슨 일이든지 대언하려 주려 함.

우리가 이 신문을 출판하는 것은 취리(이익을 취함)하려는 것이 아닌고로 값을 매우 헐하도록 하였고 모두 언문으로 쓰기는 남녀, 상하귀천이 모두 보게 하려 함이요, 또 귀절을 떼어 쓰기는 알아보기 쉽게 하도록 함이라. 우리는 바른대로만 신문을 할 터인고로 정부 관원이라고 해도 잘못하는 것이 있으면 세상에 그 사람의 행적을 펼 터이요, 사사백성이라도 무법한 짓을 하는 사람은 우리가 찾아내 신문에 설명할 터임

서재필이 직접 지은 1896년 4월 7일자 독립신문 창간호 논설

독립신문은 주 3회 발행되었다. 한편 그는 독립신문의 필진으로 박영효, 윤치호, 유길준, 이상재, 박정양, 이완용, 주시경, 김규식, 박중양 등을 영입했다. 그 중 주시경은 독립신문사 회계사무원 겸 교보원(校補員)으로 임명하여 신문사의 재정과 교열을 담당하게 했다. 또한 언더우드 학당에서 언더우드 목사와 관계가 다소 소원해졌으며 직업이 없어 고민인 김규식을 영입하여 취재기자로 고용하기도 했다. 독립신문을 편집할 때 그는 띄어쓰기를 반영하였다. 후일 1896년 4월 7일의 그의 독립신문 창건을 기념해 후일 한국신문편집인협회는 1957년 4월 7일을 신문의 날로 지정하였다.
그는 독립신문의 논설이며 모든 것은 내가 혼자 원고를 썼다"고 회고하는데, 이보다 전인 윤치호가 1893년 그를 미국에서 만났을 때, "서재필이 모국어 쓰기와 말하기를 거의 잊어 버려 놀랐다"는 기록이 있다. 신문 발간 추진 과정에서 윤치호에게 영어를 한글로 번역하는 번역 업무를 맡아줄 것을 제안하였다.
그는 신문을 발행하면서 전문 용어보다는 쉽게 한글로 풀이하도록 했는데, 처음에 300부를 찍었던 ‘독립신문’은 이내 발행부수 3,000부가 넘는 신문으로 발전했고, 10여명으로 시작된 독립협회는 이내 4,000명이 넘는 회원을 가진 큰 단체로 발전하면서 국민적 개혁 운동 을 본격적으로 추진하게 된다.
지방자치제도 주장
1896년 4월 독립신문 설립 직후 그는 조선도 감사나 수령, 관찰사나 군수, 부윤 등은 주민이 직접 선출해야 된다고 주장하였다. 주민이 직접 선출하는 지방관이 황제나 정부에서 임명하는 지방관보다 훨씬 낫고, 훨씬 자기 소신껏 일할 수 있다고 지적했다. 4월 15일~4월 16일에는 그는 독립신문 사설에도 지방관을 백성들이 직접 선출하게 할 것을 서술하였다.
1896년 우리나라 최초의 민간발행신문인 〈독립신문〉이 자치단체장의 주민직선제를 골간으로 한 지방자치제를 주장한 사실이 새롭게 밝혀져 관심을 끌고 있다. 〈독립신문〉 논설에는 “관찰사와 고을 원은 정부의 내각 대신이나 협판(協辦 ·구한말 당시 궁내부와 각 부의 차관급)이 천거할 것이 아니라, 지방 백성이 투표로 뽑아야 한다”는 내용이 실려 있다. 이는 오랫동안 알려지지 않다가 1991년에 알려지게 되었다. 1991년 5월 이 내용을 발견한 경북대학교 물리학과 주창호(朱昌護) 교수(54 ·양자역학)는 “독립신문 논설을 쓴 것으로 알려진 徐載弼 박사 과거의 1세기 전에 자치제를 거론했다는 사실을 눈여겨봐야 할 것”이라고 말했다. 1980년대 주창호 교수는 한국교회사 관계 자료를 모아 오던 중 1991년 5월 독립신문 논설에서 지자제 주장 대목을 발견했다.
아관파천 전후
한편 귀국 직후 그는 부패한 외척 출신을 관리로 중용하고 무속인을 신봉했던 고종과 명성황후를 경멸했다. 또한 수구파 대신들의 탐욕과 비리를 거침없이 질타, 지적하는 한편 참정권을 그릇된 것으로만 이해하고, 갑신정변에 부정적이었던 민중들에 대한 혐오와 경멸감을 감추지 않았다. 윤치호에 의하면 서재필은 30대의 나이에도 불구하고 모든 조선 사람을 어린애나 미개인 다루듯이 하여 분노를 느끼는 사람이 많았지만 그가 미국인이어서 다들 어떻게 할 수가 없었다는 기록을 남기기도 했다.
| “ | 서재필은 매사에 지시하기를 좋아하는 야심만만한 인물이었다. 그는 정력적이고 단호하고 기민했다. 원로 대신, 젊은 관료 할 것 없이 마치 버릇없는 애들을 타이르듯 말하거나 다루었으나 이들은 미국의 보호를 받고 있는 그에게 화를 낼 수도 없었다. | ” |
|   | — 윤치호 일기 |   |

윤치호, 유길준은 그에게 시정과 자제를 요구했지만 오히려 서재필의 말을 듣고 깊이 공감하는 점을 느끼면서 훈계를 그만둔다. 미국공사관 공사 알렌은 그에게 분노하더라도 겉으로는 웃으며 좀 외교적인 태도를 가지라고 충고하기도 한다.
고국에 체류하는 동안 그는 이상재, 윤치호, 남궁억 등과 함께 한국 최초의 근대적 시민단체인 독립협회를 만들고 그 첫 사업으로는 독립문 건립 계획을 수립한다. 그는 또 고종에게 청나라로부터의 독립, 자주권을 주장할 것을 요구하였다. 또한 독립협회의 동지들에게도 조선은 오랜 역사와 전통을 지닌 민족이며 청나라로부터 독립하여 자주국가를 이루자고 주장하였다. '어서 빨리 청나라와 결별해야 된다. 그게 이 나라가 사는 길이다. 그리고 고루한 중국 서적과 유교 서적은 쓰지 말아야 된다'고 역설하였다.
1896년 2월 11일 고종은 아관파천을 단행한다. 일본은 조선의 유길준, 윤치호가 국민들을 개화한다는 취지로 신문을 제작하는 것으로 보았으나, 반외세, 교육 계몽, 자립, 실력 양성 등을 논설로 내보내는 것을 내심 경계하였다. 아관파천을 단행하는 고종을 보고 그는 조선에 가능성이 없음을 간파하고 단념하게 된다. 민중들은 개화파를 왕실에 저항하는 역적 정도로 취급하였고, 계몽운동이 실패로 돌아간 것과 민중의 냉대에 좌절한다.
1896년 3월 14일, 그는 중추원 고문으로 재직 중이면서 신문 담당 부서인 농상공부 임시 고문을 겸하게 되었다. 학부에서는 각급 학교의 학생들에게 신문을 구독하라는 지시를 내리고, 내부에서는 각 지방관청에 구독을 명령함은 물론 우송 상의 혜택까지 부여했다. 아관파천 전후 고종이 러시아 공사관에 머물러 있던 상황에서 조선에 대한 경제적·문화적 침투에 한계를 느끼던 러시아는 조선에 군사적·정치적 압력을 확대하면서 만주와 조선에 대한 침략정책을 폈다. 이에 서재필은 러시아의 대한정책과 동아시아 정책에 대해 비판적인 논조의 기사를 쓰는 한편 만민공동회를 개최하여 러시아 고문단의 철수를 요구했다.
독립신문 집필

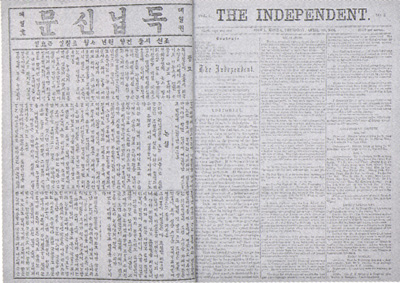
한글과 영문으로 된 독립신문.

서재필은 독립신문 창간호에서 신분이 낮은 사람들과 여성들이 쉽게 읽을 수 있도록 '언문'을 공식적인 인쇄 언어로 채택하며 띄어쓰기를 도입한다고 밝혔다. 독립신문을 통해 서재필은 독립된 나라를 만들기 위하여 내부적으로는 교육 확대 및 산업 발전을 강조하였고, 그를 위해 의무 교육 도입, 서양 과학 기술의 도입, 식생활과 위생의 개선에 대한 여러 가지 안들을 제시하였다. 그리고 러시아와 일본이 한반도를 둘러싸고 대립하고 있는 상황에서 어느 한 쪽에 의존하면 조선이 위험에 처할 수 있으니, 외부적으로는 중립 외교를 펼쳐야 한다고 주장하였다.

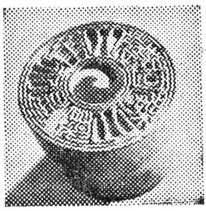
독립협회 법인 도장.

서재필은 독립신문을 일반 민초들이 쉽게 알아보게 하기 위해 한글 단어 사용을 신중히 고려하였고, 국문학자인 주시경을 영입하려 했고, 주시경의 노력에 힘입어 순한글로 간행할 수 있었다.
'독립신문'은 근대적 여론 형성의 기틀을 마련했다. 독립신문 창간은 당시 권력을 잡고 있던 정동구락부, 정동파, 친미파 등으로 불린 영어파 세력의 전폭적인 지원 아래 이뤄졌다. 4면 가운데 3면은 한글 전용 '독립신문'으로 편집하고, 마지막 1면은 영문판 'The Independent'로 편집하였다. 1898년 7월 4일자 독립신문에는 영어 교습 광고도 실려 있었다. "대한 사람들이 영어를 배우고자 하나 학교에는 다닐 수 없고, 또 선생이 없어서 못 배우는 이가 많다 하기로, 영국 선비 하나가 특별히 밤이면 몇 시간씩 가르치려 하니, 이 기회를 타서 종용히 영어를 공부하려는 사람들은 독립신문사로 와서 물으면 자세한 말을 알지어다."라고 발표했다.
서재필은 조선인의 의식부터 개조해야 진정한 독립국으로 발돋움할 수 있고, 민권이 존중되는 민주주의 체제가 들어설 수 있다고 보았다. 다만 당대에는 민주주의 체제의 등장이 어렵다고 내다봤다. 서재필을 비롯한 개화주의자들은 '독립신문'에서 “조선인의 타고난 체형은 동양 인종 가운데 가장 우수하다”고 자랑하거나 한때 ’상것’이라고 금기시했던 상민들의 석전(돌 싸움)을 긍정적으로 재조명했다.
또한 그는 독립신문에 칼럼을 기고하면서 서구식의 개선된 생활도 보급되어야 함을 역설하였다. 1896년 11월 14일자의 독립신문 칼럼에서 그는 조선사람들의 매너없는 행동을 지적, '남의 집에 갈 때 파, 마늘을 먹고 가는 것은 아니며(실례이며), 남 앞으로 지나갈 때는 용서해 달라고 하고 지나가야 한다'고 했고, 1896년 10월 10일자에서는 '조선 사람들은 김치와 밥만 먹지 말고 소고기와 브레드도 먹게 되어야 한다'고 주장했다. 또한 외부 문명과 외부인에 대해 배타적이고 폐쇄적인 자세를 버려야 한다고 역설하였다.
한편 일본에서는 독립신문이 반일 사상을 고취한다며 조선 정부에 압력을 놓았다. 러시아는 러시아대로 독립신문을 일본이 서재필과 필진들을 앞세워서 운영하는 것으로 판단, 조선 정부에 압력을 넣어 독립신문 후원금은 점차 감소, 끊어지게 된다.
1897년(건양 2년) 3월 23일 조선 정부는 조선 정부의 외국인 고문관(顧問官)인 프랑스인 찰스 르 장르드(李善得, Charles William Le Gendre), 그찰스 레이트하우스(具禮, Charles Greathouse), 존 맥레이 브라운(柏卓安, J. McLeavy Brown)와 서재필을 대한제국 중추원의 헌법개정 자문기관인 중추원 교전소 위원(校典所委員)에 임명했다.
그는 독립신문을 통해 국내외의 사정, 고종과 대신들, 조정에서 결정한 사항, 국외의 정세를 한글로 번역하여 보도하고 그 옆면은 영어로 된 기사를 보도했다. 그는 조선 사회의 혼란의 원인을 무능한 탐관오리들과 인맥, 문벌, 연줄로 사람을 선발하는 것을 원인으로 지적했다. 또한 지방관이나 아전 등이 뇌물수수를 한 것이 적발되면 바로 신문에 보도하거나 특별 호외를 내서 사건의 전말을 보도하기도 했다. 그는 매관매직과 인맥, 문벌로 채용된 인사들, 탐관오리들이야 말로 민중의 고혈을 짜는 자들이라며 '매관매직을 하는 탐관오리들은 (이유를 막론하고) 모조리 죽여야 하고, 그 시체를 실은 배도 바다 한 가운데서 침몰시켜야 한다.'며 신랄하게 지적하기도 했다.
교육, 청년 계몽과 토론 문화 보급 활동

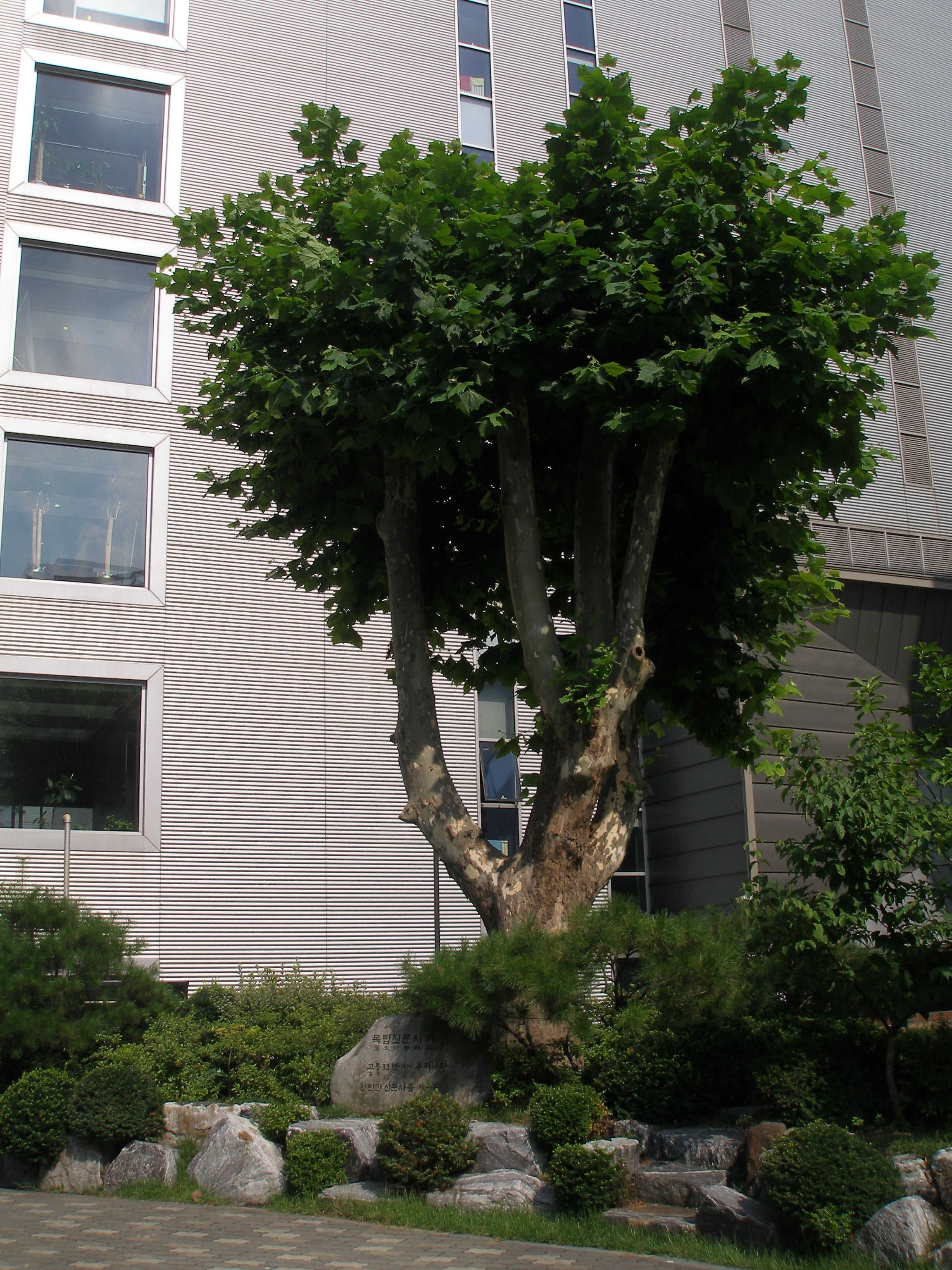
배재학당 앞에 세워진 독립신문사터 표지석.

1896년 내내 계몽강연 활동과 독립신문을 발행하는 일 이외에도, 서재필은 목요일마다 매주 비용 한푼 받지 않고 무료로 배재학당에 출강해 이승만, 주시경, 신흥우, 김규식 등의 젊은이들에게 세계사를 강의하면서 자유 민주주의와 참정권, 인권 개념, 사회 계약론 등을 가르치기도 했는데, 이 때 이승만도 그의 강의를 듣고 깊은 감명을 받았다. 1896년 11월 학생들은 13명의 회원으로 협성회(協成會)라는 학생토론회를 조직했는데, 1년 만에 회원이 약 200명으로 증가했다. 협성회에도 이승만(李承晩), 김규식 등의 학생지사(志士)들이 모여들었고, 서재필은 학생 토론 모임인 협성회를 지도하였다.
그 밖에 그는 만민공동회의 연사로 조선 팔도를 순회강연하기도 했다. 조선을 순행할 때 그는 항상 미국인 경호원을 대동하고 돌아다녔다. 그는 배재학당과 언더우드 학당의 학생들에게 수업 이외에도 별도로 논리적 설득의 필요성과 토론하는 방법을 틈틈이 가르치기도 했다. 1897년 7월 8일 정동에 새로 지은 감리교회 예배당에서 배재학당 졸업식이 있었고, 600명의 청중이 모였다. 1부는 문학 시강으로 한문과 영어의 공개 강독이 시행되었다. 2부는 갈고 닦은 협성회 토론 시범을 보이는 차례였다. 토론은 성공적이었고 서재필은 1년간 자신의 강연을 수강한 학생들 가운데 우등 1명, 이등 1명, 삼등 2명의 학생을 뽑아 각각 5원, 3원, 2원씩의 상금을 수여하였다. 그 순간 서재필은 해리 힐맨 고등학교에서 영어로 연설하여 우등상을 받았을 때의 감격을 다시금 느꼈다 한다.

배재학당.

그는 '이제 이 학생들로 크게 변하여 조선을 위한 큰 인재가 될 것이다.'라고 확신하고 토론 기술과 방법을 계속해서 가르치고 교정시켰다. 행사를 마친 학생들은 인근 배재학당으로 가서 다과로 연회를 열었다. 서재필은 귀국하며 세웠던 목표를 거의 달성했다고 생각했다. 마지막으로 학생들에게 연설했다.
오늘 여러분은 1년간의 공부를 마쳤습니다. 여러분은 나에게서 크게 배웠다고 여길 것입니다. 하지만 정작 나는 여러분에게서 크게 배웠습니다. 배움의 자세는 진지했고, 배움의 목표는 웅대했습니다. 그 기상과 성실을 토대로 여러분은 이제 조선을 크게 변화시키는 길로 나아가리라 굳게 믿습니다. 비록 오늘로 배재학당에서의 수업은 끝나지만 제 마음은 영원히 여러분 곁에서 함께할 것입니다.

학생들은 서재필의 연설이 끝나자 사은의 예로 준비한 선물인 영어 사전을 정중히 올렸다. 이때 그를 도운 이승만과의 관계는 1945년, 해방될 시기까지 한미협회를 주최하는데도 함께하며 오래도록 친분관계를 형성했다. 1920년경에 이르러 서재필은 임시정부의 대통령이기도 한 이승만에게 이군이라는 호칭 대신 이형(李兄) 또는 우남이라 부르기 시작하였다. 이승만은 역시 서재필을 선생님이라 칭하였다.
협성회 공개 토론회의 성공은 그날 하객으로 참석했던 독립협회 회원들에게도 큰 자극이 되었다. 러시아에 다녀온 뒤 의기소침했던 윤치호에게 남다른 감격이었다. 이후에도 서재필은 협성회 활동과 계몽강연을 지도하며 전국을 순회하였다. 그는 학생들에게 토론하는 방법과 절차에 대해 하나하나 설명했고 초기에는 억지로 참석하였으나 나중에는 자발적으로 참여하여 토론하는 문화가 조성되었다. 서재필은 한국에 민권 사상, 참정권, 민주주의 시민의식이 싹트려면 일단 다른 사람의 뜻을 듣고, 토론, 조절하는 능력부터 배양해야 된다고 하였다. 이런 성공적인 토의 활동은 윤치호, 박정양, 유길준 등을 고무시키게 된다.

#### 독립문 건립과 독립협회 활동

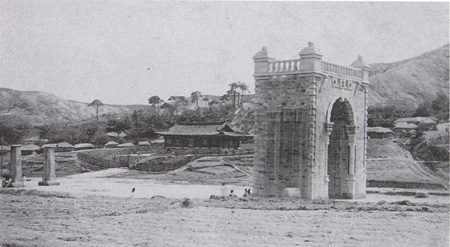
새로 건립된 독립문, 헐린 영은문 기초와 독립관.

서재필은 1896년 초부터 서울 영천에 있는 영은문이 청나라 사신을 영접하기 위해 사용되었던, 치욕스러운 존재라고 하여 영은문을 헐고 그 자리에 독립문을 세울 것을 건의하였다. 이 일을 위해 1896년 7월 2일 이완용을 비롯 남궁억·박영효·김가진·안경수 등과 함께 정부 관료 중심의 독립협회를 결성하였다. 독립협회의 지도자는 윤치호, 이상재, 박정양, 양기탁, 이동녕 등이었다. 그 중에서도 서재필은 독립협회 고문에 선출되어 윤치호와 함께 협회의 제반사무를 총괄하였다. 윤치호는 미국에서 서재필을 만났을 때 혹시나 조선의 정국이 변한다고 해도 서재필이 아픈 기억을 되살리고 싶지 않아 귀국하지는 않을 것으로 내다봤다. 그런데 뜻밖에도 2년 후 한성 정동에서 재회하게 되자 윤치호는 놀라워했다. 그리고 윤치호와 서재필은 독립협회에서 의기투합하여 활동했다.

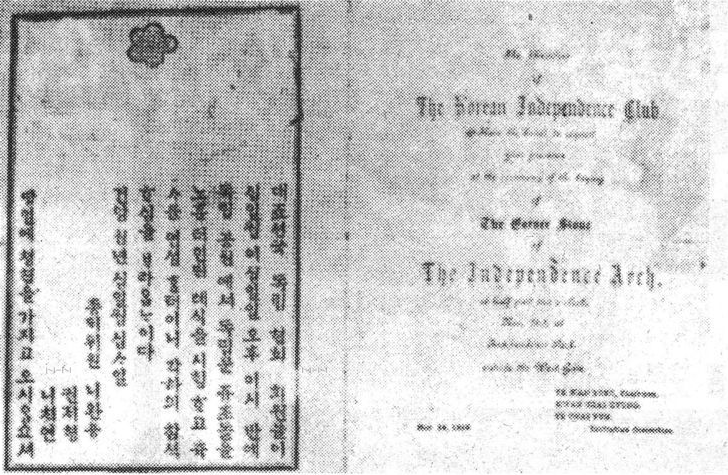
1897년 11월 14일, 독립문 기공식 초정장.

1897년 11월 20일 청나라 사신을 맞아들이던 영은문(迎恩門) 맞은 편에 '독립문'이 들어섰다. 그는 미국에 있을 때 입수한 프랑스 파리의 개선문을 그린 그림을 소지하고 있었다. 독립협회가 기금을 모아 완공한 독립문은 서재필이 가지고 있던 화첩 중에서 파리의 개선문을 모델로, 그 규모를 축소하되 모양만은 똑같이 한 것으로 알려져 있다.

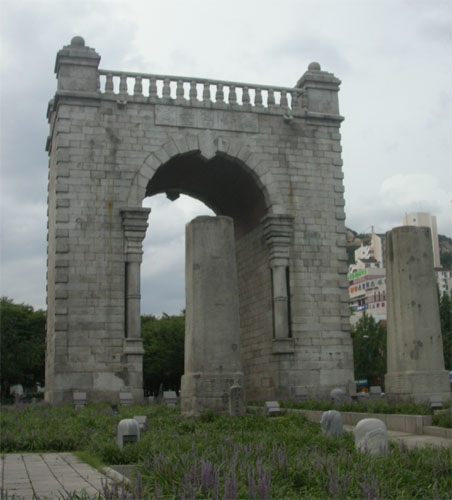
독립문.

독립문은 서재필이 특별히 초빙한 건축사 아파나시 세레딘사바틴이 설계하였다. 후일 사적 32호로 지정된 독립문은 서재필이 독립문의 윤곽을 스케치한 것을 바탕으로 독일 공사관의 스위스인 기사가 설계를 담당했다. 토목·건축공사는 한국인 건축 기사 심의석이 담당하고 중국인 노무자들이 노역을 맡았다. 공사비는 기부금으로 해결했다.
후일 아파나시 세레딘사바틴의 출신과 관련, 서재필은 그의 자서전에서 독립문 설계자를 스위스인 기사라고 언급했다.
그는 사대사상의 증거인 한성부 서대문방 현저동(峴底洞) 모화관과 영은문을 헐어야 된다고 주장하였다. 모화관은 조선 말기인 1897년 서재필 같은 독립협회 인사들에 의해 '독립관'(獨立館)으로 개축돼 독립협회 회관으로 쓰였다.
또한 독립협회보를 발간, 자유 민권활동과 참정권, 독립 사상을 고취시켰다. 그는 조선이 신라, 고려, 조선의 1,200년간 중국의 속국이자 종으로 살아왔다며 중국의 속국이 아니라 자주국가임을 천명해야 된다고 역설하였다.
만민공동회 개최 (1897)
초기 관료 중심의 독립협회를 탈바꿈시켜 대중 토론회를 조직하였고, 이 토론회는 만민공동회로 발전하였다. 그리고 독립협회는 이 경험을 바탕으로 의회 설립 및 입헌군주제로 개혁을 추진하였다. 그러나 정부 관료들은 그가 황제에 불충하는 선동을 한다고 비난했다. 대한제국 조정의 수구파는 서재필을 제거할 계획을 세웠으나, 그가 미국 시민권자이므로 해코지하였다가 외교문제로 비화될 것을 우려하여 중단하게 되었다. 한편 서재필은 자신을 찾아오는 수많은 젊은이들에게 영어를 배우고 유학을 가서 신문물을 보고, 보는 시야를 넓혀야 된다고 하였다. 이승만과 김규식에게 미국 유학을 적극 권고한 것도 서재필이었다.
1897년(고종 34년) 7월 30일의 한 강연에서 서재필은 "인간의 자신의 권리와 자유를 지키기 위해서 임금이나 아버지를 죽일 수도 있다"는 발언을 하였다. 서재필은 인간의 권리는 하늘이 내린 것(천부인권)이며 아무런 잘못 없이 누구도 다른 인간의 권리를 함부로 침해해서는 안 된다고 역설하였다. 한편 대한제국 중추원에서 대신의 물망에 적합한 인사들을 추천하고 그 명단에 서재필이 들어있는 것을 본 대신들은 그가 중추원을 사주하여 체제 전복을 꾀한다고 무고하였다.
그는 계속해서 배재학당과 언더우드 학당을 비롯, 학생 청년들을 모아 배재학당 회관에서 토론, 토의하는 법을 비용없이 무료로 가르쳤다. 또한 원산에 있는 원산학사에도 매주 주말에 방문하여 토론 기술과 화법을 가르쳤다. 그는 배움을 청하러 찾아오는 젊은이들을 신분 차별을 두지 않고 받아들였다.
노비 해방 운동 추진
서재필의 귀국 직후부터 노비 해방문제를 상의하던 윤치호와 서재필은 노비들을 해방시킬 것을 결의하고, 1897년 10월, 독립협회와 만민공동회에 노비 해방 문제를 상정시키기로 계획하고 1897년 11월 1일 독립협회의 토론에 노비제도가 필요한 것인가에 대한 여론을 공론화시켰다.
1897년 11월 1일의 제8회 토론회의 광경을 보면, 약 500명의 회중이 참석한 가운데 먼저 회원의 호명이 있었고, 다음 지난 회의 토론회 기록의 확인이 있었으며, 내빈 소개와 신입 회원 소개가 있었다. 서재필은 독립협회의 회장에게 노비 해방에 대한 것을 건의하였고, 11월 1일 독립협회 회의의 주제로 채택된다. 회장이 토론회의 주제, 이날의 주제는 '동포 형제간에 남녀를 팔고 사고 하는 것이 의리 상에 대단히 불가하다'고 선언하였다. 이에 따라 전 주의 선정에 의거하여, 주제에 대한 찬성편은 힘껏 주제의 정당성을 설명하고, 주제에 대한 반대편은 토론이 잘못된 방향으로 나가는 것을 막는 발언을 했으며, 토론회에 참석한 일반 회중은 토론에 자유롭게 토론하였다.
이 중 한 발언자가 용역은 '하나의 필요한 제도이며 노비 제도(奴婢制度)는 그러한 용역의 하나라고 발언하자, 회중의 하나가 일어서서 토론자가 명제를 정확히 말하고 있지않다고 의사 규칙 위반을 들어 항의했으며, 많은 회원들이 주제의 찬성편에 서서 발언하였다. 1897년 11월 1일 윤치호는 노비제도의 폐해와 비인간성을 구체적 사례를 들면서 설명하는 연설을 하고, 서재필은 미국에서의 아프리카 흑인 노예 들의 참상을 들어 설명하였다. 다음으로 주제에 대한 회중의 의견을 투표에 붙인 결과 만장일치로 주제에 대한 찬성이 의결되었으며, 주제에 찬성한 사람은 자기가 실제로 소유한 노비를 모두 해방시키도록 하자는 동의가 가결됨으로써 토론회를 끝내었다. 독립협회의 결의에 따라 한성부의 양반 가에서는 노비문서를 불태우고 노비들을 석방시키는 이들이 나타나기 시작하였다.
윤치호와 서재필은 각각 인간은 물건이 아니며 재산이 되어서는 안된다, 인간의 생명은 하늘이 부여한 것이라고 역설하고 다녔다. 시중에서는 이들의 사상을 위험한 사상이며 반상의 질서를 무너뜨리는 해괴한 요설, 궤변으로 취급하였다. 그러나 1897년 11월 1일의 노비해방에 대한 기습 토론 이후 노비 해방 풍조가 한국사회에 점차적으로 확산되었다.
1898년(고종 35년) 1월 초, 수구파 대신들이 보낸 자객이 서재필의 거처를 내습했으나, 그가 고용한 미국인 경호원의 총격을 받고 달아났다. 1898년 3월 8일 김홍륙 등이 독립협회 지도자들을 독살하려 하자, 정교(鄭喬)와 최정식(崔廷植) 등은 그에게 시골로의 피신을 권고하기도 했다.
은신처에서 그는 척신파 대신들의 김홍륙 사건을 계기로 연좌 제도와 노륙형을 부활하려는 움직임을 규탄, 항의하는 소를 지어 올렸다. 은신해있던 그는 윤치호와 함께 3월 10일의 만민공동회를 주관한다. 1898년 3월 16일 독립협회 회장 안경수가 수원부 유수로 임명되면서 공직과 협회 직을 겸할 수 없으므로 서재필이 회장이 되었다. 결국 그해 5월 14일 서재필이 추방령에 의해 용산을 출발, 미국으로 추방되자 그는 윤치호에게 독립협회의 권한을 일임하게 된다.

#### 정부의 탄압과 외세의 공격

1896년 3월 14일자 서재필의 농상공부 고문 임명장

당시 주조선러시아공사 스페이어는 독립협회가 러시아의 절영도(絶影島) 할양 요구를 반대하는 구국선언 상소를 올리고 언론에 공표한 것을 두고 주조선미국공사 알렌을 방문해 항의하고 서재필의 소환을 강력히 요청했다. 러시아 공사관의 계속된 항의에 결국 알렌은 서재필이 봉급을 받는 즉시 출국시키겠다고 구두로 약속했다. 주미러시아 대사 캐시니 백작은 윌리엄 매킨리 미국 대통령에게 이를 전하고 서재필의 소환을 요청했다. 일본 역시 일본의 정부고문으로 와 있는 미국인 윌리엄스를 설득, 미국 정부에 서재필의 소환을 강력히 요청하게 했다.
친러정권과의 대립 외에도 보수파가 다시 정권을 잡자 서재필을 사형에 처하거나 살해할 모의가 진행되었으나 미국 시민권자라는 외교문제 비화에 엮일 수 있다는 외교에 밝은 일부 보수파 인사들의 설득으로 살해위기는 모면되었다. 고종 황제에게 그는 자신을 "외신"이라 칭했고, 고종 앞에서도 담배를 피우는 등, 완전히 미국인 행세를 한 점 역시 눈밖에 나는 원인의 하나가 되었다. 1898년 러시아 및 청나라, 일본 등의 서재필 추방 압력과 고종을 비롯한 대한제국 정부의 권유로 중추원 고문 직에서 해고되고, 1898년 5월 독립신문을 윤치호에게 인계하고 미국으로 돌아간다.
미국정부는 서재필이 지도하는 독립협회가 열강의 이권침탈을 비판하는 것을 보고 그가 미국 시민권자임에도 그와 같은 행위를 함을 그를 불온시하기 시작했다. 한편 귀국 직후부터 그의 신문 발행과 토론, 참정권 주장을 이상한 사상으로 여긴 일부 백성들 사이에서는 그가 서양에 가서 이상한 약물을 먹었다, 귀신이 씌워 돌아와서 사람들을 오염시킨다는 등의 소문이 나돌기도 했다.
훗날 서재필은 '어느 날 미국 공사 알렌이 나를 찾아와 황제와 정부에 적대적인 태도를 취하는 것은 현명하지 못한 일이니 신변에 위해가 미치기 전에 속히 가족과 함께 귀국할 것을 권했다. 나는 내가 떠난 뒤라도 성과를 거둘 사람이 있을 것으로 생각해 할 수 없이 다시 미국으로 가기로 결심했다'고 회고하였다. 서재필은 거절했고, 주조선미국공사 알렌은 서재필을 귀국시키기 위해 그의 부인 뮤리엘 암스트롱의 친정어머니를 설득하여 위독하다는 거짓 전보를 보내게 했다. 뮤리엘이 조속한 귀국을 재촉하는 한편 대한제국 정부는 그를 중추원 고문에서 해촉하면서 그의 출국을 요청했다. 그는 이 사실을 알렸고, 독립협회는 조정에 항의공문을 발송했으며, 남대문 앞에서 대규모 만민공동회를 열고 정부의 행위를 강력 규탄했다. 서재필은 자신을 고문 직으로 초빙할 마음이 확고하다면 체류하겠다는 뜻을 내비쳤으나 대한제국 정부의 입장은 단호했다.
자객을 보내 자신을 암살 또는 제거하려한 대한제국 정부와 친러파, 친일파 정객들, 자신을 정신이상자, 역적 취급하는 민중들에 대한 강렬한 반감과 적개심을 품은 서재필은 한때 독립신문을 일본이나 러시아에 매각할 계획을 세우기도 했다. 그러나 윤치호, 이상재의 만류로 독립신문 매각은 단념한다.

#### 의회설립운동 참여 (1898)
1898년 3월 서재필·윤치호 등 독립협회 지도자들간에 의회설립문제가 논의되고, 4월 3일 독립협회토론회에서 ‘의회원을 설립하는 것이 정치상에 제일 긴요함’이라는 주제로 의회의 필요성을 공식 거론함으로써 독립협회의 의회설립운동은 표면화되었다.
독립협회 고문 서재필은 1898년 4월 30일자 『독립신문』 논설을 통해, 세계 개화 각국의 선례에 따라 의회를 설립하면, 첫째 정책의 결정업무(의회)와 집행업무(내각)가 분업화되어 국정에 효율성을 기할 수 있게 되고, 둘째로 민의를 국정에 반영할 수 있어 국민과 국가가 일체감을 갖게 되며, 셋째로 관(官)과 민(民)이 협력하여 국가와 왕실의 기초를 공고히 할 수 있다는 취지하에 의회설립의 필요성을 공개적으로 주장하였다.
1898년 7월 3일과 12일 독립협회는 구주 각국의 상하의원의 설치는 만국통행의 규범이라 하고, 홍범의 준행과 인재의 등용 및 민의의 채용을 주장하면서 의회설립을 완곡하게 주장하였다. 7월 중순에 이르러 의회설립문제와 관련하여 조야(朝野)의 여론은 일단 중추원의 의회식 개편으로 기울어졌고, 7월 하순에는 중추원을 국가의 최고기관으로 개편한다는 설이 신문에 보도되었다. 1898년 10월 독립협회와 민중이 수구파의 7대신(신기선, 이인우 李寅祐, 심순택, 윤용선 尹容善, 이재순 李載純, 심상훈, 민영기)을 탄핵하여 모두 퇴진시키고 내각교체를 단행시킴으로써 의회설립운동은 결정적인 단계에 이르렀다.
독립협회는 의회설립운동이 계획대로 진전되자 국정의 기본방향을 관민이 협의하기 위한 관민공동회(官民共同會) 개최를 정부에 제의하였다. 1898년 10월 29일 관민대공동회에서 6개조의 국정개혁강령(헌의6조)을 결의하고 정부대신을 통해 국왕의 재가를 얻었다.
그러나 1898년 11월 4일 밤 조병식·이기동 등 수구반동세력은, 독립협회가 왕정을 폐지하고 공화정을 실시하려 한다는 유언비어를 퍼뜨리고 고종을 충동하여 박정양의 진보적 내각을 전복시키고 독립협회를 혁파시켰다. 이로써 눈앞에 둔 의회식 중추원의 실시도 좌절되고 말았다.

#### 출국 (1898)

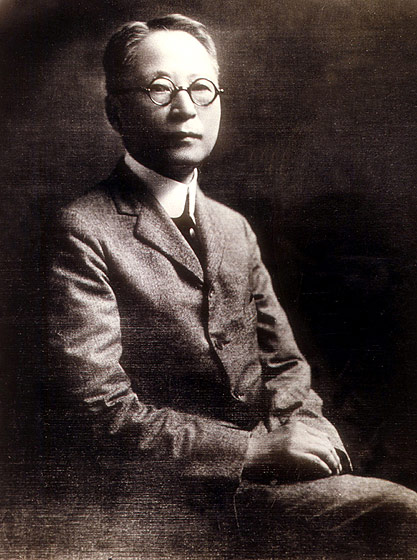
1890년대의 서재필.

1897년에 들어와서 러시아의 적극적인 간섭정책과 대한제국 수립을 통한 황제권 강화는 서재필과의 대립을 야기하였다. 이때부터 정부는 그를 중추원 고문에서 해고하려는 노력을 전개하였다. 그러자 서재필은 남은 계약기간의 봉급을 모두 지불하면 해약하고 출국하겠다는 의사를 표명하였다. 서재필은 미국으로 돌아갈 것을 결심하고 조선정부에 계약 위반과 해촉에 대한 배상금을 요구했다. 계약 위반에 따른 보상으로 10년 계약으로 조선 정부의 고문으로 왔으나 아직 7년 10개월이 남았으니 그에 해당하는 월급 2만 8,200원과 미국으로 돌아갈 여비 600원을 포함해 총 2만 8,800원을 조선조정에서 지불하라고 요구했다. 그런데 조선 조정에서는 비용의 부담에도 불구하고 이를 대부분 수용했다. 그는 2만 4,400원의 위약금을 지불받았다.
그는 윤치호에게 독립신문을, 이상재, 양기탁, 이승만, 이동녕 등에게는 독립협회와 만민공동회를 맡아줄 것을 간곡히 부탁하였다. 이에 윤치호는 서재필이 출국하면 독립협회나 만민공동회, 독립신문 등을 3년도 유지시키기 어렵다고 했는데, 그는 최소한 1년 이상은 유지시킨다면 변화가 있을 것이라며 유지가 어렵더라도 1년 이상만 협회 등을 지켜줄 것을 부탁했다.
1898년 1월 15일 가토(加藤) 변리공사가 西 외무대신에게 보낸 서신에는 서재필이 독립신문의 소유권을 일본에 매각하려던 계획과 일본 공사측이 이를 긍정적으로 검토하고 있다는 내용이 적혀 있다. 하지만 1898년 5월 23일 가토(加藤) 변리공사의 서신 내용에 따르면 독립신문-일본 쌍방이 각각 여러 가지의 사정으로 인하여 독립신문의 양도는 성사되지 않았다. 이와 관련하여 친일인명사전 발간을 추진하는 등 과거사 규명에 앞장서온 민족문제연구소의 김민철 연구실장은 "서재필과 독립신문이 친일적 논조를 펼친 것은 러시아의 침략을 경계하는 분위기 속에서 일본 제국주의의 본질을 꿰뚫지 못한 시대적 한계 때문"이라는 견해를 피력했다.
1898년(고종 35년) 5월 14일 그는 독자와 동포들에게 올리는 인사말을 남기고 독립협회 간부들의 환송 속에 서울서 낳은 큰 딸 스테파니와 부인을 대동한 채 용산에서 인천행 배에 올랐다. 5월 27일 인천 제물포항을 출발해 일본을 경유해 미국으로 향했다. 자신을 박해하고 생명을 노린 대한제국 조정에 대해 분노한 서재필은 주변 지인들의 만류에도 불구하고 '귀국(貴國) 정부가 나를 필요없다고 하여 가는 것입니다'라는 말 한마디만 남기고 인천항을 통해 한국을 떠난다. 한편 그가 조선 조정을 "귀국 정부"라고 지칭하자 예상 외의 발언에 그를 전송하러 나왔던 윤치호, 이승만, 박영효, 박정양, 이상재, 김규식 등은 충격을 받고 말문을 잇지 못하기도 했다.
한편 자신이 운영하는 독립신문에 입사한 김규식 등 청년들에게 미국으로 유학할 것을 설득, 권고하여 그들을 미국으로 유학보내는 데 성공한다. 이승만, 김규식 등이 미국으로 유학한 뒤 이들의 학비를 일부 송금해주기도 하였다. 그가 출국하고 그해 12월 26일 독립협회도 결국 해산되고 만다.
1898년 12월 10일 최익현이 서재필, 유길준의 사형을 청하는 상소를 올렸다. 이날 최익현의 상소를 필두로 1900년까지 거의 연일 서재필과 유길준, 김윤식 등을 사형에 처해야 된다는 상소가 올려졌다. 1900년 윤용선은 그가 을미사변에 개입된 인물이라며 처벌할 것을 청하는 상소까지 올리기도 했다.

### 2차 미국 망명

#### 해부학 강의와 상점 경영

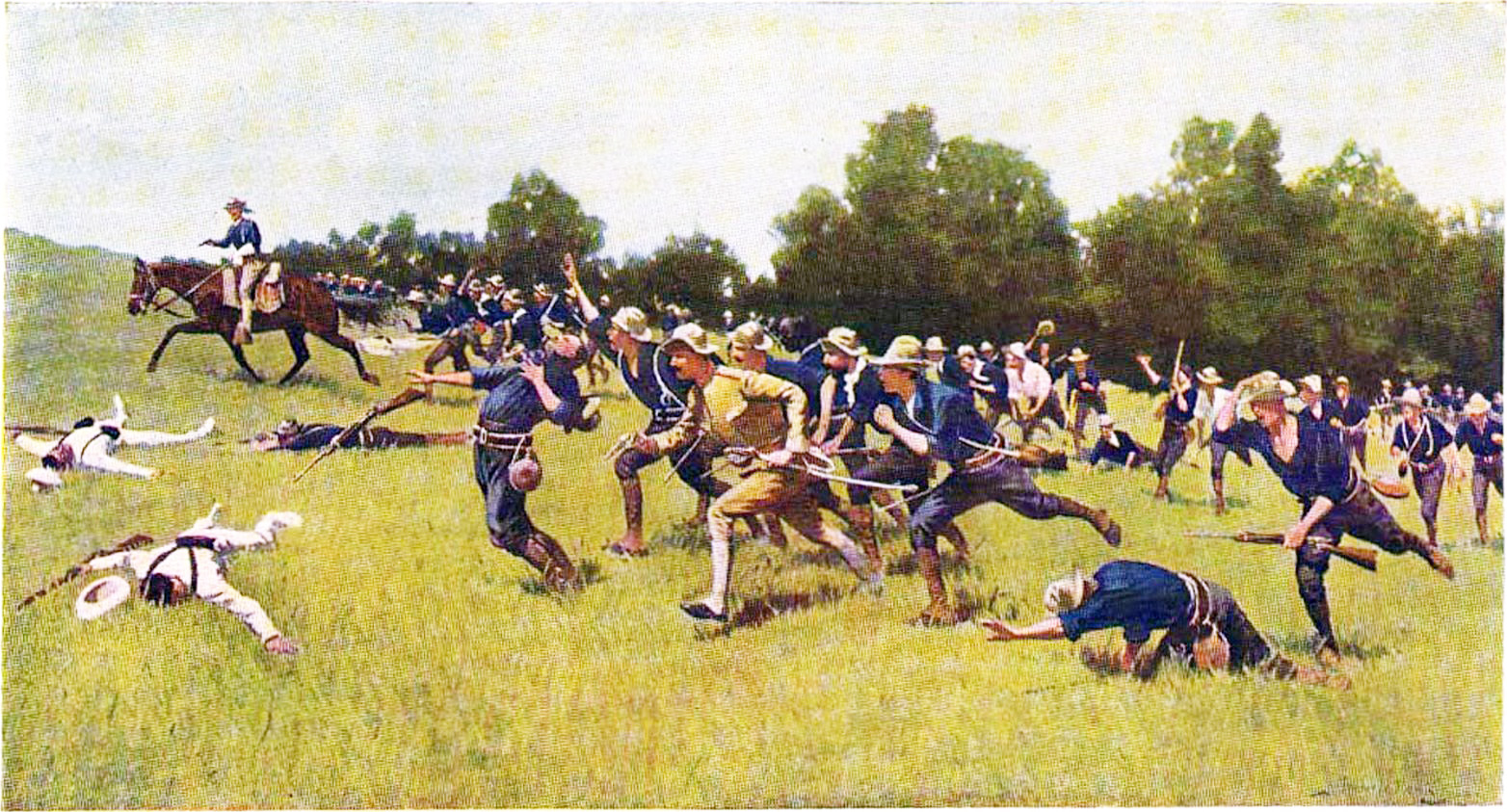
미국-스페인 전쟁.

1898년 4월 미국으로 환국, 4월부터 1899년 8월까지 미국-스페인 전쟁에 미국군 군의관으로 잠시 참전하였다. 이때 그는 미군 병원선 하지 호(號)에서 미국 육군 군의관으로 부상병의 진료와 수술을 담당했다. 미국-스페인 전쟁이 끝난 뒤 노동과 상점의 아르바이트로 활동했으나 곧 그만두었다. 바로 필라델피아 대학교 의학부로 돌아가 해부학 강사가 되어 해부학 강좌를 담당했다. 필라델피아 대학의 해부학 강사 직은 1914년까지 출강하였다. 1899년말부터는 펜실베이니아 대학교 위스터 연구소에서 병리학 연구원으로도 근무하였다.
필라델피아 대학의 해부학 강사와 펜실베이니아 대학의 연구원으로 오가며 바쁜 나날을 보내던 중 1899년 조선에 있던 윤치호, 이상재, 이승만 등으로부터 독립협회가 실패했다는 전보와 연락을 접하였다. 당시 조선의 백성들은 독립협회나 만민공동회, 참정권 요구 활동 등을 백성들은 사갈시하며, 갑신정변을 일으키려 한 역적 정도로 취급하였다. 그는 독립협회 운동의 실패에 크게 좌절, 민중에 대한 실망감과 증오심을 더욱 증폭시켰다.
서재필은 1905년 을사조약이 체결되던 해, 나중에 큰일을 도모하기 위해서는 재정적 능력이 필요하다고 생각하고, 해리힐먼 고등학교를 하숙하며 다녔던 윌크스베리에서, 힐맨 아카데미 고등학교 시절의 일 년 후배 해롤드 디머와 함께 문구 및 인쇄 사업을 하는 '디머 앤 제이손' 상회를 설립하였고, 1905년에는 해롤드 디머는 '디머 앤 제이손 상회' 윌크스 베리 본점을, 서재필은 '디머 앤 제이손 상회' 필라델피아 분점을 맡아 경영하였다.
1905년 을사 보호 조약이 체결되자 서재필은 한국 정부에 조약은 부당하고 조선이 국가로서의 능력을 상실함을 의미하니 지금이라도 조약을 파기하라며, 을사 조약에 반대하는 편지를 보냈다. 그러나 편지는 황제에게 전달되지 못하였다. 그는 윤치호에게 편지를 보내 을사 조약의 부당성을 호소했다. 윤치호로부터 이미 정부의 고관들이 나라를 팔아치우기로 작심한 것 같다는 내용의 답장을 받았다.

#### 양자 입양 탄원과 거절

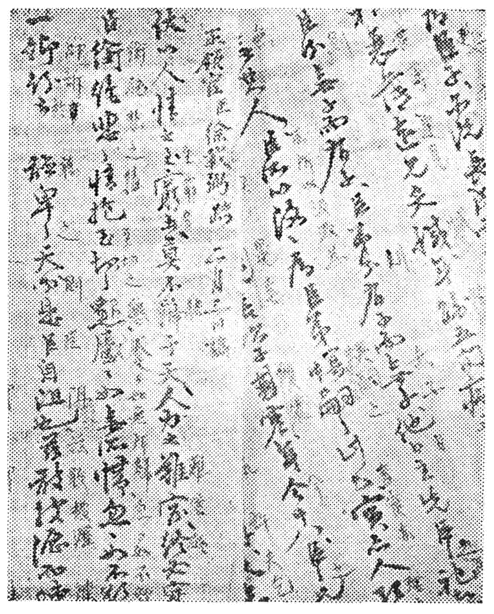
1898년 12월, 대한제국 정부에 보낸 양자 입양 허용 탄원서.

1898년 12월 미국으로 2차 망명을 떠난 후 서재필은 대한제국 정부에 상소문을 보내 양자를 들여 가계를 잇도록 허락해줄 것을 청하는 탄원서를 보냈다. 1898년 12월 미국으로 돌아간 이후 보낸 이 상소문은 김원홍에 의해 발견되었고, 1982년 9월 8일 김원홍은 자신이 소장한 것을 국사편찬위원회 최근영 교육연구사에게 공개하였다.
상소문의 내용은 주로 대가 끊긴 가계를 양자로 잇게 해 달라는 내용이었다. 그러나 대한제국 정부는 그의 탄원들을 거절했다. 이후 조선 사회와 조선인에 대해 분노와 환멸감을 느끼게 된 그는, 해방 후 양자 또는 봉사손을 들이라는 친척들의 권고를 스스로 물리치게 된다.

#### 을사 조약 전후
1905년, 민영환의 밀사로 미국에 온 이승만을 만나서 테오도어 루즈벨트에게 전달할 청문서의 영문을 유려하게 고쳐주는데 도움을 주었다. 또한 그 해 8월 5일, 서재필은 주미국 조선공사 김윤정에게 이승만을 소개하는 소개장을 하나 써 주었다.
1906년 1월, 윤치호가 외무협판 직과 외무대신 사무서리직을 사퇴하자 그는 윤치호에게 전보를 보내, 현직에 있으면서 정세를 바꿔보도록 노력하라고 충고하였다. 윤치호는 최소한의 양심마저 상실한 매국노들의 소굴에 더 이상 참여하고 싶은 마음이 없다며 답장을 보냈다. 답장에서 윤치호는 당시 고위 관리들은 최소한의 양심조차 상실한 매국노들, 중간급 관리들은 세금만 축내는 무책임한 기생충들이라며 질타하였다.
1913년까지 해롤드 디머와 동업을 계속하였고, 1915년부터는 필라델피아에서 독립적으로 필립 제이슨상회(Philip Jaisohn & Co.)를 운영했다. 그 후 서재필은 필라델피아에서 1924년까지 인쇄업과 각종 장부를 취급하면서 사무실용 가구 등을 파는 필립 제이슨 상회를 경영했다. 그의 회사는 필라델피아의 상업 중심지인 1537 체스트넛 가(Chestnut street)에 소재하였다. 이후 필립 제이슨 상회는 본점 외에 필라델피아 시내 두 곳에 분점을 둔 종업원 50명의 큰 사업체로 성장하였다. 자신이 기존에 경영하던 문구점과 가구점의 장사가 잘 되어 어렵지 않은 나날을 보낸다.
1909년 1월초, 신문 보도와 전화 연락을 통해 신돌석이 1908년 11월 잡혀서 처형당했다는 소식을 접하였다. 그러나 신돌석의 은신처를 신고, 제보한 사람이 조선인들이라는 것과, 신돌석이 평민 출신이란 점을 불쾌하게 여긴 양반 출신 의병들이 일본헌병에 자수했다는 점과, 현상금에 눈이 먼 지역 주민들이 신돌석의 은신처를 알려준 점, 신돌석의 외척 등도 제보에 가담한 점을 알게 되면서 절망한다. 이후 한동안 조선 독립에 대한 관심을 접고 병리학과 해부학 등 의학과 연구 활동, 문구점 영업에 전념하였다.

#### 한일 합방과 독립운동 준비
1910년 8월 미국 체류 중 한일 합방의 소식을 접하였다. 서재필은 안타깝게 생각했지만 개혁 인사들을 제거하고 척신들로 정부를 채웠으며, 내부부터 부패한 이상 어쩔수 없다고 봤다. 더구나 왕족들이 일본이 주는 작위를 받고 합방 은사금을 받는 것을 보고 실망, 한심하게 생각했다. 그는 친구 윤치호와 유길준이 남작 작위를 거절했다는 소식을 듣고 기뻐하였다. 그는 윤치호, 유길준과 서신을 주고 받으며 미국으로 건너올 것을 종용했지만 윤치호는 가족을 책임져야 됨을 들어 거절하였고, 유길준은 병으로 가지 못했다. 1914년 9월 유길준의 부음 소식을 듣고 일제 치하 조선에 입국했다가 문상 후 바로 출국하였다.
1916년, 이승만, 서재필 등과 함께 독립운동 방략을 의논하기 위해 노백린이 미국 본토로 건너왔다. 그러나 무장 독립론을 주장하던 노백린의 견해에 그는 회의적이었다. 노백린은 캘리포니아에서 재미동포 최초 백만장자 김종림 등의 전폭적인 지지와 지원을 받아 비행학교를 설립할 수 있었다. 그러나 서재필은 약간의 경비와 무기상 등을 소개하면서도, 비용 부담과 장비 구매, 위험한 일을 기피하려는 조선인들의 소극성 때문에 장기적인 무장 투쟁은 어려울 것이라고 내다보았다.
그러나 조선의 독립에 대해 회의적이었다. 그는 한일 합방을 자신을 황제에 불충하는 역적으로 보던 조선 민중들에게 당연한 대가로 받아들였다. 서재필은 3·1 운동이 일어나기 전까지만 해도 조선의 독립이 어려울 것으로 내다봤다. 이는 그가 제1차 세계 대전 종결 직후인 1918년 12월에 대한인국민회 중앙회장으로 있던 안창호(安昌浩)에게 보낸 서신에도 드러난다.
| “ | 오늘날 조선의 백성은 승전국 일본의 노예가 되어 구차한 명을 보전하고 있소. 그럼에도 아직 누구 하나 창피해하거나 부끄러워하지 않고, 일본의 학대에 저항하며 스스로를 보호하고자 하려는 자가 없소. 그러니 바깥 세계에서 조선인을 위해 불쌍하다며 동정을 표하는 자가 없는 것이오. | ” |
|   | — 1918년 12월 안창호에게 보낸 서신 |   |

그 뒤 그는 상점 경영과 조선인 교민 사회 활동에 전념하였다. 1918년 12월 19일에는 미국에 체류중이던 이승만, 대한인국민회 중앙총회장 안창호 등에게 연락하여 영문잡지 발간을 제의하였다. 그러나 곧이어 파리강화회의 파견 문제로 잡지 발행은 뒷날로 연기하고 만다.
1918년 11월 독일이 일단 항복함으로써 세계 제1차 대전이 끝나고 다음해 1월 18일 파리에서 만국평화회의가 열렸다. 미주의 대한인국민회 중앙총회에서는 평화회의에 서재필과 이승만, 민찬호, 정한경을 파견하기로 했다. 그러나 그들은 미국 시민이 아니므로 여권을 얻을 수 없었다. 이들은 일본 국민인 까닭에 마땅히 일본 대사관에서 여권을 받아야 한다는 게 국무부의 해명이었다.

#### 독립운동 참여

##### 3.1 만세 운동 전후

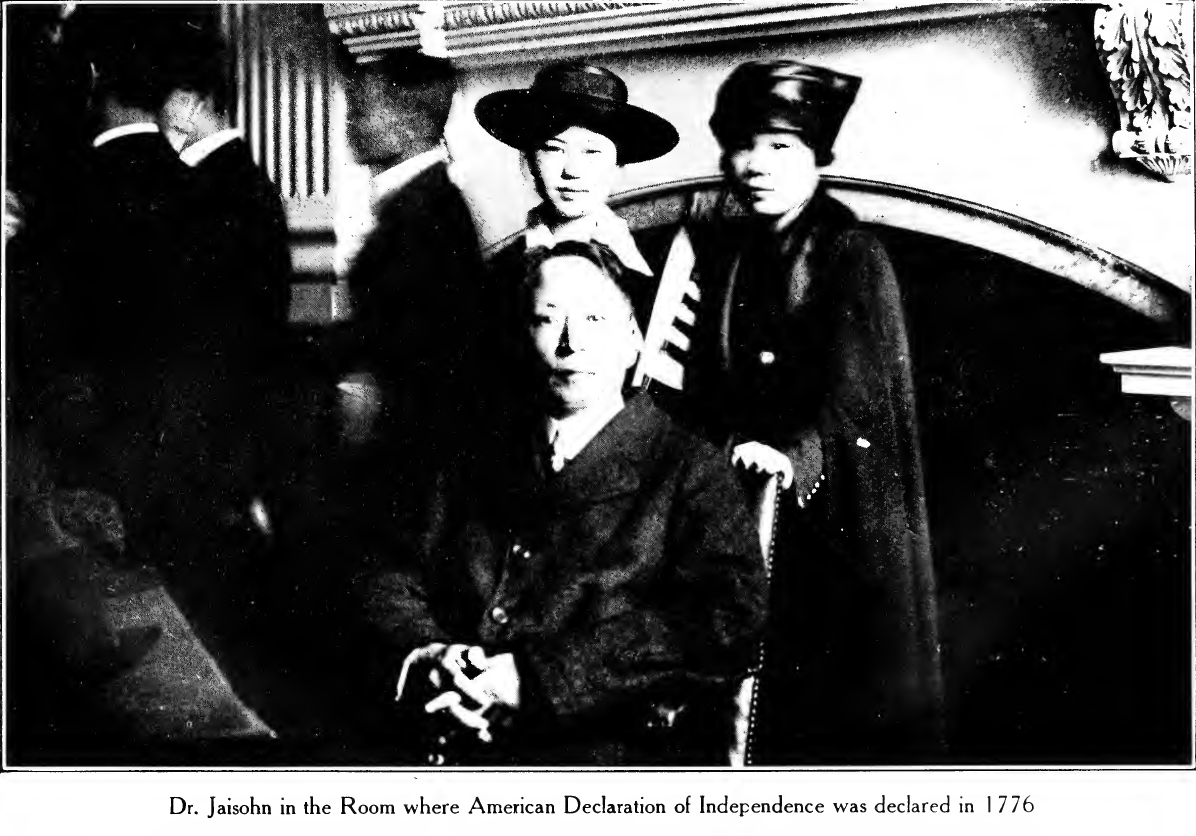
미국 독립이 선포된 필라델피아 시에 위치한 독립기념관에서 서재필과 김노디(왼쪽)

재미한인들의 활동이 활발해지자 그는 미국내 한인 지도자의 한사람으로 활동하였으며, 1919년 3·1 운동 소식을 듣고 미국내 한인 교포들에게 만세 운동 소식을 전하였다. 2월 말 필라델피아에 방문했다가 라디오와 신문, 뉴스 등으로 3·1 만세 운동 소식을 접하게 된다. 3·1 만세 운동 당시 자신이 체포되거나 죽을 것을 알고 만세 시위에 뛰어든 학생들, 기밀을 누설하지 않기 위해 스스로 손목에 칼을 그은 학생들의 의거 소식을 접한 그는 깊이 감동한다.
| “ | 3월 1일의 대한독립 만세소리는 한라산을 넘고 태평양을 건너 미국에까지 들렸다. 나는 필라델피아에서 이 소식을 접했다. 조선의 독립운동이 이같이 급속도로 진전될 줄은 상상하지 못했다. 나는 메스를 버리고 시험관을 내던진 채 밖으로 뛰쳐나왔다. | ” |

3.1 운동 이후 미국내 한인들은 단체 조직을 결정하고 서재필한테 대표가 되어 줄 것을 부탁했지만 사양했다.
3·1 만세 운동이 한창 진행 중이던 그해 3월 중순 서재필은 자신의 전 재산을 정리, 독립 운동 자금으로 바치고, 동시에 미국 잡지 《이브닝 레저 (The Evening Ledger)》지를 찾아가 인터뷰, 조선의 문제를 다룰 것을 설득하여 승락받았다. 또 한국의 독립을 세계 여론에 호소하고, 일본 군국주의를 규탄하는 자료와 논설, 칼럼을 기고하였다. 3.1 운동 직후, 서재필은 독립운동을 위하여 사재를 모두 팔아서 7만 6,000 달러를 모두 독립운동에 투입하였다. 이때 그는 병원 외에도 60~70명의 종업원을 둔 문방구점과 분점들을 가지고 있었으나 부인의 반대를 무릅쓰고 이들을 모두 독립운동에 바치고 파산하였다.

##### 3.1 만세 운동 직후
3.1 만세 운동 이후 서재필은 조선인들에게 독립의 의지가 미약하게나마 존재한다는 점을 인정하고 독립 운동에 대한 방략을 구상한다. 교육을 통해 문화, 기술 수준을 높이는 것과 미국과 국제사회에 조선의 독립을 지지해줄 것을 호소하는 것, 조선인 인력의 해외 진출을 통해 조선에 대한 우호적인 여론을 확산시키는 것 등이었다. 필요하다면 자치제라도 실시한 뒤에 어느 정도 시간이 흐른 뒤 독립하는 단계적인 방법도 대안의 하나로 검토하였다.
1919년 3·1 운동에 호응하고 한인 교민들의 지지를 얻어내기 위해 이승만은 한인 교민대회를 기획한다. 본래 서재필은 출판사를 차릴 계획이었으나 이승만의 설득에 의해 이 대회의 의장으로서 참가하게 된다. 4월 초에 공지하여 4월 13일, 필라델피아에서 제1차 한인연합회의(The First Korean Congress)가 소집되었고 연합대회의 의장으로 선출되었다.
1919년 4월 13일에서 15일까지 3일간 열린 이 행사에는 이승만, 정한경, 유일한, 조병옥, 장택상, 허정, 국민회 간부 등 150여명의 한인들이 참여하였으나 그는 열강들이 한국 문제에는 무관심할 것이라고 내다봤다.
대회가 끝나고 그는 곧바로 전미 "한국 친구회 (Friends of Korea)"를 조직, 조선인 교포들을 결속시켰다. 그러나 그는 미국이 아무런 이득 없이 조선을 독립시킬 목적으로 일본과 싸울 이유는 없다고 내다봤다.
제1차 한인연합회의 대회 소집 이후 8월 대한민국 임시정부의 구미외교위원회가 설치되자 구미위원회 산하에 한인통신부를 설치하고, 서재필은 영문 기관지 〈한국평론〉(Korea Review)을 월간으로 발간했으며 '어린이', '순난자', '대한정신' 등 영문 소책자를 발간하여 배포하였다. 이 책들은 서재필의 자비와 여러 한인 지사들의 후원비로 발행되었으며, 미국에 일본의 만행을 소개하고 독립의지를 표현하는 내용으로 되어 있었다. 이는 무료 배부 및 지방순회강연의 홍보책자로 활용되었다.

##### 한국통신부,구미위원부,한국친우회활동

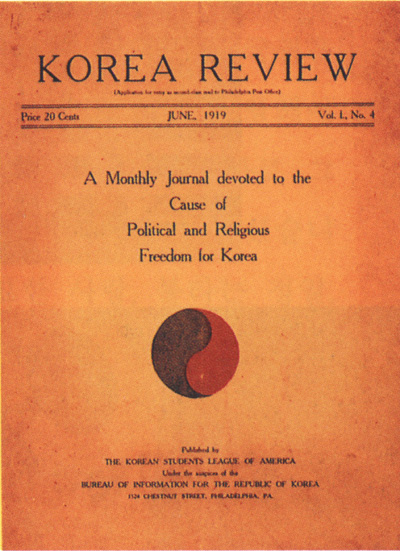
한인위원회가 발행한 코리안 리뷰.

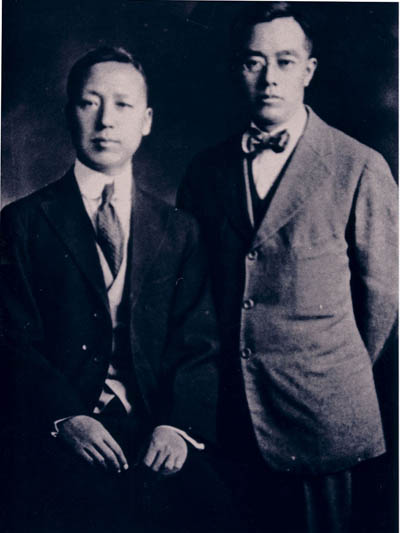
구미외교위원부 시절 김규식과 이승만. 서재필은 이들의 독립운동을 후원하였고, 이들의 자금 모금에 협조해 줄 것을 재미 한인 교포사회에 설득하였다.

1919년 8월 한국위원부(임정 구미위원부의 전신)의 부위원장에 선출되었다. 그러나 3.1 운동 후, 서재필은 자신의 상점을 보살피지 못했다. 드디어 상점은 파산하고 말았다. 상점의 파산으로 생계에 곤란을 겪었지만 아내 뮤리엘은 그를 원망하지 않았고, 그는 아내의 배려에 깊이 고마움을 느끼며 독립운동에 종사하였다. 생계는 아내인 뮤리엘의 몫이 되었다.
같은해 8월, 서재필은 제1차 한인의회에 대표 기도자로 참석한 플로이드 톰킨스(Floyd Tomkins) 목사 등 기독교인사들을 설득, 한국친우회(The League of Friends of Korea)를 조직하고 미국이 한국의 독립을 지지할 것을 요구하는 운동을 벌였다. 구미외교위원부의 한국통신부에 한인연합대회에 연사로 초빙되었던 미국인들을 중심으로 하여 한국의 자유독립 원조 및 한일기독교도의 선교자유 보장과, 한인이 당하는 일본인의 악형을 영구히 방지하며 미국의 일반 국민에게 한국의 진상을 전파할 것을 목적으로 한 한국친우회는 당시 미국내 정계 및 학계에 포진한 친일세력에 대항하여 조직된 기독교 네트워크로 미국 내 20여개 도시에 지부를 두었으며, 영국 런던과 프랑스 파리에도 각각 하나의 지부를 두었다. 한국친우회에서는 조선인에 대한 일본의 박해에 공식적으로 문제를 제기하였고, 미국의 정치인사들이 이를 시정하기 위해 일본에 압력을 행사할 것을 요구하였다.
그해 9월 한국위원회가 임정 구미위원부로 개편되었으나 생계 문제로 부위원장직을 사퇴하였다. 9월 구미위원부 고문에 위촉되었다. 그는 생계에 종사하면서 구미위원부의 외곽 단체인 한국통신부와 한국친우회 활동을 병행하였다. 한국친우회의 활동은 이승만의 구미외교위원회의 활동에 많은 기여를 했다. 그러나 3·1운동 이후 서재필은 독립운동을 지원하며 자신의 전재산을 다 써버리는 바람에, 예순이 넘은 고령으로 생계를 위해 다시 본업인 의사로 돌아가 일해야 했다. 그러나 1919년 9월 구미위원부 고문이 되면서 1920년 무렵 그는 다시 한인단체 활동에 다시 참여한다.
1920년 초, 독립단사무처(獨立團 事務處)를 설치하고 외교적 활동을 하였다. 독립단 사무처는 1922년 재정난으로 문닫을 때까지 외교 활동과 홍보 및 독립운동 기금 모금 활동을 했다. 이외에도 서재필은 한국위원회와 구미위원부 활동, 국민회 등에 강연활동, 칼럼 기고 활동을 병행하였다.

#### 한인단체 활동과 독립운동

##### 미국에서의 독립운동

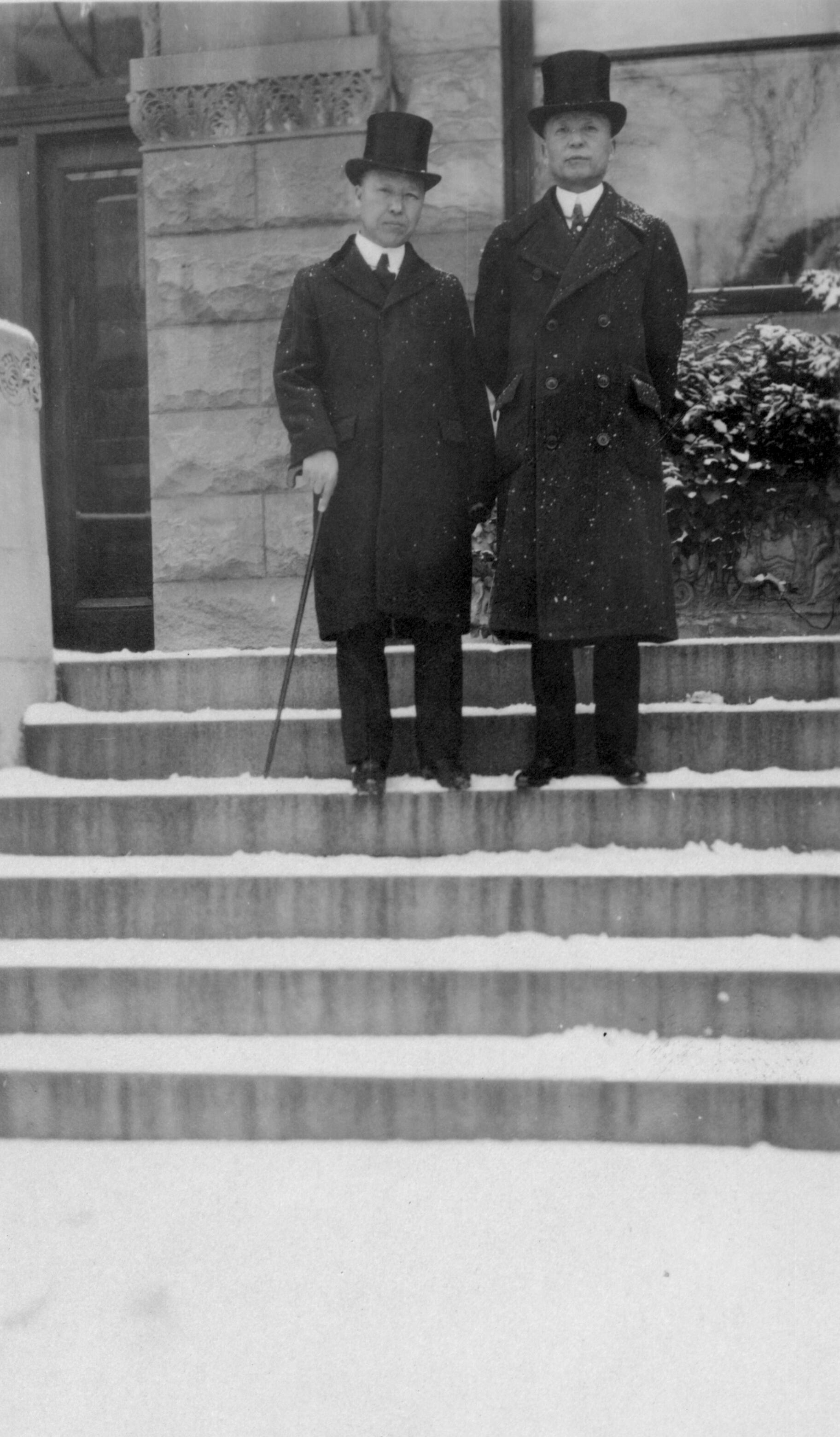
1921년 초, 태평양 해군 군축 회담서 한국의 입장을 교섭하기 위해 워싱턴 구미위원부 청사를 나서는 한국대표단의 이승만 단장과 서재필 부단장.

3·1 운동 직전까지만 해도 그는 독립에 대해 회의적이었다. 그러나 3·1 운동 이후 조선의 독립을 가능성을 보게 되었고, 자제단을 조직해서 이를 진압하려 한 박중양 등과는 절교한다. 1920년 2월, 이승만에 의해 구미위원부 위원이 되었다. 그러나 구미위원부 위원장 직무대리를 맡고 있던 현순과 사이가 좋지 않아서 갈등하기도 했다.
1920년 2월 26일 구미위원부가 재무부 산하의 미주 지역 재무관서 기능을 갖게 하고, 그 위원인 서재필을 재무관에 임명했다. 1920년 3·1 운동 기념식을 뉴욕에서 준비, 1920년 3월 1일에는 한국친우회 뉴욕지부 행사에 약 1,000여명의 회원이 참석하여 한국의 3.1 만세운동과 한국의 독립을 지지하는 집회를 열었다. 1921년에도 뉴욕에서 3·1운동 기념식을 여는데 기여하였다.
미국에서 일본이 벌이고 있던 조직적 선전활동에 대항하고, 미국인들에게 조선의 사정을 알리기 위해, 자신이 사용하던 사무실에 한국통신부(Korea Information Bureau)를 설립한 후 《Korea Review》를 발간하였다. 서재필은 이 잡지를 통해 미국 대통령에게 공개 편지를 보내 1882년 맺어진 조미수호조약을 준수하라고 요구하였다.
1921년 4월 18일, 이승만이 상하이에서의 문제로 바빠짐에 따라 구미위원부 임시위원장으로 임명되기도 했다. 6월 29일, 이승만이 상하이 문제를 정리하고 미국으로 되돌아올 때까지 임정 구미위원부 사무실을 돌보며 업무를 계속해 나갔다.
서재필이 가장 기대했던 것은 1921년 11월부터 1922년 2월까지 개최된 워싱턴 군축회의였다. 1921년 8월 일본의 해군력 팽창을 억제하고 중국 침략을 견제하려는 취지에서 미국이 주최한 태평양회의가 열리자 이승만과 함께 대한민국 임시정부 대표단 대표로 워싱턴에서 1921년~1922년동안 열리는 평화군축회에 파견되었다. 이때의 태평양회의 주제는 태평양을 사이에 둔 미국과 일본의 해군력 강화 경쟁을 완화하기 위해 소집된 것이라는 것을 지인을 통해 알아냈고, 그는 이 기회에 일본군의 철수와 조선의 독립을 설득하기로 결심했다. 그는 곧 군축회의의 '조선인특파단'의 한 사람으로 선출되었으며, 단장은 이승만이 맡고 서재필은 부단장으로 임명되었다.

##### 워싱턴 군축회의와 좌절
평화군축회의 직전 회의장에서 조선 독립의 정당성, 당위성을 설명한 홍보물들을 태평양 연안 국가 대표들에게 나누어 주었고, 회의 개최 후 그는 조선 독립문제를 국제회의 석상에서 공식적으로 다루어줄 것을 요구하는 《한국독립청원서 (Korea's Appeal)》을 각국 대표들에게 제출하였지만, 일본의 방해와 미국의 반대로 끝내 무산되었다. 파리평화회의에서 서재필은 370여 단체의 서명을 받은 연판장을 일본측 대표 도쿠가와 이에사토(徳川家達)에게 전달하고, 한국의 독립을 승인해줄 것을 각국 대표와 세계 여론에 호소했다. 그러나 이 회의에서 한국의 독립문제가 논의는커녕 전혀 언급조차 되지 않자 실망하여 경제난으로 한인통신부와 한국친우동맹에 관한 사업을 정지한다는 보고를 구미위원회로 보냈다.
1921년 11월부터 그는 워싱턴 9개국 군축회의에 나가 일본의 탄압을 호소했다. 그는 독립운동 지원에 많은 돈을 지원하는 바람에 이내 파산을 맞고 말았다. 그러나 워싱턴의 군축회의에서는 조선 문제를 상정조차 하지 않았고, 강대국 위주의 약육강식 논리가 적용되었다. 서재필은 이후 깊은 좌절에 빠져 이후 별다른 독립운동과 항일 언론 활동을 펼치지 않았다. 1922년 1월 1일 조선 독립을 설득하는 서한을 들고 오하이오 주 매리언 시에서 휴양 중인 워런 하딩 미국 대통령을 찾아갔으나, 그의 신원이 불분명하다는 이유로 입장을 거부당하고 면담은 성사되지 못했다.
1922년, 조병옥이 뉴욕 주에 한인교포들의 모임인 한인회를 조직하자, 이승만과 함께 이를 지원하였다. 한편 한인회의 총무로 활동하면서 시간적 여유를 얻은 조병옥은 서재필을 정치적으로 보좌하기도 하였다. 그러나 한인 독립운동가들 중에서도 안창호를 중심으로 한 국민회와 이승만을 중심으로 한 국민회 이탈파 및 동지회 계열이 갈등하면서 허정 등 일부 한국인 청년들은 서재필을 찾아 중재를 요청하였으나 서재필은 호응하지 않았다.
결국 재미한인들 간의 갈등은 조절하지 못하는 문제와 생계 문제까지 겹치면서 활동의 어려움을 겪었다. 1922년 2월 9일 구미위원부 위원직을 그만두고, 필라델피아 한국통신부와 한국친우회의 활동에서 손떼고 사업에 전념하겠다고 발표하였다. 그러나 계속 활동을 전개하다가 결국 그해 7월 코리안 리뷰(Korea Review) 7월호 발간을 끝으로 한국통신부의 활동은 중단되고 만다. 한국통신부는 문을 닫게 되었으나 대신 한국친우회만큼은 살리려는 그의 노력으로 조병옥, 허정과 국민회 계열에서 인수하여 친목단체로 계속 활동하게 된다. 1905년부터 잡화상을 경영하며 재산을 모았던 그는 독립운동 자금과 인쇄및 홍보활동, 한국인 대표단 파견 등의 경비로 재산을 쓰다가 파산을 맞이하게 됐다. 이때 일제강점기 치하의 한국에서 동지인 윤치호가 보내오는 약간의 생활비와 동포들이 기부하는 기탁금으로 겨우 연명해나갈 수 있었다. 상점을 문닫은 그는 다시 일자리를 알아보며 취직을 준비한다.

##### 사업 실패와 생계 곤란

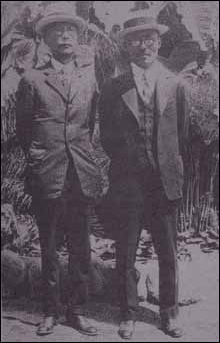
1925년, 로스앤젤레스 안창호의 집을 방문했을 때.

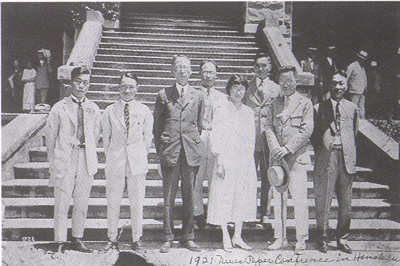
1925년, 하와이 호놀룰루에서 열린 범태평양 회의에 참석 중.

당시 활동에 필요한 홍보책자들은 모두 그의 사업체에서 인쇄하였으나 그는 꼬박꼬박 인쇄비를 받았다. 그리고 서재필이 주도하는 홍보사업에 만도 모금액 중 1만 2천 9백69달러가 지출되었다는 기록이 있다.
가정 형편이 어려워졌던 서재필은 1922년 이후 양탄자를 취급하는 이탄뉴상회에 입사, 이탄뉴상회 사장으로 재직하기도 했다. 그러나 간간히 한인단체 활동에 관여하였고 수시로 자문을 청하는 이승만, 안창호, 조병옥, 허정 등에게 조언을 해주기도 했다.
서재필은 독립운동을 위해 몇 년동안 사업을 돌보지 못했고, 개인 재산을 많이 지출함으로써, 1924년 법적인 파산을 맞게 된다. 파산으로 인해 극도로 생계가 곤란해졌다. 그는 생계 조달을 위해 막노동을 하기도 했고, 상점의 점원으로 활동하기도 하였다. 1924년에는 파산한 가정 경제력을 복구하기 위하여 서재필은 다시 펜실베이니아 대학으로 돌아가 연구를 다시 계속하기로 결심 하였다.
1925년 6월, 7월에 하와이 호놀룰루에서 범태평양 회의가 개최되자 한국인 대표자의 한사람으로 필라델피아에서 하와이로 건너갔다. 한국에서 온 송진우, 신흥우, 김양수, 유억겸, 김종철 등과 함께 윤용희, 필지성 등을 데리고 7월 1일부터 7월 14일까지 태평양 회의에 참석하여 일본의 식민통치의 잔혹함을 규탄하고 한국의 독립의 정당성을 역설하여 독립에 대한 지원을 호소하였다.
이에 일본 측 대표가 조선은 일본의 식민지이므로 국제사회가 조선 문제에 개입하는 것은 내정간섭이라고 비난하자, 그는 미국이 필리핀을 속국으로 하고 영국이 캐나다를 속국으로 하고 있으나 캐나다와 필리핀의 발언권을 차단하지 않고 태평양 회의에 참석하게 한 점을 들어 일본측 대표의 주장을 논파했다. 이는 논란이 되었고, 캐나다, 필리핀 등 각국의 대표들이 한국 측 대표단의 손을 들어줌으로서 회의는 결렬되고 만다. 다시 배편으로 출발, 되돌아오는 길에 샌프란시스코, 스탁톤, 다뉴바, 리들리, 로스앤젤레스 등지에 있는 한인 교민 사회를 방문하여 재미 한국인 교포들을 면담하고 위로, 격려하였다.

#### 유한양행의 초대 사장 (1924)
1924년 5월 유일한이 정한경 등과 함께 류한주식회사을 설립하고 서재필을 초대 사장으로 추대했다. 그는 1926년 12월 10일까지 류한주식회사의 사장이었다. 유일한은 초대 사장으로 서재필 박사를 모시고 싶다고 제안했고, 서재필도 흔쾌히 수락했다. 당시 자금은 유일한이 제공했고 서재필은 경영을 담당했다. 서재필은 회사명을 '유일한 주식회사(New-il Han Company)'로 하는 것이 어떻겠느냐고 유일한에게 권했다.
| “ | '유일한'은 세상에 하나 뿐인 기업이라는 뜻도 되거니와, '한'을 대한제국의 '한'으로 읽을 때, 새로운 한국이라는 뜻이기도 하니 그렇게 하기로 하세. 자네 이름을 걸어야 책임감을 가지고서 회사를 경영하지 않겠나. | ” |

서재필의 제안을 받아들인 유일한은 회사 이름을 한글로는 류한주식회사로 하고, 영어로는 New il-han & Company라 하였다. 한국어로는 '유일한'에서 일을 빼고 유한이라는 이름만 사용하게 되었는데, '한(Han)'을 나라 한이라는 뜻으로 해석했을 때 그 뜻은 새로운 한국이 되었던 것이다. 류한주식회사는 1926년 12월 10일 유일한이 정동에 유한양행을 건립하면서 소멸되었다. 서재필은 1926년 6월 유일한의 귀국때까지 류한주식회사의 사장이었고, 12월 10일 유일한이 기존의 류한주식회사를 유한양행으로 변경, 국내법인으로 등록할 때까지 서재필은 류한주식회사의 명목상 사장이었다.
1926년 유일한은 귀국할 때 서재필에게 인사를 갔는데, 이때 서재필은 조각가인 자기 딸을 시켜 버드나무 목각화를 만들어 선물로 주었다. 유일한이 귀국할 때 서재필은 조각가였던 장녀 스테파니 보이드에게, 유일한에게 줄 선물을 제작하게 했다. 스테파니 제이슨은 유일한의 성씨 '버들 류'를 상징하는 버드나무 그림을 그려 달라고 부탁하여 기념 선물로 주었는데, 버드나무처럼 무성하게 번성하라는 뜻도 되었고, 그대가 한국인임을 잊지 말라는 뜻도 되었다. 유일한은 이 그림을 유한양행의 회사 상표로 사용하였다. 이후 그것이 유한양행의 상표가 되었다.

#### 의사 생활
그 뒤 서재필은 펜실베이니아 주 대학병원에서 연구 생활을 계속하였으며, 작은 딸과 함께 지내고 있었다. 생활비와 빚에 쪼들렸고 전기 요금과 수도 요금을 겨우 납부하는 수준에 이르자 그는 생계에 뛰어들게 된다. 후일 작은 딸 뮤리엘 제이슨은 아버지 서재필의 비서와 보좌역을 수행한다.
서재필은 가족의 생계를 유지하기 위해 친구로부터 2천 달러를 빌려 차임하였다. 그는 이것으로 2년간의 연구비와 가족의 생활비에 충당할 것을 생각했다. 이후 2년간은 그에게 있어서 극심한 생활난의 연속이었다. 아내와 두 딸을 포함한 네 식구가 끼니를 거른 적이 한두 번이 아니었다. 당시 독립운동을 빙자하여 사욕을 채우고 재산을 축적하는 사람들도 적지 아니하였으나, 서재필에게 그런 것은 꿈에도 생각할 수 없는 일이었다. 1926년 암 치료 전문 병원인 잔느 병원(Geanes Hospital)에 취직하였다.

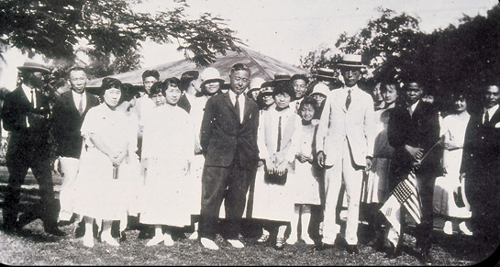
1926년 이승만과 함께 하와이에서.

1926년 4월 순종이 사망하자 그는 실질적으로 조선이 멸망한 것이라고 보았다. 그는 조선의 정신적 지주이자 국부였던 인물이 사망함으로써 조선인들 사이에 구심점이 사라졌다고 봤다. 1926년 봄, 이승만의 초청으로 하와이 호놀룰루를 방문하였다. 이때 임정의 파벌싸움에 대한 대책을 논의하였으나, 서재필은 이승만이 한발 양보한다 하더라도 각 파의 파벌간의 암투를 조정하기는 어렵다는 결론을 내리게 된다. 그는 임시정부에도 연락, 생각이 다른 사람들을 억지로 단합, 단결시키기 보다는 차이를 인정하고 연합, 연맹하는 것이 갈등을 최소화할 수 있는 방법임을 지적했다. 또한 미국내에서 벌어지는 안창호파, 이승만파, 박용만파 간의 파벌다툼은 독립운동에 대한 회의감을 품게 했다. 그는 계속된 파벌 다툼과 자기 이익에 골몰하는 행위로는 독립을 하더라도 그 독립을 유지하지 못할 것이라고 내다봤다.
그는 계속 삼일신보와 미국의 언론에 일본의 탄압과 만행을 알리는 칼럼과 기고문을 지속적으로 게재하며 조선독립을 위한 청원을 계속했다. 그러나 일본 정부 공보부와 외무성, 조선총독부 공보국은 조선에서의 통치가 무력 통치에서 문화정치로 바뀌었다고 주장하고, 일선 동조론을 내세우며 이를 일축했다. 일본과 조선총독부는 미국에 암살자를 보내지 못하는 대신 하와이와 필라델피아에 첩자를 밀파하여 그의 일거수일투족을 감시했다.

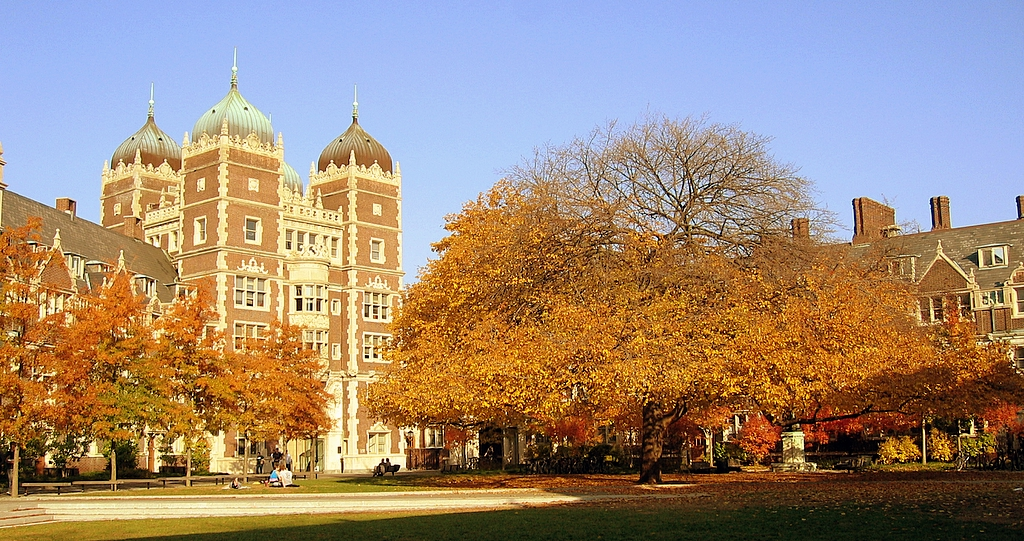
펜실베이니아 대학 캠퍼스. (Upper Quad Gate)

##### 펜실베이니아 대학 재학과 연구 활동
1926년 9월 62세의 나이에 다시 펜실베이니아 대학교 의과대학에 특별학생으로 입학. 하고 동시에 의업을 재개하였다. 1927년 4월 펜실베이니아 대학교 의과대학을 수료하였다. 1926년 미국에서 병리학 전문의 면허제도가 시행되자 그는 병리학 의사 면허에 응시하였고, 여러 번 낙방하였다.

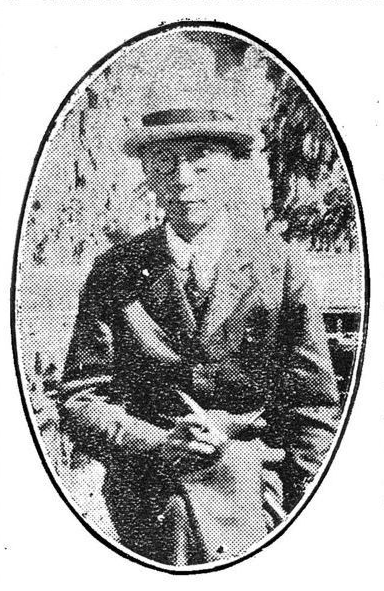
1926년, 펜실베이니아 대학 재학 시기의 서재필.

1927년 3월 29일 서재필은 월남 이상재의 부음을 듣고 조선일보에 한 기고에서 "그는 거인이었고, 그의 비범한 탁론과 강직한 기백에 나는 감복하지 않을 수 없었다"며 추모하였다. 이상재의 장례식 때 잠시 조선에 입국하여 경성에서 이상재 장례식과 노제를 지켜본 뒤 출국했다. 조선총독부에서는 그가 미국 시민권자였으므로 체포하지 못하였다.
1927년 6월부터 폴리크리닉 병원과 암치료 전문인 제임스 병원에 취직, 고용 의사로 생활하였다.
1928년 7월 28일 삼일신보사 고문에 위촉되었다. 그 해 10월 28일, 박용만이 텐진에서 의열단원 이해명, 박인식 등에게 암살당했다는 소식을 접하고 박용만 애도 성명서와 암살자 규탄 성명을 발표했다. 곧이어 이승만 등과 함께 박용만의 공적을 치하하며 암살단을 성토하는 글을 3.1신보와 국민보 등에 발표하였다. 이에 김구는 이승만에게 편지를 보내 박용만이 밀정이며, 이승만과 서재필에게 암살자를 성토, 규탄하는 행동을 중단해줄 것을 촉구하였다.
1929년 병리학 전문의 시험에 합격한다. 이로써 서재필은 한국 사람으로서는 최초로 미국의 병리학자이자 한국인 최초의 미국 의사가 되었다. 그리고 자신의 병원을 개업하기도 했다. 1929년 3월 필라델피아 대학, 펜실베이니아 대학, 콜롬비아 대학 등의 의학부 시간제 강사로 취직했으나 백인 학생들이 유색인종에게서는 수업을 받을 수 없다며 거절하여 오래 못가고 그만두었다. 그는 필라델피아의 간호학원에도 강사로 나갔으나 역시 백인 학생들이 유색인종이라는 이유로 꺼리게 되면서 얼마 못가 그만두게 되었다. 가족에게 실직 사실을 통보할 수 없었던 서재필은 이승만이나 동지회, 국민회를 방문하거나, 거리를 전전해야 했다.

##### 고용의사 활동과 언론 활동

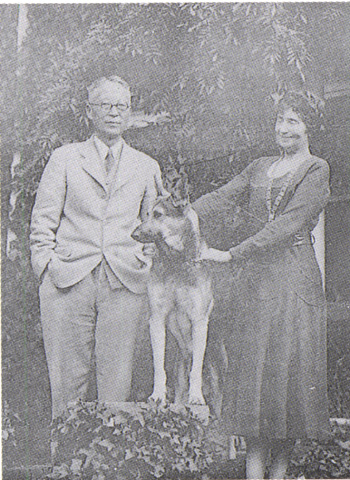
1930년대 초, 부인 뮤리엘 암스트롱과 함께.

레딩 지역의 작은 병원에서 고용의사로 일하다 1929년에는 병리학 전문의 시험에 합격하여 병리학 의사로 여러 병원에 근무했다. 그는 자신이 번 수입으로 가족을 부양하고 빚을 갚는 데 써야 했고, 가족과 떨어져 있는 관계로 자신의 숙식비를 해결해야 했기 때문에 경제적으로 매우 궁색할 수밖에 없었다. 이런 경제적 어려움 속에도 그는 개업을 향한 꿈을 갖고 저축하여 증권시장에 투자하기도 했다. 1929년 말 미국에서 일어난 경제 대공황으로 서재필은 그동안 개업 자금을 위해 증권에 투자했던 돈을 모두 잃어 버렸다.
1930년 2월, 그는 미국 상,하원에 편지를 보내 광주 학생 항일운동의 소식을 접하고 조선인 여학생을 추행한 일본인 남학생의 만행을 지적하고, 불의에 항거한 허정숙, 최순복, 송계월 등 애국학생들이 일본 제국주의의 부당한 형벌을 받고 있으며, 평소 교내 조선인 학생들이 불량한 일본인 학생들의 폭력에 시달리고 있다고 호소하였다.
독립운동으로 재산을 탕진하고 생계에 치명타를 입게 된 그는 1930년대 초에는 병원에 의사로 다니면서 생업에 종사해야 했다. 1928년 무렵부터 한국 인사들이 방문할 때면 그에게 자치론을 설명했고 처음에는 자치론을 반대하다가 나중에는 그것이라도 우선 해 보고 실력을 키워서 독립하는 것이 좋겠다는 뜻을 피력하였다.
1932년 안창호가 체포되어 고국으로 송환되면서, 다시 병원 업무를 보는 동시에 한인 교민사회의 행사에 참석하게 되었다. 당시 국내에 있던 인사로는 윤치호, 김성수, 송진우, 이광수, 조병옥 등과 서신을 주고 받았고 이들을 통해 국내 정세를 접하였다. 1932년, 웨스터버지니아 주의 찰스톤 병원에 입사하여 2년간 근무한다. 1930년부터는 미의학학회지에 5편의 병리학 연구논문을 발표하였다. 1935년 미디아 시내에 개인병원을 개업하기도 했다.
이후 국내의 잡지와 언론에도 칼럼을 기고하였으며, 민족성 개조와 실력 양성, 기술인 육성 등을 주장하는 여러 편의 글을 기고하였다. 그 밖에 자신의 회고담을 다룬 것을 동아일보 등 국내 언론에 영어로 송고, '회고갑신정변'과 '체미 오십년'이라는 글을 기고하였다. 그가 영문으로 글을 적어 보내어 국내에서 번역, 연재물로 수록되기도 했다.
1934년, 건강 악화로 찰스톤 병원에서 휴직 권고를 받고 휴직했다가 곧 퇴직하고, 펜실베니아 주 미디아로 되돌아갔다.

#### 일제 강점기 후반
그러나 병원 활동이 어려워지자 그는 여러 병원의 고용의사로 취직하여 활동하였고, 의사로 활약하며 몇 편의 병리학 관계논문을 썼다. 1936년부터 다시 필라델피아에서 병원을 개업, 개업의로 생활하였다. 1939년에는 한민족의 위대성을 찬양하는 편지를 한국의 언론에 보내오기도 했다.
한국 민족은 훌륭한 민족이다. 그들은 영리하고 건강하며 생산적이다. 수세기 동안 시련과 고난에 시달려 왔지만 여전히 고유한 민족 문화를 갖고 있으며, 세계 속에서 더 높고 고귀한 지위를 획득하기를 열망하고 있다. 한국 민족에게 필요한 것은 그러한 삶의 조건을 향상시키기 위한 열망을 결집하는 것이며, 정치적·경제적·개인적 자유를 위한 열정을 키우는 것이다. 이러한 변화가 이루어진다면 더 많은 나라들이 한국 민족의 장점을 인식할 수 있게 될 것이다.— 서재필, 1939년 12월 7일

그 뒤 존스 홉킨스 대학병원, 성 요셉병원, 요옥 병원 등 여러 병원에서 병리학자로 근무하였으며, 종두 연구소의 연구원으로 있기도 했다. 또한 찰스턴 종합병원 병리과장이 되었다가 1936년 펜실베이니아주 펜실베이니아 체스터 병원(Chester Hospital) 피부과장을 지내기도 했다. 1938년 3월 10일 안창호가 경성제국대학 병원에서 간장병과 고문 후유증으로 사망하자 그는 안창호의 장례식에 참석차 일제강점기 한국에 입국, 경성의 안창호 장례식에 참석하고 되돌아갔다. 조선총독부와 일본 정부는 그의 귀국을 내심 못마땅하게 생각하였다. 그러나 당시 그는 미국 국적이었으므로 조선총독부와 일본 정부는 그를 체포할 수 없었다.
태평양 전쟁 초기 자신의 병원을 개소하였다. 그러나 태평양 전쟁이 격화되면서 징병검사관으로 자원봉사하며 병원일과 징병검사일을 동시에 한다. 태평양 전쟁이 치열하게 전개되는 동안 서재필은 빚을 얻어 자기의 병원을 경영하였다. 병원은 필라델피아에서 8마일 정도 떨어진 메디아에 있었다. 서재필에게는 고된 하루 하루의 일과였으나, 그는 원래 튼튼하고 장대한 신체에 스스로의 길을 스스로 개척해나가야 된다는 강한 정신력으로 고된 격무를 치렀다.
1941년 1월 6일 미군 예하 무계급 명예역 군의관으로 자원하였다. 1941년 12월 일본의 진주만 폭격으로 태평양 전쟁이 발발하자 미국의 승리가 조선의 해방으로 이어질 것이라는 희망을 갖고 77세에 미군 징병검사관으로 자원봉사하기도 했다.

#### 광복 직전

1940년대 중반의 서재필.

1942년, 워싱턴에서 열린 한인 자유대회에서의 이승만.

그는 1941년 1월 6일부터 1945년 4월까지 미군 징병검사 의무관으로 자원봉사활동을 하여 1945년 1월에는 미국 국회로부터 공로훈장이 수여되었다. 1942년 2월 말부터 3월초에 구미위원부 주최 하에 열리는 전승 축원 기념식과 한인 자유대회 참석 통보를 받고, 체스터에서 워싱턴으로 건너갔다. 서재필은 구미위원부 공관에서 이승만과 함께 기거하였다. 1942년 3월 1일, 미주와 하와이에 거주하는 한인 동포 13단체의 대표가 워싱턴에 모여들었다. 서재필은 이승만과 함께 이 기념식에 참석하였고 다시 체스터로 돌아갔다.
1944년, 아내 뮤리엘 메리 암스트롱이 병으로 사망했다. 그는 아내의 장례를 치르면서 크나큰 슬픔을 되새겼다. 두 딸 스테파니와 뮤리엘의 슬퍼하는 모습은 그에게 견딜 수 없는 아픔을 주었다.
| “ | 두 딸을 위해서라도 나는 열심히 일하지 않으면 안 된다. 그들에게 피해를 입혀서는 안 된다. | ” |

그는 아내를 잃은 고통을 잊기 위해서도 열심히 일에 전념하였다. 큰 딸 스테파니는 미국인에게 시집가서 잘 살고 있었으나, 둘째딸 뮤리엘은 미혼으로 서재필과 함께 기거하고 있었다.
사랑하는 아내를 잃고 난 후 그는 집에 오면 여가를 이용하여 둘째 딸 뮤리엘과 함께 테니스를 즐기기도 하였으며, 때때로 야구 같은 것으로 가족과 함께 하기도 했다. 그는 주말에도 놀거나 나태하지 않았다. 부지런한 생활을 즐겨 채소밭 가꾸는 일에 열중하였고, 특히 그는 신문 읽기에 열심이었는데, 그것은 국제 정세의 움직임에 많은 관심을 가졌기 때문이었다. 1945년, 다시 성 요셉병원에서 근무하였다.

### 광복 이후

#### 광복 직후 (1945~1946)
1945년 8월 15일 광복이 되자 그는 미국에서 한국의 광복과 일본의 패전 소식을 접하였다. 9월부터 미군정이 실시되고 10월, 미국에 체류하던 이승만은 비행기편으로 필리핀 마닐라와 일본 도쿄를 경유하여 귀국했다. 서재필은 출국하는 이승만을 배웅하러 필라델피아 공항까지 직접 마중나와 이승만 내외를 전송하였다.
1946년 10월, 미군정에 의해 남조선과도입법의원 의원(관선)으로 선출, 그 해 12월, 남조선과도입법의원 의원에 취임하였다.

#### 귀국 (1947)

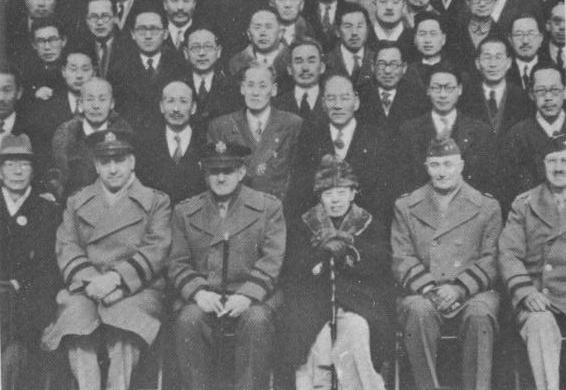
1947년 1월, 과도입법위원회 신년사. 맨 왼쪽이 서재필, 가운데 털모자에 지팡이를 쥔 이가 의장 김규식.

1947년 1월 25일, 이승만이 '미 국무성내의 일부 관리가 누구인지는 지적하고 싶지 않으나, 이들은 공산주의에 기울어지고 있는 것 같다.'고 발표하자, 하지는 굿펠로우 대령에게 보낸 편지에서 'the old S.O.B.가 나에게 한 배신 행위는 삭이기 힘들고 비통한 경험'이었다고 쓸 정도로 이승만에게 격분하였다. 이후 하지는 이승만의 대안 모색에 매달려 서재필을 이승만의 대안으로도 고려하였다. 미군정은 동위원회 재개를 준비하면서, 이승만·김구에 맞서는 지도세력을 강화하기 위해 서재필을 급히 귀국시키고자 하였다.
미군정은 김규식과 서재필의 제휴, 협력을 은근히 바랐다. 서재필이 일부 깨인 민중들 사이에 인기가 높고 존경을 받고 있음을 확인한 미군정은 두 사람의 제휴가 성립되면, 그 무렵 미군정이 뒷받침하던 김규식 노선이 현실적으로 큰 지지를 얻게 되리라고 판단했던 것이다. 김규식도 서재필의 귀국을 원하고 있었다. 과도입법의회 의장 김규식의 추천을 받고 서재필에게 여러 차례 귀국 요청을 하였다. 서재필은 기본적으로 김규식의 노선에 동의했다. 그러나 그는 자신의 나이가 많음을 내세우며 정치활동에 참여하기를 사양했다.
1947년 2월 27일, 서재필은 하지 중장의 추천으로 군정최고고문에 추대되었다. 그는 좌우합작운동에 지지 성명을 발표했다.
1947년 3월 11일 서재필 박사 환국을 환영하기 위하여 을지로2가 을우회관(乙友會館)에서 각 정당 사회단체를 대표한 160명의 서박사환국환영준비위원회가 결성되었다. 위원장은 이시영, 부위원장은 이극로, 홍명희, 홍남표, 윤기섭, 김항규였다.
몇 차례 미군정의 요청을 고사했던 서재필은 미군정청 사령장관 하지의 요청을 받아들여 미군정청 최고정무관 겸 남조선과도입법의원 특별의정관으로 초빙받아 1947년 7월 1일, 미국을 출발 한국으로 귀국하였다.

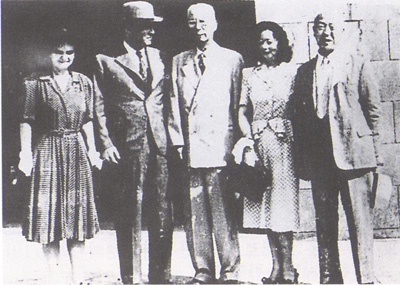
1947년 7월 1일 귀국 직후 하지 사령관 및 이승만 내외와 함께.

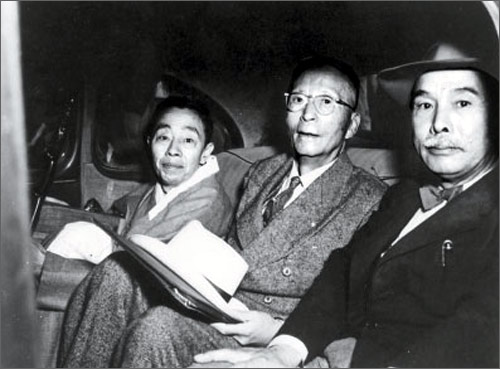
1947년 7월 1일, 귀국 후 김규식과 여운형의 마중을 받고 있는 서재필.

1947년 7월 1일 오후 4시, 서재필은 49년만에 85세의 고령으로 뮤리엘 영애를 동반하고 해방된 고국에 귀환하였다. 부두에는 이승만, 김규식, 여운형, 안재홍 민정장관, 김형민 서울시장, 김용무 대법원장 등이 마중을 나왔다.

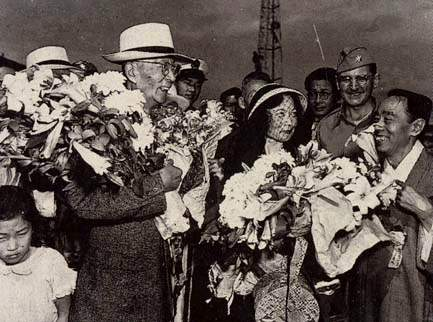
1947년 7월 1일, 서재필과 둘째 딸 뮤리엘, 김규식.

1947년 7월 12일 오후 2시, 서울운동장에서 '서재필귀국환영대회'가 개최되었다. 시민과 각 단체대표자 등 5만여명이 참석, 김규식의 개회사가 있었고, 이승만의 환영사가 있었다. 서재필은 서투른 한국어로 답사를 하였다. 귀국 인사로 서재필은 '자신이 한국말을 잊어버렸으며 한국 사정을 잘 알지 못한다'는 점을 솔직하게 시인하였다. 그러나 '힘을 다하여 한국 인민들을 도와주려고 한다'고 다짐했다. 그러면서도 '나는 권한이 없는 사람이며, 다만 하지 사령관에게 진언할 따름이다'고 덧붙였다.
한편 그는 윤치호의 사망 소식을 접하고 귀국 직후 충청남도 아산의 윤치호 묘소를 참배하였다. 기자회견장에서 의친왕 등이 존재하니 그들을 찾아가 볼 것을 권유하는 기자들의 요청을 그는 거절하였다. 귀국 직후 김규식, 여운형, 김성수, 김구 등을 찾아 면담하기도 하고, 김성수, 이광수, 조병옥 등을 만나 그들로부터 국내 정세를 접했으나, 파벌 다툼이 여전한 것을 보고 50년 전이나 지금이나 파벌 다툼은 여전하다며 한탄하였다.

#### 귀국 후 정치활동 (1947~1948)
1947년 7월 3일, 하지중장의 최고정치고문으로 조미특별의정관이라는 신설된 직책에 취임하였다. 서울 소공동의 조선호텔에서 잠시 숙박하다가 미 군정청에서 내준 군정청 직원 숙소로 이주하였다. 이후 하지 미육군 중장에게 자문을 하고 미·소공동위원회에 참여하였다. 서재필의 집무실은 중앙청의 207호실이었다. 그는 매일 출근해 성실하게 근무하였다. 그리고 라디오 연설을 통해 민주주의, 교육, 과학의 중요성을 강조하였다. 그는 방송에도 출연하여 매주 금요일 서울중앙방송국을 통해 주로 자유 민주주의의 이념과 제도를 설명하고 우리국민이 걸어야 할 길을 강의했다. 서재필의 방송과 라디오 그의 연설은 영어로 이뤄졌기 때문에 손금성 박사가 꼭 한국어로 통역 을 하거나 다른 번역가들에 의해 번역되어 보도되었다.
1947년 8월 15일, 해방 2주년 기념식 축사에서 서재필은 다음과 같이 말하였다.
| “ | 해방 2주년을 맞이하는 오늘날 완전독립을 하지 못하고 있음은 매우 유감되는 바이다. 우리는 당파 정치운동을 초월하여 먼저 국권을 회복해야 할 것이며 그 정부가 조선인민으로 조직된 후에 정당이고 정치운동을 하는 것도 좋을 것이다. 그러나 지금 국권도 회복하지 못하고 정부도 없으며 정책이니 정당이니 하고 또는 정권운동을 함은 좋지 못하다. | ” |

1947년 11월 5일, 서재필은 산업 부흥의 중요성을 역설하였다.
| “ | 50년 전 조선보다 오늘의 조선은 약간 발전되었으나 아직 발전의 정도는 미미하다. 조선에 와보니 아무런 방향과 목적 없는 나라 같다. 수많은 사람들이 정치에만 떠들고 날뛴다. 할일 없이 이 당(黨), 저 당 돌아다니며 소리를 높이고 걸핏하면 만세만 부른다. 그들은 누가 생활을 보장해 주는지 알 수 없는 일이며 만세만 아무리 불러도 우리의 독립에는 소용 없는 노릇이다. 정부란 인민을 살게 해 주는 것이며, 인민은 조선의 주인이다. 우리는 우리의 선조들이 한대로만 닮지말고 새로 진보해야 한다. 청년들 가운데는 패기있는 사람들이 있으나 늙은 사람들을 보면 5년전의 늙은 사람들과 꼭같다. 이래서 우리는 진보가 적다. 조선의 인구는 세계 67개중 열 세째라는 훌륭한 자리에 있으면서도 조선인의 부력(富力)은 끝으로 둘째인가 첫째라고 한다. 우리는 밥을 굶고서는 독립의 즐거움도 가질 수 없다. 우리는 먹고 살아야 하며 도덕을 지킬 줄 알아야 한다. 우리가 일해 산업을 부흥시키고 도덕있는 나라가 되면 우리는 무력이 없어도 외력(外力)의 침해를 받지 않을 것이다. UN을 통해 조선인의 대표자들을 투표로 선거할 때, 조선 인민들은 돈주고 술사주는 사람이 아니라 자기 욕심없는 진정한 애국자들을 선거하여야 할 것이다. 우리가 투표할 권리는 6개월 이내에 올 것이다. 나는 행운인지 불행인지 조선사람이며 조선의 독립발전은 오로지 산업의 부흥에 있는 것이다. | ” |

1948년 3월 14일, 신민일보 사장 신영철과의 면담에서 서재필은 다음과 같이 말하였다. '이 박사가 조선에 와서 공산주의자는 소련으로 가라며 노골적인 반소운동을 일으켰기 때문에 조선에 있어서의 미소관계는 험악하여지고 하지 중장의 입장은 대단히 곤란하여진 것입니다.' 전쟁 가능성에 대해서는 '절대로 없다'며 이렇게 말했다. '전쟁을 원하는 사람은 파괴주의자이니 파괴주의자가 어찌 애국애족하며 건설을 할 수 있겠습니까? 인류는 평화를 희구하고 있고 평화가 담보되지 않는다면 그것은 곧 지옥인데 자기에게는 비누 한 장 변변히 만들 능력도 없으면서 남에게 전쟁을 권한다는 것은 언어도단이 아닐 수 없습니다.'
1948년 3월 18일, 서재필이 5·10 선거 반대의사를 표명하자 총선거대책위원회, 민족통일총본부, 반탁독립투쟁위원회, 대한독립촉성국민회 등은 강력히 반발하였다.
1948년 4월 10일, 기자회견에서 서재필은 다음과 같은 이야기를 하였다.
(問) 총선거에 대한 박사의 견해 여하?
(答) 군정은 우리 정부가 아니므로 우선 정부를 세워야 하겠다. 그러나 통일된 정부를 전제로 한다.
(問) 양 김씨(김구, 김규식)를 중심으로 남북협상이 진전되고 있는데 박사의 전망은?
(答) 그 정신은 극히 좋다. 남북협상이 잘 되어서 통일되기를 바란다. 통일만 된다면 나도 따라가겠다. 이에 대한 사전의 기우는 불가하다.

1948년 5월, 대한민국 국회 개원 직전 과도입법의원이 해산됨에 따라 과도입법의원 의원 직에서 면직되었다.
1948년 5월 15일, 기자회견에서 서재필은 제헌 국회의원 선거가 '잘 되었다'고 호평하며 다음과 같이 말했다.
| “ | 선출된 사람들이 어떠한 인물들인 가는 잘 모르나, 그들은 자기의 어떠한 권리 일도일군(一道一郡) 혹은 자당의 이익보다도 전국민의 복리를 위하여 헌신, 노력해야 할 것이다. | ” |

또 기자의 '이번 선거는 남북분열을 조장시키는 것이라하여 다수의 정당, 사회 단체가 보이콧하고 있는데 이를 어떻게 보는가?'라는 질문에 다음과 같이 답하였다.
| “ | 물론 남북이 통일된 선거로써 완전한 통일정부를 세우는 것은 누구나 다 희망하고 있다. 그러나 현실과 이상이 일치되지 않는 것을 어찌하랴. 우리가 남의 힘으로 해방된 탓으로 남북이 양단되었고, 그동안 3년 동안이나 힘을 양성해 보았으나 우리는 해방전보다 조금도 큰 힘을 얻지 못하고 있다. 아마 동포가 자기네들끼리 싸우는 힘은 있어도 타국에 맞설 힘은 조금도 없는 것 같다. 그러므로 우리는 이번 선거에 의하여 힘을 모으는 것과 우선 남의 힘을 빌어 자립할 수 있는 길을 배워야 할 것이다. 남북회담과 같은 우리 민족의 손으로 완전독립을 찾자는 행동은 그 성과가 있고 없고를 불문하고 1년이나 2년을 두고 계속해도 조금도 해로울 것이 없는 것이다. | ” |

#### 대통령 추대운동과 사양 (1948)

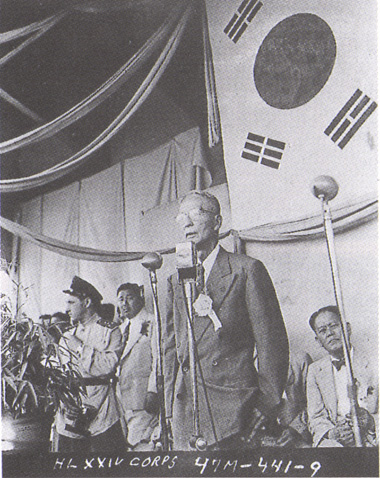
1947년, 연설 중인 서재필. 오른쪽 옆에 조병옥이 보인다.

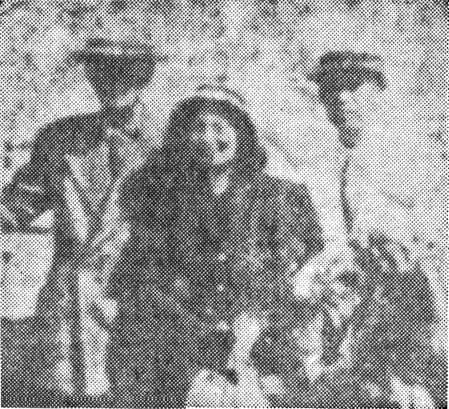
1947년, 둘째 딸 뮤리엘 제이슨과 조카 서호석.

5·10 총선이 끝나고 제헌국회가 개원한 그 다음날, 정일형, 백인제, 이용설 등을 비롯한 지도층 인사들이 서재필을 대한민국의 초대 대통령으로 추대하려는 운동을 시작하였다.
1948년 5월 29일 '反단독선거론 측에서 단독정부론 세력에 대항하기 위해 서재필의 정계출마 공작을 일으키고 여기에 김구·김규식도 가담한 것 같다'는 풍설에 대해 서재필은 '원칙적으로 남북통일운동은 옳으나 금번 그러한 운동이 전개되고 있다는 사실은 모른다'라고 말하였고, 김구·김규식은 '우리가 단선을 반대한 사람들인 만큼 단정에 관여할 이유가 만무하며 그런 운동은 전연 사실무근이다'라고 말하였다.
남한 단독 정부 수립 결정되고 대통령 선거 일정이 잡히자, 1948년 6월 11일 흥사단계 독립협회는 서재필을 최고 정치지도자로 추대하여 새로운 정치운동을 전개하기 위해 서재필에게 간원문을 보냈다. '지금 조국이 요구하는 사람은 명령하는 사람이 아니라 인민의 뜻을 알아서 이에 충실히 순종하는 정직한 민주주의적 지도자입니다. 이 나라에는 그러한 인격자가 한분 계시니 그는 서박사입니다'라는 문구로 시작되는 이 편지는 서재필이 '정계 최고지도자로 출마하시기를'간청했다. 정인과, 백인제 외에도 흥사단 계열 중 최능진과 최능진 계열 인사들이 서재필의 대통령 후보자 출마 운동을 주도했다.

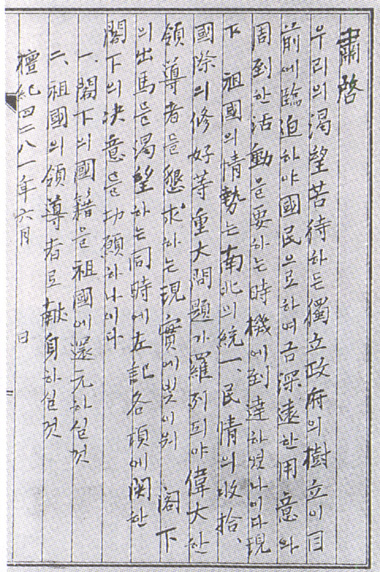
대통령 출마 요청서.

1948년 6월 20일, 서재필은 흥사단계 독립협회가 보낸 간원문(懇願文)에 대해 '조국의 독립이 되느냐 안되느냐의 위기에 서 있는 이때 이러한 정당조직을 하는 것은 우리나라를 더욱 혼란케 할 뿐이오 아무 효과가 없는 것'이라는 말로 이를 거절하였다.
그럼에도 1948년 6월 24일 서박사추대연합준비위원회가 만들어졌다. 7월초, 백인제, 최능진, 김대중을 비롯한 1,929명이 서재필에게 '한국 초대 정부 대통령으로 추대하고자 하니 대통령 출마를 승낙해 달라'는 내용의 요청서를 보냈으나, 서재필은 '미국 시민으로 남겠노라'며 불출마를 선언하였다. 한편 서재필 추대 운동은 이승만을 대통령으로 추대하려는 대한독립촉성국민회의에 의해 공개적으로 견제됐다. 6월 24일 조선언론인협회에서 서재필, 안재홍을 명예회장으로 추대했다.
1948년 7월 4일 서재필은 대통령 선거 불출마를 피력하였다. '나는 조선 각지로부터 나에게 조선 대통령 입후보를 요청하는 동시에 내가 출마하는 경우 나를 지지하겠다는 허다한 서신을 받았다. 나는 그들의 후의에 깊이 감사하는 한편, 나는 과거에 있어 그 관직에 입후보한 일 없으며 지금도 그리고 장래에도 그리하지 않을 것이라는 뜻을 그들에게 전달해야 할 것이다. 설혹 나에게 그 지위가 제공된다 하더라도 나는 그것을 수락하지 않을 터이다. 나는 미국 시민이며 또한 미국 시민으로 머무를 생각이다.'
1948년 7월 20일, 제1대 대통령 선거에서 후보자로 추천되어 1표를 얻었다. 그러나 한국민주당 서우석은 서재필이 미국 국적을 가지고 있으므로 후보자격이 없다고 주장해 서재필이 득표한 1표를 무효처리 시키는 데 앞장섰다.
1948년 8월 14일, 서재필은 다음과 같은 해방 3주년 축사를 하였다. '권리와 책임은 국민에게 있는 것이며 어떠한 독재자의 수중에 있는 것이 아니니 국민은 감정의 싸움을 포기하고 합심하여 신정부를 육성하여 가기를 바란다. 내가 진심으로 원하는 것은 조선 민족이 참으로 자성하여 진정한 독립정부로 발전하면 죽어서라도 나는 만족하겠다.'

#### 출국 (1948)
1948년 8월 29일, 서재필은 고국을 떠나기 전 기자회견에서 '북한의 8·15선거는 옳다고 볼 수 없다', '신정부는 무엇보다도 민생문제의 해결을 위해 청년에게 직장을 주라', '조선 체류 중 가장 기쁜 것은 민족들이 역사상 처음으로 선거권을 얻은 것이고, 슬픈 것은 청년들이 일이 없어 1일의 식사 문제 해결을 위하여 할 일 없이 정당만 왕래하며 쓸 데 없는 건의의 시간을 허비하는 것이다', '인민의 권리를 남에게 약탈당하지 마라. 정부에게 맹종만 하지 말고 정부는 인민이 주인이라는 것이요, 인민의 종복이라는 것을 망각하여서는 안 된다. 그러므로 이 권리를 외국인이나 타인이 빼앗으려 하거든 생명을 바쳐 싸워라. 이것만이 나의 평생 소원이다.' 등의 답변을 하였다.
서재필은 미국으로 떠나기 수일 전 기자 김을한에게 '우리 한국 사람은 단결할 줄을 모르고 당파 싸움만 하다가 일을 그르치는 수가 많은데, 갑신정변 때나 지금이나 50년이 지났지만 그 점만은 똑같으니 한심한 일이오'라고 하였다. 또한 과도입법의원 선거와 시도지사 선거로 선출된 입법의원과 시도지사를 상관처럼 깎듯이 대하는 시민들에게 선거로 뽑은 것은 국민의 대리인이지 윗 사람이 아닌데, 윗 사람처럼 깎듯이 존대한다.'며 잘못을 지적했지만 시민들은 그를 이상하게 바라봤다.
1948년 9월 10일, 미군정청 최고의정관 직을 사직하였고 이튿날 9월 11일, 서재필은 '고국 떠나며 동포 여러분께'라는 제목으로 대국민 서한을 기고하였다. 그 주요 내용은 다음과 같다. '첫째로 여러분의 수중에 있는 권한이란 특권을 가치있게 효용할 것을 배웁시다. 둘째로 현실적인 동시에 실질적인 사람이 되어야 한다. 셋째로 마지막으로 할 말은 나의 친애하는 남자 친구들이 자기네 부녀자와 자녀들의 안락과 복지와 편의를 위해서 일층 유의하는 동시 노력하여 주기 바라는 바이다.'
1948년 9월 11일 오전 7시 반, 서재필은 김구·이용설·손원일·김형민·강진국(姜辰國) 등 백여 명의 환송리에 둘째 딸 뮤리엘 제이슨과 비서 임창영(林昌榮)을 대동하고 숙소인 조선호텔을 떠나 인천으로 향하였다. 그는 오전 8시 40분경 인천에 도착하여 기자와 다음과 같은 문답을 하였다.
(문) 통일독립국가를 조속히 수립하는 방법은? (답) 4천년 역사를 가진 대한민족이므로 분리될 리 없다. 당파싸움과 정치이권을 떠나 국민의 권리를 잘 이용하면 자주독립국가를 찾을 수 있을 것이다.
승선한 이후에도 창 밖으로 인천 제물포 부둣가를 한참 쳐다봤다 한다. 당시 이 선박에는 대한민국 정부 수립 이후 최초로 미국에 가는 유학생 32명이 동승하였다. 배편으로 미국에 갔는데 멀미 한번 하지 않았다 한다. 배 안에서 음력 8월 중순이 되자 그는 음력 8월 15일 밤 서재필은 선장에게 한국 음식을 특별히 마련하게 하고 갑판 위에서 남녀 학생들과 파티를 열었다. '미국에 가거든 쓸데없는 자들과 어울리지 말고, 군인들이 쓰는 비속어를 쓰거나 어깨를 으쓱하는 몸짓 같은 것들을 하지 말고, 독립국 국민으로서의 긍지를 살려 서투르더라도 점잖고 올바른 영어를 쓰도록 하시오.'

### 생애 후반

#### 입원과 사망 (1948~1951)
1948년 9월, 미국으로 돌아온 서재필은 다시 의료활동에 전념했다. 그러나 후두암에 걸린 서재필은 곧 노환과 과로로 쓰러졌고 결국 병원에 실려가게 된다. 후두암과 방광암 진단을 받았다.
1949년 8월, 주미한국대사 장면(張勉)으로부터 초청장을 받고 대한민국 정부수립 1주년 기념행사에 초대되었다. 이후 그는 주미한국대사로 부임해온 장면의 방문을 받았다.
1950년 6월, 미국에서 방송을 통해 한국 전쟁 소식을 접하였고, 6월 병세가 악화되면서 필라델피아 노리스타운 몽고메리 병원에 입원하였다. 주미 한국대사 장면은 수시로 문병하였으며, 서신을 보내 입원 중인 서재필의 빠른 완쾌를 비는 한편, 당시 전쟁 상황을 전하며 '지금 상황이 좋지 않더라도 반드시 승리 할 것이다.'는 것과 '자유로운 분위기 내에서 제2대 총선거가 진행되었음'을 전하였다. 그러나 서재필은 휴전을 못보고 한국 전쟁이 한창이던 1951년 1월 5일 펜실베이니아주 필라델피아 노리스타운 몽고메리 병원 병실에서 후두암과 방광암, 과로의 합병증으로 일생을 마쳤다. 사망 당시 그의 나이는 향년 88세였다.
장례식은 필라델피아 메디아 교회에서 두 딸 스테파니, 뮤리엘과 흥사단, 대한인 국민회 회원, 주한미국대사 장면 등이 참석하여 두 딸의 회고담과 지인들의 추모사 낭독 후 간소하게 진행되었다.

#### 사후

##### 시신 봉환 문제
시신은 화장되어 미국 필라델피아 교외 메디아의 비브 교회 공동묘지의 납골당에 안장되었다. 1969년 천리구 김동성, 유홍(柳鴻) 등이 서재필 박사 유해환국 봉안회를 조직하여 펜실베이니아주에 있다는 서재필의 묘소를 수소문하기 시작하여 환국 운동을 추진한다.
두 딸 스테파니와 뮤리엘은 자신들이 살아있을 때만이라도 아버지의 유골을 직접 돌보게 해달라며 유골 송환을 허락하지 않았다. 그 뒤 1990년대 다시 서재필 유골 봉환문제가 재논의되었다. 1994년 대한민국의 국립묘지로 이장되었다.
서재필 유해의 국내 봉환문제가 논의되었을 때 그의 외손자 필립 하디칸은 유언을 통해 서재필 유해의 국내봉환을 반대했다. 딸 뮤리엘 제이슨 역시 '내가 사망하기 전에는 안 된다.'고 주장해왔고, 이후 몇차례의 추진에서도 국내 안장지 문제 등을 놓고 논의단계에 맴돌다 수포로 돌아가기도 했다. 그 뒤 서재필의 유골은 펜실베이니아주 첼턴 힐 공동묘지 납골당에 안치되었다가 1983년 뮤리엘 암스트롱과 친하게 지내던 현지 교민 장익태(張益泰)와 서동성의 주도로 사비 2천 달러를 들여 필라델피아 시 서쪽 끝에 있는 웨스트 라우렐 힐 공동묘지의 두 칸을 사서 서재필과 그의 가족들을 안장하였다.
국내 송환 직전 필라델피아 시 웨스트 라우렐 힐 공동묘지 납골당 252호실에는 금빛 전기주전자 모양 유골함에 담긴 서재필의 유골 외에, 부인 뮤리엘 암스트롱의 유골과, 둘째 딸 뮤리엘 제이슨의 유골도 함께 보관되어 있었다.
서재필이 살던 제이슨 하우스에서 화가였던 그의 딸 뮤리엘 제이슨이 살다가 1982년 남편과 사별한 언니 스테파니 제이슨 보이드와 함께 여생을 보냈다.
필립 하디칸은 1993년 3월에 사망하였으나 그의 유언도 큰 걸림돌이 됐었다. 필립 하디칸은 그동안 한국 정부의 성격을 문제삼아 국내봉환을 반대해 왔었다. 또한 대한제국 정부에서 그의 가족을 연좌제를 적용해 처형한 점 역시 서재필에게 개인적인 상처가 되었고, 한국에 대한 부정적인 시선은 그가 미국에서 재혼해서 얻은 자손들에게도 부분적으로 이어졌다. 필립 하디칸 사후 한 명의 외손자가 더 살아있다는 정보를 현지 교민이자 그의 유골을 돌보던 장익태 등이 입수했지만 연락이 되지 않았다.
이때문에 묘지 측에서는 서재필의 유해를 내주는 것을 반대했고, 우여곡절 끝에 유해는 1994년 4월 3일 대한민국으로 봉환되었다. 1994년 4월 8일, 대한민국의 서울 동작동 국립서울현충원에 안치되었다. 이때 논산군 연무읍 육군훈련소 뒤편 야산에 있던 둘째 부인 광산 김씨의 시신도 합장하였다. 그러나 필라델피아 메디슨 교회에 있는 셋째 부인 뮤리엘 암스트롱의 유골은 한국으로 봉환되지 않았다.

##### 추모 활동
1962년 3월, 한국 독립 운동에 기여한 공적을 인정받아 건국공로훈장 수훈 대상자로 지정되었으나, 외국 국적자라는 이유로 취소되었다. 1977년, 해방 이전까지의 인물을 수소문하여 11월 30일 수상자로 지정되었고 그 해 12월 13일, 건국공로훈장 대한민국장이 추서되었다.
1975년, 미국 필라델피아에 서재필 기념재단이 만들어져 의료, 봉사, 장학 및 교육, 지역사회 활동을 하고 있으며, 필라델피아 근교인 미디아에 서재필 박사가 살던 집을 서재필 기념관으로 만들어 개방하고 있다. 2008년 5월 미국 워싱턴에 동상이 세워졌고 워싱턴 시는 5월 6일을 ‘서재필의 날’로 지정했다.
1991년, 외가인 전라남도 보성군 문덕면 용암리 529 근처인 1024번지에 서재필기념공원이 건립되었다. 기념공원은 넓이 4만 5,700제곱미터이며, 그 안에는 당시의 외가를 복원한 ‘서재필기념관’이 세워져 있고, 그밖에도 독립문, 사당, 조각공원, 동상, 야외공연장 등이 들어서 있다. 그 해 고향인 전라남도 보성군 문덕면 용암리에 송재 서재필 선생 기념사업회가 설립되었다. 전라남도청에는 신설 강당 중 서재필실을 개관하기도 했다.
1996년 3월, 이달의 독립운동가로 선발되어, 그 해 4월의 독립운동가로 선정되었다.
1996년 4월 1일, 한국 프레스센터 서울 갤러리에서 한국프레스센터 등의 주최로 <서재필과 독립신문> 특별 전시회를 개최하였다.
2000년, 독립기념관 연구원 홍선표가 엮은 'My Days in Korea'가 발간되었다. 이는 서재필이 1896년부터 1948년 사이에 국내외 신문과 잡지 등에 영문으로 발표한 수필, 강연문, 방송원고 등을 모은 것이다. 2008년 5월에는 그의 일대기를 다룬 소설 《서재필 광야에 서다》(고유, 2008)가 출간되었다. 이는 곧 제1회 디지털 작가상 역사 팩션 소설 부문에 당선되었다.
2002년 4월 4일, 독립기념관에 그의 어록비가 제막되었다. 어록비 전면에는 '합하면 조선이 살테고 만일 나뉘면 조선이 없어질 것이요…'로 시작되는 76자의 글이 새겨졌다. 이 글은 서 박사가 미국에서 육성 녹음해 1949년 3.1 운동 30주년을 맞아 국내에서 공개된 연설문 ‘조선동포에게 고함’의 일부이다. 서재필의 조선 동포에게 고함이라는 육성 연설문 내용의 일부가 녹음되어 현재 전하고 있다.
2004년부터 서재필 기념재단에 의해 서재필의학상이 제정되어 매년 수여되고 있다. 그가 만년에 거주한 저택인 미국 펜실베이니아주 필라델피아 제이슨 하우스는 딸 뮤리엘 제이슨이 계속 거주하였고, 남편 사별 후 혼자된 장녀 스테파니 제이슨이 함께 살았다. 두 딸이 죽자 서재필 저택 제이슨 하우스는 한인사회에 의해 기념물로 지정되어 보존되고 있다. 2004년, 서재필 기념관이 그의 저택 제이슨 하우스에 개관되었다.
2005년 3월 3일부터는 논산시에서 서재필 박사 추모제를 거행하였다. 이후 매년 3월 3일, 논산 연무읍에서는 서재필 추모제가 거행된다. 구자곡면 화석리 등에는 서재필의 부모 묘소와 형 서재춘 내외의 묘소가 소재해 있다. 본래 그의 가족들의 묘소는 육군훈련소 자리 근처에 소재해 있었으며 어머니 묘소는 연무대 자리에 있었는데, 후에 논산 제2훈련소가 들어오면서 구자곡면 화석리로 옮겨졌다 한다.
서재필의 생부 서광효가 살던 본가는 충청남도 논산군 구자곡면 금곡1리에 있었다. 방치된 서재필의 본가는 2006년 2월부터 논산시의 주도 하에 복원 사업이 계획 및 추진되었다.
2008년 5월 6일, 워싱턴 D.C. 소재 주미 한국대사관 총영사관 앞에 서재필의 동상이 제막되었다. 서재필 동상 초석 정면에는 '최초 한국계 미국인―한국 독립과 민주주의를 위해 헌신한 개척자'라고 씌어 있다. 전신 청동상은 이재길 전남대 미대 교수가 조각했다. 좌측 면에는 이은상 시인이 서 박사 생애를 압축한 한글 헌사를 담았고, 우측 면에는 서 박사 전기를 저술한 이정식 펜실베이니아 대학 교수의 영문 헌사가 있다. 2011년에는 서재필 언론문화상이 제정되었다.

## 사상과 신념

### 독립에 대한 좌절과 희망

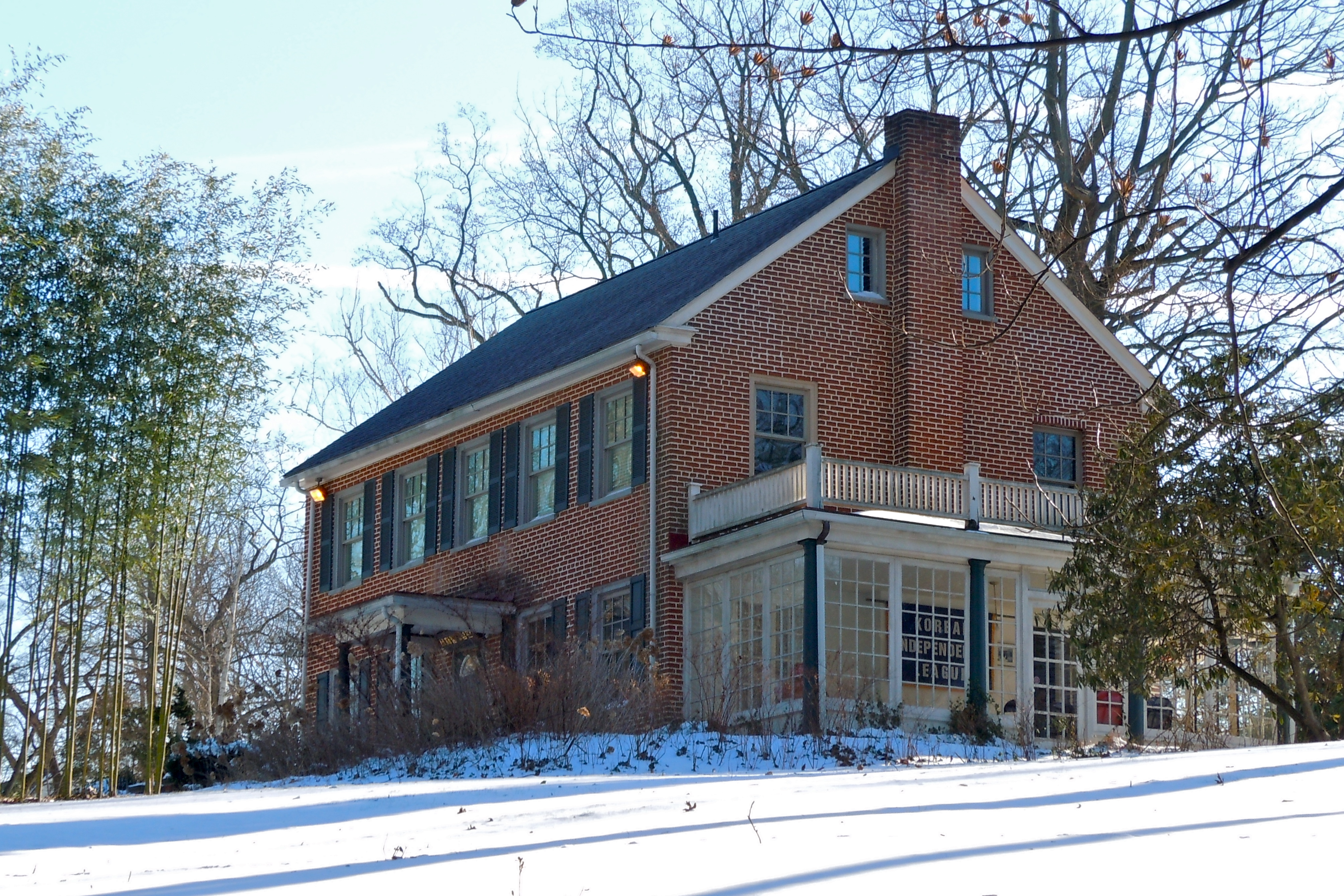
미국 펜실베이니아주 필라델피아에 있는 제이슨 하우스.

개화당에 몸을 담고 갑신정변을 일으킬 당시 서재필은 급진적이었다. 미국에서 돌아온 그는 밑으로부터의 개혁을 추진하여 언론과 교육을 중요시하였다. 또한 개혁을 추진함에 있어 그는 일본의 후원을 얻어 친일적인 성격을 띄기도 하였다. 1896년, 고국에 돌아와 처음 발표한 글에서 조선 사람들이 과학이나 예술의 어느 분야라도 배울 수 있는 능력을 가지고 있으며 사고방식이 매우 논리적이라 조선이 동양 강대국 중의 하나가 될 것이라 확신한다고 평하였는데, 10년간의 불운했던 미국 망명 후에도 조선의 민족성에 대한 자신감을 가지고 있었다.
1904년 4월, 한성 감옥에 수감 중이던 청년 이승만에게 보낸 편지에서 그는 러일전쟁을 치르고 있는 일본은 옳은 쪽에서 모든 개명된 나라들이 지지하고 옹호하여야 할 원칙을 위해서 전쟁을 하고 있으며, 하나님의 정의와 문명을 위해 싸우는 나라와 같이 하기를 진정으로 기도한다고 하며 일본의 의도를 선의로 해석하였다. 그러나 1918년 11월, 안창호에게 보낸 편지에서는 한국이 일본의 밥이 되었고, 그 모든 권리가 박멸되고 백성들이 승전국의 노예가 되어 구차한 명을 보전하였다고 적었으며, 자신이 이 원통한 사정을 알리고자 한다고 하였는데 그 사이에 일본의 침략주의에 대한 생각이 바뀌어 있음을 알 수 있다. 이후 그는 3.1운동에 적극 호응했으며 1919년 4월, 한인연합대회(제1차 한국의회)를 필라델피아에서 개최하는 것으로 시작하여 독립운동에 헌신하였다.

### 국민 의식 개조론
그는 갑신정변과 독립협회, 만민공동회의 실패 원인을 지지 세력의 부족과 민중의 호응이 미진했던 탓으로 보았다. 따라서 부당한 정부와 부패한 사회를 개혁하려면 합리적인 사고방식을 가진 국민들의 참여와 지지가 필수적이라고 보았다. 그는 인권은 하늘이 부여한 것이라는 점을 강조했다. 독립협회와 만민공동회를 통해 국민들에게 참정권과 민권 의식을 심어주고, 인권의 신성불가침을 말한 천부인권론과 장 자크 루소의 사회계약론 등을 소개했다. 모든 인간의 인권은 하늘이 부여한 것이며, 임금도 부모도 함부로 침해해서는 안 된다는 것을 주장하였다.
또한 배재학당과 기독교청년회관, 원산학사의 학생들에게 토론의 방법을 가르쳤다. 회의에서 누군가 의견을 개진하면, 그 의견에 대한 반론과 반박을 제기하는 법을 가르쳤다. 양자의 생각과 의견이 팽팽하게 맞서면 그 중 한발 물러서서 절충적인 방법을 찾도록 하기도 했다. 그리고 토론 중에 감정적인 발언이나 인신공격은 하지말 것을 강조하였다. 그는 시민이 합리적인 판단력을 갖춘 뒤에야 시민으로서 제 구실을 하여 참정권과 민주주의가 가능할 것이라고 전망했다.
독립신문을 통해 국민 계몽과 민권 의식의 고취를 목적으로 움직였다. 밖으로는 열강의 침략 행위를 규탄하고 이를 국민에게 자세히 알림으로써 새로운 각성을 갖게 하고, 안으로는 국가 독립을 유지하기 위해서 모든 국민 상하가 합심 협력하여, 충국 애국하되, 세계 대세와 신문명에 눈을 떠야만 된다고 외쳤다.
그는 상호간에 인권을 존중하고 정부 관리나 일반 국민이 각자의 직책을 다하되 뜬 이름보다는 실천을 존중하도록 요청했다. 온 국민이 총력을 기울여 국민 교육을 장려해야 한다고 말하고 여성도 남성과 동등한 인권을 가졌으므로, 여성에 대한 차별을 철폐할 것을 강력히 주장했다. 길을 닦고 수도 시설을 개선하는 동시에 의복, 음식, 거처를 깨끗이 하여 위생에 주의해야만 국민의 품위가 향상된다는 것을 강조하면서 온 국민이 뭉쳐서 국가 주권을 수호하도록 강력히 촉구했다.

### 자유주의
그는 개인의 자유와 권리는 하늘이 내려준 것이며, 아무도 상대방의 자유와 권리를 침해할 자격은 없다고 역설했다. 이는 1896년 귀국 직후부터 1898년 5월까지 각지의 강연과 연설을 통해 천부인권설을 주장하며 개인의 권리와 자유를 역설하였다. 1897년 7월 30일의 한 강연에서는 '인간의 자신의 권리와 자유를 지키기 위해서 임금이나 아버지를 죽일 수도 있다'는 발언을 하였다. 그의 발언은 사회적으로 충격을 주기도 했다. 윤치호는 그의 이 발언을 일면 수긍하면서도 너무 나갔다고 평하기도 했다.

### 노비 해방
1895년 12월, 서재필 귀국 이후 윤치호와 서재필은 노비를 해방시킬 방안을 계획하고 이를 공론화하기로 작정하고 1897년, 이를 독립협회와 만민공동회에 상정한다. 1897년 11월 1일에 개최한 독립협회 토론회에서 주제를 노비제로 선정하여 그 부당함에 대한 논의를 개진케 하였다. 이때 주제가 '동포 형제 간에 남녀를 팔고 사고 하는 것이 의리 상에 대단히 불가하다는 문제'였다. 이 토론회 에서는 일반 회중이 토론에 자유로이 참가하여 각자의 의견을 개진한 뒤 윤치호와 서재필이 각각 노비제에 대한 연설을 하였다. 여기서 윤치호는 노비 제도의 폐해와 비인간성을 구체적인 사례를 들면서 지적하였으며, 서재필의 경우는 미국에 있어서의 아프리카 흑인 노예의 참상을 이야기하였다. 이들의 연설을 마친 뒤 이날의 주제에 대한 청중의 의견을 물어 투표한 결과 '노비제가 의리상 불가하다.'는 주제에 만장일치로 찬성하였다. 주제에 찬성한 사람들은 자기가 실제로 소유한 노비를 해방시키도록 하자는 동의도 함께 가결시켜 토론회가 성황리에 끝나게 되었다. 당시 참관자에 의하면 토론이 매우 진지하였으며 토론회의 결과 100명 이상의 노비들이 자발적으로 해방되었다고 단언할 수 있다고 한다.

### 보편교육론
그는 민중에 대한 평등한 교육 및 기회의 부여로 말미암아 국민 전체의 교육 수준이 높아지고, 국가 경제도 부강해지며 여성들의 권리도 향상될 것이라고 판단했다. 그는 여자에게도 학문을 가르칠 것을 주장하였다. 그는 여성 교육에 힘쓸 경우 어머니의 지식과 학문이 높아지게 되므로 자연히 우리의 후세들이 총명한 사람이 된다고 역설하였다.
서재필은 국가와 개인의 행복을 위해 무엇이든지 배워야 함을 강조하였고, 그는 이러한 교육을 통해 국가의 산업을 일으키고 도덕과 사회 풍속을 개혁해 나갈 것을 구체적으로 지적하였다. 다만, 그는 배워서 힘쓸 것이 고답적인 이론이 아니라 사람을 널리 이롭게 하는 기술, 실용적인 학문이어야 한다고 하였다.

### 탈가족주의
서재필은 후사가 끊어진다는 동양적인 사고방식을 중요하게 생각지 않는 서구적 사고방식의 소유자였다. 문중에서는 서재필이 아들이 없어 후사가 끊어짐을 안타까이 생각하고 그의 마음을 돌리려고 노력하였으나 그것은 허사로 돌아가고 말았다. 서재필의 이와 같은 사상은 그가 형식에 구애받지 않는 지극히 단순한 사람임을 말해 주었다. 그는 이미 가족관념을 청산한 인물이었다.
서재필이 귀국하자 서씨 문중에서는 들끓기 시작하였다. 서재필은 이러한 소란을 몹시 싫어하였다. 서재필은 서울의 친척집에도 다니지 않고 공무가 끝나면 조선호텔에서 혼자 대부분의 시간을 보냈다. 친척들의 방문을 달가워하지 않았고 그 역시 친척들의 존재를 외면하였다. 서재필이 양자 입양을 거절하자, 그에게 종증손 중 한명인 서동규를 봉사손으로 입양하라는 문중의 권고가 있었지만, 서재필은 그 권고 조차도 물리쳤다.
문중에서 그가 아들이 없음을 한탄하여 양자를 세우려고 권고하였을 때, 서재필은 이 소식을 듣고 '쓸데없는 일들이오. 나에게는 사랑하는 딸이 둘이나 있소. 이제 새삼스럽게 양자를 세운다니 생각해보고 싶지도 않소이다.'하고 사양하였다. 종증손 중의 한 명인 서동성을 봉사손으로 들이라는 조카의 부탁도 거절하였다. 서재필은 또 '이런 생각은 모두 고루한 동양적 사고방식에서 나온 것이오. 이러한 구습을 타파하고 새로운 민주주의 사상을 길러가는 것이 우리나라가 빨리 독립할 수 있는 길이오.'라며 '부지런히 일이나 하고 착실하게 살기 위한 새로운 힘을 연구하시오.'라고 하였다. 그는 어설픈 온정주의와 가족주의가 사회를 폐쇄화시키는 지름길이라고 주장했다. 그는 죽고 못살듯이 가족을 찾더라도 큰 천재지변이나 전쟁이 터지면 자기 혼자 살려고 도망칠 사람들이 부지기수라고 지적했다. 그는 당시 충청남도 논산군 연무대 근처에 있다가 이장된 어머니 성주 이씨의 묘소의 위치를 알고 있었지만, 한번도 생모의 묘소에 참배하지 않았다. 종손 서명원에 의하면 이 일로 서재필의 조카들은 불만을 표시하기도 했다 한다.
서재필은 한국인의 가족 관념을 타파하지 않으면 안 된다고 생각하였다. 그러한 가족주의가 바로 끼리끼리 해먹는 패거리주의를 만드는 원인이며, 이방인을 배척하는 근간이라 생각하고 끔찍히 여겼다. 서재필은 지나친 형식 위주의 완고한 족벌의식은 조국의 민주화에 적지 않은 방해가 될 뿐이라고 했다. 송건호는 서재필이 형식과 금전과 동양적인 가족 관념을 청산한 크나큰 인물이었다 라고 칭송했다. 이를 두고 사람들은 서재필은 탈조선화된 인간이라 하였다. 서재필은 가족주의와 혈연에 대한 집착이 사회를 폐쇄적, 배타적으로 만드는 요인이 된다고 봤다.
그는 두 딸을 아꼈지만 두 딸에게 공짜로 선물을 주지 않고, 두 딸이 구두를 닦거나 집안일을 하게 한 뒤에 그 대가로 용돈을 주었다. 서재필의 이러한 풍모를 두고 그의 둘째딸인 뮤리엘이 후에 지적하여 말하기를 '파파는 심플맨이에요.'라고 하였다. 또, 서재필은 윤치호가 1920년대부터 추진한 족보 폐지 운동, 제사 폐지 운동을 적극적으로 지지하며 독려하였다.

### 유교 및 동도서기론에 대한 관점
서재필은 유교 사상에 대해 환멸감을 드러냈다. 그는 동도서기론조차도 부정적으로 판단하였다. 서재필은 '동도서기론'이 아니라, 서양의 생명과학의 문명을 인문, 문화 과학에 직접 수용하려 했던 것이다. 서재필은 동양의 가치관과 도덕을 버리거나 포기하거나 재실험하였다. 그는 동도서기론의 전통과 보수성, 그리고 유교적 인간관계에 대해 냉소적이었다.
서재필은 『독립신문』에서 '조선에 아들과 딸, 친구들이 환자의 병구완할 생각들을 아니하고, 남의 일 보듯이 보고들 있어서, 조선 인민이 인정있고, 의리있고, 경계가 없다고 할 수 없음'을 지적하였다. 그는 겉으로는 화기애애한 분위기이지만 중병에 걸리거나 아쉬운 처지에 놓이면 수시로 표변하는 인심을 지적했다.
서재필은 병이 없어지면, 나라가 태평하고 군민이 안락하게 된다고 보았다. 실학파, 개화파는 정신과학(道)에서 경제 사상을 도출하였지만, 서재필은 자연과학에서 병을 직접 치유할 과학 기술과 학문을 도출한 것이다. 또한 그는 유교 사상이 말하는 계급적 인간관계가 인간의 평등권과 존엄성을 침해하고 나이나 지위로 다른 사람을 깔아뭉개는 권위주의와 폐쇄성 등 악습의 근간이 되었다고 역설했다.

### 기술, 노동 장려론
서재필은 농·공·상을 천시하는 고루한 전근대적 사고와 전통을 비판했다. 글공부와 고답적인 철학 이론만을 숭상하고 노동하는 것을 수치스럽게 여긴다며, 물자와 노동이 뒷받침되지 않는다면 글공부와 고상한 이론이 있을 수가 있겠느냐며 반문하였다. 서재필은 땀흘려 노동하는 것은 창피스러운 일이 아니며, 노동을 천시하고 창피하게 여기는 인간이야말로 천박한 영혼을 가진 인간이라고 하였다.
그는 기술 도입과 신기술 개발 역시 국력을 부강하게 하는 지름길임을 역설하였다. 농사의 후진성이 농사 짓는 법과 종자 개량에 소홀한 때문 임을 지적 하면서 농사에 관해 학문적으로 연구하고 선진 기술 등을 배워 소득을 높일 것을 주장하였다. 특수 작물이나 과실수 기르는 법, 묵혀 둔 농토와 산지를 개발하여 이용하는 법, 고기 잡는 기술과 해양 자원 개발, 그리고 제조업에 필요한 지식과 기술등 을 익혀 실행할 때 경제적으로 부강한 나라가 될 수 있음을 역설하였다. 농사 외에도 그는 자원의 개발과 제조업 등의 기술 역시 중요함을 지적했다.
그는 실생활에 도움이 되는 학문 정립에 관심을 가졌다. 농사의 후진성이 농사 짓는 법과 종자 개량에 소홀하기 때문임을 지적하면서 농사에 관해 학문으로 연구하고, 선진 기술을 배워 소득을 높일 것을 권장하였다. 서재필은 제조업에 필요한 지식과 기술 등을 익혀 실행할 때 경제적으로 부강한 나라가 됨을 강조 하였다. 그는 노동은 수치스러운 것이 아니라며, 국가가 부강해지려면 제조업 기술과 지식 등을 힘써 익혀야 함을 역설하였다. 그는 아무리 좋은 이론이라고 해도 현실에 아무런 도움이 되지 못하는 이론, 학문은 좋은 이론, 좋은 학문이 아니라고 지적하였다.

### 민중 계몽 운동
서재필은 자유주의와 민주주의를 바탕 삼아 민중을 지도,'자주독립의 완전한 국가'를 만든다는 뜻으로 독립협회를 1896년 7월 2일 창립했다. 독립협회는 초기에는 개혁 인사와 고급 관료들의 사교모임 수준이었으나, 점차 개혁을 추구하는 관료와 지식인층이 모이는 사회단체로 변화했다. 협회가 만민공동회 개최를 시작으로 민권을 지키기 위한 사회운동을 벌이자, 보수세력은 이상재, 남궁억 등 독립협회 요인 17명을 체포했다.
그는 개혁 이전에 민중들의 의식 수준이 개화되고 합리적으로 변해야 된다고 판단하였다. 그는 배재학당과 협성회를 통해 토론을 보급하려 했다. 토론은 성공적이었고 서재필은 1년간 자신의 강연을 수강한 학생들 가운데 우등 1명, 이등 1명, 삼등 2명의 학생을 뽑아 각각 5원, 3원, 2원씩의 상금을 수여하였다. 그는 토론하는 문화가 백성들 사이에 정착되기를 바랬고, 자신의 토론회에 참석하는 젊은이들을 통해 토론문화가 확산되기를 기대하였다. 또한 그는 유길준의 민중계몽 주장에 적극 공감하였다.
한편 일본 외상은 일본제국 의회에서의 연설을 통해 조선이 '언제든지 타국에 의지하여 지내온 버릇이 있어 국가 간의 평화를 얻는 데 있어서도 타국에만 의지하고 외교를 하는 데도 일관성이 없다'는 식으로 당시 조선 왕조의 주체성 결여와 무능력을 비웃었다. 이에 서재필은 감정적인 대응보다는 그 뜻을 해석하는 것이 우선이라며 감정적인 대응을 비판했다.
그는 청년들에게 각지를 여행하고 외국 여행도 다녀올 것을 권고했다. 보다 많은 곳을 돌아다니고, 넓은 세계를 돌아다니면서 여러 사람을 만나봐야 사람의 시야와 눈이 트이게 된다는 것이 그의 견해였다. 이에 따라 이승만과 김규식에게 해외 유학을 권고하고 그들의 학비와 경비를 대주기도 했다.
한편 독립협회를 통해 의회 설립 및 입헌군주제로 개혁을 추진하였다. 그러나 정부를 전복하려는 반역자로 취급당하자 그는 상당히 실망하게 된다. 그러나 갑신정변과 독립협회의 실패 이후 그는 민중에 대해 냉소적으로 보게 된다. 그는 사고방식의 개선과 합리성 없이는 개혁도, 독립도 달성할 수 없다고 규정했다.

### 민중 경멸론
그는 개혁이 실패한 것은 무조건 변화를 거부, 적대시하는 민중들 때문이었다고 지적했다. 그에 의하면 '갑신정변이 실패한 원인은 일본을 너무 믿은 것 등 여러 가지가 있겠으나, 무엇보다도 까닭도 모르고 반대하는 일반 민중의 무지몰각 때문이었다. 양의 동서를 막론하고 민중의 조직이 없고, 잘 훈련된 후원이 없이 다만 몇몇 사람의 선각자만으로 성취된 개혁은 없을 것이다. 그리스도는 한 로마 사람에게 처형되었으나 로마 사람이 그를 미워한 것이 아니고 그를 미워하기는 유대 사람이었다. 즉, 그의 동포가 그를 알지 못한 탓이다.'라고 하였다.
그는 갑오경장이나 을미개혁 이후로도 서양의 것, 외부의 것을 두려워하고 배타적으로 행동하는 민중들을 경멸했다. 서재필은 독립신문 사설을 통해 '우리나라에서 벼슬하고 백성된 이들은 눈을 뜨고도 눈먼 판수(盲人)요, 귀가 있고도 귀먹은 사람들'이라고 개탄하면서 갑오경장 이후의 조선의 모습이 '외면은 개화, 내면은 미몽'이라고 비판을 가하기도 했다.

### 국민성에 대한 지적
서재필은 한 때 '세계에서 제일 불쌍하고 더러운 백성은 조선 백성'이라 했다. 그리고 한국인은 속임수와 협잡, 뒤통수에 능하다는 것이 그의 지론이었다. 그는 늘 '대한 사람은 외국에 가서도 협잡을 하려 하고 남을 속이려 든다'고 지적하였다. 또 '한국의 독립이 일본의 힘으로만 될 것이며 따라서 한국인은 이와 같은 일본의 덕택을 인정하여 일본에 감사 해야 한다'고 주장하기도 했다. 그리고 그는 허례허식으로 가득찬 유교 사상 대신 미국을 개척한 청교도의 합리성과 시민윤리를 보급해야 함을 설파했다.
한편 서재필과 윤치호의 한국인의 국민성 경멸에 대해 1990년대 초, 미국의 휘튼 대학 동양사 담당 교수인 비판 찬드라(Vipan Cchandra)는 한국에 대한 애정이 경멸로 변한 것으로 봤다. 그는 다음과 같이 말하고 있다.
| “ | 필자는 서재필, 윤치호 양 씨의 몇가지 극단적인 친일적 진술과 한국을 경멸하는 발언이 그들의 사상을 대표한다고 말할 수 없다고 생각한다. 이런 발언은 어떤 순간적인 좌절감이나 안타까움으로 인한 감정의 폭발이라고 여기는 것이 마땅하다고 생각한다. 나라의 힘이 압도적으로 약할 때 사람들은 가끔 이런 태도를 나타내게 마련이다. 이들의 친미 내지는 친양적 자세는 제도적인 문제이다. 그들은 유교 사상을 극력 반대하면서 적극적으로 서양 문화를 도입하고 싶어했던 사람들이었다. 그들은 개신교 신자이기 때문에 그런 경향이 더욱 강했다. 전체적으로 볼 때 필자는 그들의 애국심, 즉 민족주의적인 정신은 남에게 뒤떨어지지 않았다고 생각한다. | ” |

### 지방 자치제도 실천론
서재필은 '백성이 뽑은 사람이 천거받은 사람보다 열번에 아홉번은 나으리라'며 공직자를 백성들이 선거로 선출할 것을 주장했다. 1896년 4월 독립신문 창간 직후부터 그는 국민들 스스로가 생각해야 하고, 스스로 비판하는 안목을 길러야 한다고 강조했다. 그리고 감사나 군수 등의 지방관을 백성들이 직접 선거하는 것이 임금이나 조정에서 임명하는 사람보다 더 나은 사람을 앉힐 수 있다고 강조했다. 선거로 뽑은 지방관은 임금이나 정부에서 임명한 지방관과는 달리 자기 소신껏 백성을 위해서 봉사할 수 있다는 것이 서재필의 주장이었다.
정치학이라 하는 학문은 문명개화한 나라에서들 여러 천년을 두고 여러 만명이 자기 평생에 주야로 생각하고 공부하여 만든 학문인데, 정부의 관원이 되어가지고 이 학문을 배우지 아니하여서는 못쓸지라.

외국에서는 관찰사와 원 같은 정부 관원을 백성을 시켜 뽑게 하니 설령 그 관원이 잘못하더라도 백성이 임금을 원망 아니하고 자기가 자기를 꾸짖고 그런 사람은 다시 투표하여 미관말직도 시키지 아니하니, 벌을 정부에서 주기 전에 백성이 그 사람을 망신을 시키니 그 관원이 정부에서 벌주는 것보다 더 두렵게 여길 터이요, 또 청하여 빠질 도리도 없을 터이라. 내각 대신과 협판은 임금이 친히 뽑으시는 것이 마땅하고 외임은 그 도와 그 고을 백성으로 시켜 인망 있는 사람을 투표하여 그중에 표 많이 받은 이를 뽑아 관찰사와 군수들을 시 키면 백성이 정부를 원망함이 없을 것이요, 또 그렇게 뽑은 사람들이 서울에서 하나나 두 사람의 천거로 시킨 사람보다 일을 낫게 할 터이요, 그 사람이 그 도나 그 군에 사는 사람이니 그곳 일을 서울에서 가는 사람보다 자세히 알 터이요, 그곳 백성 때문에 원이나 관찰사를 하였으니 그 사람이 그 백성을 위할 생각이 더 있으리라.

정부에 계신 이들이 관찰사와 군수들을 자기들이 천거 말고 각 지방 인민으로 하여금 그 지방에서 뽑게 하면 국민 간에 유익한 일이 있다는 것을 불과 1 ~2년 동안이면 가히 알리라.

정부에서 좋지 않은 일을 하든지 좋은 일을 아니하는 것은 백성의 사정을 모르는 연고요, 백성이 정부를 의심하고 명령을 쫓지 아니하는 것은 정부를 모르는 연고라. 군민간에 서로 알게 하는 직무는 관찰사와 원에게 달렸으되 근일 관찰사와 원들이 자기 직무들을 잘못하는 연고로 경향간에 통정이 못되어 의심이 서로 나고 의심이 난 즉 사랑하는 마음 이 없어지는지라.

관찰사와 원이 자기 몸 생각하기를 임금이 백성에게 보내신 사신으로 생각지 아니하고 자기 몸을 백성보다 높은 줄로 생각하며 백성 대접하기를 무리하게 하고 정부 명령을 자세히 전하지 못하는 고로 백성이 정부도 모르고 정부에서 보낸 사람을 미워하니 어찌 군민간에  교제가 잘 되리오.

이런 자리 뽑기가 대단히 어려운 즉 정부에서 사람을 골라 보내지 말고 백성더러 자기 관찰사와 원을 투표법으로 골라 정부에 보하면 정부에서 그 사람을 시켜 보내 그 사람이 일을 잘하든지 못하든지 정부에 책망이 없을 터이요 또 이렇게 뽑은 사람이 대신이나 협판이 천거하는 사람보다 열 번에 아홉 번은 나으리라.

### 공산주의, 사회주의에 대한 비판
해방 후의 서재필의 사상의 핵심은 한국이 통일 독립되고 번영하려면 자유민주주의를 착실하게 운영해야 한다는데 있었다. 그 때 온 겨레가 열망하던 민족통일의 비결도 자유 민주주의의 실현에 있다고 그는 외쳤다. 따라서 그는 일본 제국주의는 물론이고 히틀러의 나치, 무솔리니의 파시즘, 스탈린의 일국사회주의 등은 봉건제도 만큼이나 인간의 자유와 인권을 말살시키는 악마의 사상으로 규정하였다.
서재필은 공산주의나 사회주의를 혐오하였다. 그는 공산주의나 사회주의를 히틀러의 나치와 같은 유해한 집단이라고 반복해서 언급, 지적하였다. 공산주의나 사회주의와 같은 당 독재체제 아래서 인간은 자유로울 수 없으며 독립된 인격을 가질 수 없는 만큼 국민의 힘이 모아지지 않음에 반해, 자유민주주의 아래서는 인간이 인간답게 살게 됨으로써 국민의 힘이 저절로 모아져 통일의 원동력으로 작용하게 된다는 뜻이었다. 공산주의와 파시즘은 인간의 영혼을 갉아먹는 사상이라며 반대 의사를 여러번 반복하였다.

### 강력한 치안사회 주장과 징병론
서재필은 인간은 본질적으로 사악한 존재라고 결론내린다. 서재필은 인간에게는 각자 나름대로의 욕망이 있고, 금전, 수단과 방법의 유무의 차이가 있을 뿐이라고 봤다. 따라서 인간의 욕망은 통제, 제재되어 마땅하다고 보았다.
구한말의 박영효, 유길준, 윤치호, 서재필의 정치적 입장과 세계관이 각자 달랐지만 일본식의 강력한 경찰제도를 도입해야 한다는 점과 모든 ‘역적’(동학·의병)들을 모두 소탕해야 한다는 점에서 의견의 일치를 봤다. 이러한 이들의 강력한 경찰권 주장은 당시 사회에서 유일하게 반발없이 제대로 채택되었다. 당시 대한제국 경무부 대신(경찰청 총장) 서리 이근택(1865~1919)이 서너명 이상이 모여서 속닥거리면 엄벌하겠다는 계엄령을 내린 것은 식민화 훨씬 이전인 1901년 6월 22일의 일이다.
한편 1895년~96년 조선에 체류할 무렵 서재필은 징병제의 도입을 주장하였다. 서재필이 징병제를 주장한 것은 양반의 자제라는 이유로 빠지는 조선의 농병제도는 부당한 차별대우라 판단하고, 누구나 공정하게 병역의 의무를 짊어져야 된다는 것이었다. 조선인들이 징병제 군대에 끌려간 1940년대보다 훨씬 이른 1890~1900년대에 서재필이나 유길준은 “징병제가 곧 국민을 만든다”는 주장을 내놓았다. 그는 권리의 소중함을 모르는 자들에게 억지로 권한을 부여할 필요는 없다고 봤다. 또한 그는 의무를 다하지 않는 인간은 한 사람의 인격체로서 대접 받을 권리가 없다고 봤다.

### 정부 맹신에 대한 비판

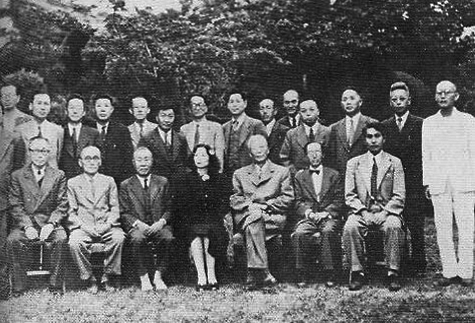
1947년 귀국 직후 사진
(앞줄 왼쪽 두 번째는 춘원 이광수, 세 번째는 딸 뮤리엘, 가운데는 서재필, 뒷줄 가운데는 주요한(뮤리엘 뒷편에 선 남자)

서재필은 한국이 봉건 왕조체제였던 1894년 무렵부터 강연과 글을 통해 인간의 평등, 자유의 필요성, 신분 차별 철폐, 국민의 참정권을 요구하였다. 갑신정변으로 그는 민중들을 대상으로 한 개혁 설득을 일시적으로 중단하였으나, 1895년 12월 귀국하면서 다시 평등, 자유, 차별철폐, 참정권 요구를 강연과 글을 통해 발표하였다. 그러나 1946년 10월의 과도입법위원회 의원 선거와, 각 지역민의 시도지사 선거 때에도 국민들은 선거를 자신을 다스려 줄 지도자를 선출하는 것으로 생각했다. 서재필은 선거를 통해서 지도자를 선출하는 것은 자신을 다스릴 지도자를 뽑는 것이 아니라고 설득하였으나 받아들여지지 않았다. 도리어 그가 이상한 사람인 것처럼 인식되기도 했다.
정부를 맹신하고 관리들을 지나치게 어려워하는 것 역시 잘못이라고 생각했다. 1948년 9월 11일 다시 출국하면서 서재필은 '인민들은 정부에 맹종만 하지 말것이며 정부는 인민의 종복이고 인민이 곧 주인이라는 사실을 망각해서는 안 된다.'고 거듭 당부하였다.
그가 가장 싫어했던 것은 관존민비(官尊民卑) 사상과 고루한 봉건적 유습이었으며, 스스로 개척하려는 의지가 없는 것과 게으름과 의뢰심이었다.

### 합리주의적 사고관
그는 일한 만큼 대가를 받아야 한다고 판단했다. 동시에 그는 온정주의를 심히 불쾌하게 여겼다. 그는 '길을 스스로 개척해나가야 된다'고 생각하였다. 또한 자신의 가족이 타인에게 피해를 입혔을 때는 반드시 스스로 잘못을 시인하도록 요구했다. 그는 독립운동 참여로 생계에 곤란을 겪으면서도 "두 딸을 위해서라도 나는 열심히 일하지 않으면 안 된다. 그들에게 피해를 입혀서는 안 된다."며 스스로 생업 전선에 열심히 뛰어들었다. 독립운동에 종사하며 자금은 주변의 애국 지사들이나 뜻있는 시민, 익명의 독지가들에게 기대도 된다는 다른 독립운동가들의 발언에 그는 심한 불쾌감을 드러내기도 했다.
이는 자녀 교육에도 적용되었다. 그는 둘째 딸 뮤리엘이 학급에서 1등을 할 때에는 그 때마다 1달러의 특별 상금을 주곤 하였다.

- 서재필 : 뮤리엘. 더욱 열심히 공부해야 해요. 내 귀여운 뮤리엘!
- 뮤리엘 : 네, 파파! 더욱 열심히 공부하겠어요. 1달러의 상금을 또 타기 위해서라도 말이에요.

서재필은 두 딸을 지극히 사랑하였으며, 딸들도 아버지 서재필을 하늘과 같이 생각하고 있었다. 뮤리엘은 그때 받은 1달러들을 오래도록 추억하였다. 그 때 받은 1달러는 영원히 잊을 수 없는 추억이 된다고 후일 술회하였다. 한편 딸들이 잘못을 하였을 때는 사소한 잘못이라고 해도 눈감아주거나 넘어가지 않고 잘못을 스스로 인정하고 사과, 반성할 것을 요구했다. 가정에서의 서재필은 평소 자애스러운 아버지이면서도 반면에 엄격한 가장이기도 했다. 자녀들의 일도 스스로 하게끔 유도했고, 어려서부터 두 딸들이 집안 일을 하거나 어머니를 도우면 상으로 1센트에서 1달러씩 용돈을 주기도 했다. 그는 1947년 귀국해서도 민생을 시찰하면서 조선인들에게 부모들이 자녀들의 빨래와 일을 대신 해주는 것을 보고 자녀들의 빨래와 살림살이는 자녀들에게 시키는게 당연하지 않느냐며 나무라기도 했다.
그는 늘 '오직 충실과 근면만이 인생의 올바른 생활태도'라고 항상 이야기했다. 사람을 상대할 때도 편견이나 차별대우를 하지 않고 똑같이 객관적으로 대하였다. 한편 그는 민족주의에는 비판적인 입장을 취했다. 맹목적인 민족주의는 인간을 비이성적이고 불의(不義)하게 만든다는 게 그 이유였다. 민족과 정의, 애국이라는 이름으로 인간의 권리나 자유를 침해하는 것에는 반대하였다.

### 독립운동에 대한 관점
그는 독립운동을 한다는 명분으로 다른 사람의 재산을 함부로 약탈하거나, 다른 사람을 사살하는 인사들에 대한 노골적인 경멸과 혐오를 감추지 않았다. 1928년 박용만이 의열단원 박인식과 이해명 등에게 암살당하자 자신과 생각이 다르다는 이유로 동료에게 누명을 씌워서 살인을 한다며 의열단을 성토하기도 했다.
서재필은 독립운동이니 무슨 사업이니 한다면서 자기는 자기 힘으로 아무것도 생활의 길에 힘쓰지 않고, 순전히 남의 재산, 남이 벌어놓은 것을 빼앗아 먹고 지내는 것을 보고 심한 구토를 느꼈던 것이다. 아무리 국가나 민족을 위한다고 떠들고 있으나, 실은 비양심적에 지나지 않는다고 그는 생각했던 것이다. 그리하여 서재필은 독립운동에 헌신하면서 그 경비 조달을 위해서 자신의 집까지도 저당잡혔던 것이다. 그러나 소모만 되는 독립운동 비용을 전혀 보충할 길이 없었다. 그의 집은 3.1운동 이후 사업이 파산하면서 가난에 허덕여야 했고, 생계는 그가 의사로 활동하거나 취직하거나 아내 뮤리엘이 회사에 다니면서 조달했다.
서재필은 애국 운동, 민족 운동을 한다 하면서 동포들의 성금에만 의존하는 것은 애국심을 가장한 민폐라고 규탄하였다. 애국과 민족 운동은 순수한 봉사여야 한다는 신념에 따라 그는 자신이 직접 일하여 생활비와 활동비를 조달했고, 자신의 재산도 대부분 독립 운동 자금으로 사용하였다. 서재필이 안창호를 만난 1925년은 그가 60대의 노인이었을 때였다. 안창호가 서재필을 남달리 존경하게 된 것은 3.1 운동 당시 갸륵한 봉사자로서 그의 재산과 몸을 다 바쳐 패가망신하다시피 한 헌신자였기 때문이었다.
서재필은 안창호와 같이 독립된 문명국가를 건설하되 서두르지 말고 국민을 계몽시켜 가며 민주주의 방식으로 하자는 입장이었다. 또한 안창호는 서재필을 끝까지 스승으로 섬겼다. 서재필은 늘 조선인들이 요령과 술수, 협잡에 능하면서도 자신들은 피해자라는 의식을 갖고 있다며, 현실을 직시하고 받아들이는 능력을 기르기 전까지는 독립은 어려울 것이라고 전망하였다.

### 위임통치론, 자치론에 대한 관점
1928년, 박용만이 베이징에서 이해명 등 의열단원에게 암살당했다. 이에 분개한 서재필과 이승만은 삼일신보에 박용만 암살을 규탄하는 장편의 글을 기고했다. 중외일보 기자 이우섭(李于燮)이 그를 만나서 국내에서 자치운동을 하는 것이 어떠합니까 하자 서재필은 '나는 오래 해외에 있어서 국내 사정을 모르니 그것이라도 하여야 되겠다면 반대하지는 않겠다'라고 하였다. 국내에서 자치운동이라도 해보겠다고 하자 서재필은 반대하지 않겠다고 하였다.
서재필은 그것이라도 할 수 있으면 해보라며, 그것이 독립을 위한 첫 번째 단계라면 반대할 이유가 없다고 하였다. 김구는 이승만에게 편지를 보내 박용만 암살은 암살이 아니라 처형인데 오해가 있었다고 해명하는 동시에 자치운동이라도 해보라는 발언이 사실이냐고 추궁하였다.
이승만의 UN 위임통치론이 나왔을 때 그는 이승만을 비판하지는 않았다. 이승만이 위임통치 발언을 했다는 의혹이 나오자, 서재필은 이승만의 위임통치 청원에 대하여 별로 나쁘다고 생각하지 않았다. 현실적으로 당시 한국은 독립할만한 힘이 없다고 그는 생각했으므로 그러한 방편도 일리가 있다고 생각하였다. 서재필은 어떠한 형태로든 일본의 압력에서 벗어나는 것만이 자유를 되찾는 길이라고 봤다.

### 김옥균 애국자론
서재필은 김옥균을 위대한 애국자라고 칭송하였다. 한편 1894년 3월 김옥균이 암살당한 뒤, 그해 5월 조선조정에서 그의 시신을 능지처사한 것을 보고 충격받았다.
그는 김옥균을 '대인격자였고 진정한 애국자였다.'라고 표현하였다. 그는 '회고갑신정변'에서 당시까지도 역적으로 인식되던 김옥균이 역적이 아니라 진정한 애국자요 혁명가였다고 하였다. 그에 의하면 '비록 때를 잘못타고나 불행히도 현대식 교육을 받지는 못했으나 시대의 추이를 통찰하려 노력했고 조선도 힘 있는 근대국가로 만들고자 노력했다.'는 것이다.
서재필이 김옥균을 대 애국자라고 칭송한 이유로 그가 안동김씨라는 당대의 명문 세도가문의 자제로 편안히 고위 관직을 역임할 수 있었는데도, 자신에게 주어진 영예를 포기하고 혁명가의 길로 나아갔다는 것이다. 서재필은 '회고갑신정변'에서 김옥균의 당시 심경을 이같이 대변했다. '김옥균은 서구가 몇 세기에 걸쳐 이룬 문명을 일본이 불과 한 세대에 달성한 사실을 알고는 일본을 모델로 하여 조선을 개혁시키고자 백방으로 노력했다.'는 것이다.
이어 그는 한때 조선이 열강에 휘둘리지 않는 영세중립국이 되기를 희망했는데, 이는 김옥균의 영향이라 밝혔다. '김옥균은 늘 우리에게 말하기를, "일본이 동방의 영국 노릇을 하려 하니 우리는 조선을 아세아의 불란서로 만들어야 한다."고 했다. 이것이 그의 원대한 꿈이었고 유일한 야심이었다. 우리는 그의 말을 믿고 우리의 책임을 완수하겠다는 다짐을 했다.'는 것이다.

### 이완용에 대한 경멸
서재필은 평생 이완용을 경멸하였다. 서재필은 한때 이완용을 애국자라고 생각하였으나 그가 친러파와 친일파로 변신하자 그를 혐오하였다. 그는 한 때 독립협회장을 지내고 만민공동회를 이끌었던 인물이다. 서재필이 발행한 '독립신문' 1897년 11월 11일자 논설은 “이완용이 죽음을 두려워하지 않고 나라를 위해 외국에 이권을 넘겨주는 것에 반대했다”면서 그를 “대한의 몇 째 아니 가는 재상”으로 극찬하고 있다. 그러나 그가 친러파가 되어 독립협회를 공격하고, 나중에는 한일 합방에도 참여하자 그에 대한 증오와 경멸을 한층 강화하였다.

## 평가

### 긍정적 평가
미국 교민사회에서 서재필은 미국 주류 사회에 최초로 성공적인 진입을 이룩한 인물로 기려지고 있다. 미주지역에서 한국의 통일운동을 전개해 온 임창영, 현봉학 등이 가졌던 서재필에 대한 존경심은 특별한 것이었다. 그들은 서재필을 이승만과 대비되는 자유민주주의와 통일운동의 선구자로 간주하였다.
조병옥은 그가 우리 한민족의 한 사람으로서 제일 먼저 미국식 민주주의와 독립정신을 배우고 나가서는 그 현실에서 생활할 수 있었던 최초의 선각자라고 평가하였다.
서재필은 개화사상가, 혁명가, 독립운동가, 군인, 의사, 정치가 등 실로 다양한 직업을 가진 인물로 평가되고 있다. 생계를 돌보지 못하면서까지 한인 독립운동에 투신한 것을 높이 평가하기도 한다.
- 송건호는 "그는 이 땅에서 다시 견줄 바 없는 개혁, 구국, 자유, 독립의 애국투사였으며 조국의 장래와 동포의 안녕과 행복을 위해 헌신적인 봉사를 아끼지 않은 사랑의 봉사자였다.[203]"라고 하였다.
- 백학순 세종연구소 수석연구위원은 '초당파적 정치가'를 염원하는 중도파에 의해 1년2개월 동안 귀국했던 서재필(徐載弼)은 조국의 통일 민주국가 수립을 위한 최후의 봉사를 한 셈이었다고 평가하였다.[208]
- 대한제국 정부에서 추방당하면서 2만 4,400원이라는 거액의 위약금을 요구한 것에 대해 서울대학교 교수 신용하는 "이 부채(서재필이 받아간 2만 4400원을 가리킴)는 3.1 운동 직후, 서재필이 독립운동을 위하여 사재를 모두 팔아서 7만 6,000 달러를 모두 독립운동에 투입함으로써 충분히 청산하였다.[114]"며 "이때 그는 병원 외에도 60~70명의 종업원을 둔 문방구점과 분점들을 가지고 있었으나 부인의 반대를 무릅쓰고 이들을 모두 독립운동에 바치고 파산하였다. 여기서 그의 헌신적 애국심과 그의 인품을 볼 수 있다. 이 사실을 고려하면 이때 그가 가져간 2만 4,400원은 비난할 만한 것이 되지 못한다[114]"고 평하였다.
- 사학자 최태영은 "일부에서는 서재필선생이 미국 국적을 가졌고 이름도 미국식으로 바꿨다고 비판하지만 그분은 모든 것을 근대화와 독립운동의 방편으로 생각했지 다른 생각이 없었습니다. 그분의 진심을 알아야 할 것입니다.[204]"며 그를 옹호하기도 했다.
- 대전대 총장을 역임한 이광린(李光鑛)과 언론인 송건호(宋建鎖)는 서재필을 '한국의 볼테르'라고 평하였다.[209] 그리고 (학자들 중에도) 서재필을 프랑스의 대표적 계몽사상가인 볼테르와 견주어 '한국의 볼테르'라 부르는 학자도 있다.[210]

### 부정적 평가
- 대한민국의 대통령 권한대행 겸 국무총리를 지낸 허정에 의하면 "그에게서도 역시 강렬한 양반의식(양반으로서의 우월의식)을 느낄수 있었다." 고 평가했다.[211] 허정에 의하면 그의 사고 방식이나 생활 태도는 이미 상당히 미국화되어 있었다고 평가했다.[212] 또한 허정은 그가 차갑고 냉소적인 인물이라는 평을 남기기도 했다.[105]
- 상명대학교 사학과 교수 주진오는 "그는 독립신문 설립 과정에서 단 한 푼의 자본을 댄 바가 없었음에도 신문사를 자기 명의로 등록했으며 1898년 미국으로 돌아가면서 소유권을 일본에 양도하려 했었고 그것이 실패로 돌아가자 그 운영만 윤치호에게 넘긴 채, 자신은 하는 일 없이 편집인의 명목으로 많은 연봉을 받기로 계약을 맺었다.[213]"고 비판하였다.
- 또한 그가 한국국적을 버리고 미국 국적을 취득한 것 역시 부정적인 평가가 되고 있다. 상명대학교 사학과 교수 주진오는 '서재필은 귀국후 철저하게 미국인 제이슨으로 행세하였다. 또한 미국인이기 때문에 조선 정부의 정식 관리가 아닌, 고문관이 되어 최고의 봉급을 받을 수 있었다. 당시 그는 자기 이름을 한글로 표기하는 경우에도 제손박사 또는 피제선이라고 하였다. 이는 그가 죽을 때까지 마찬가지였다. 이번에(1994년 유골 송환 직전 TV에서 방송된, 미국 메디아에 있던 그의 유골항아리) 텔레비전을 유심히 본 독자들은 알겠지만 그의 묘비명에도 역시 필립 제이슨으로 적혀 있다.[105]'고 비판했다. 이어 '1898년 4월 남은 7년 10개월분 봉급에다가 두달치 봉급에 해당하는 여비까지 보태어 받아냈다. 이 때 <독립신문> 창간 비용은 공제되었다. 빈약한 재정에 시달리고 있는 조국에 그렇게 막대한 돈을 강요하였던 것이다'고 하였다.[105]
- 또, 주진오는 "'독립신문' 등을 통해 그는 동학혁명이나 의병 운동을 철처하게 비난하고 있으며 열강의 이권 침탈과 시장 개방 요구를 '문명화'로 합리화하거나 옹호했고 심지어 독립신문사에서 각종 서양 물품을 판매하기도 했다.[214]"고 비판하였다. '그가 미국 땅에 묻혀 있는 것은 그 스스로가 선택한 일이다. 그에게는 여러 차례 한국 국적을 회복하고 여생을 고국에서 보낼 기회가 있었다. 그러나 그는 번번이 거부하였고, 자기가 선택한 미국 시민으로 살다가 죽었다.[105]'고 지적하기도 했다.
- 방선주 박사(한림대 교수)도 ‘서재필은 과거를 회상할 때 무책임할 정도로 시일을 혼동하였고, 냉엄한 이국 사회에서의 처신 상 그때그때 적당히 호도하는 습성이 있었다’고 하였다.[105]
- 친일파의 거두 이완용, 박영효 등과 친분관계가 있었던 점이 부정적으로 평가되기도 한다. 역사 재해석이 유행이 된 최근에 와서는 서재필이 친일파 이완용과 친밀해 독립문 현판을 이완용이 썼을 정도였다는 점과 독립신문의 시국관, 친미적 시각 등 부정적인 평가문제들도 역사학계에서 제기되고 있다.[10] '미국인으로서 <독립신문>을 통해 미국의 이미지를 절대적으로 미화하였다.[105]'는 비판도 있다.

### 여론조사 및 지지율
1945년 10월 10일부터 11월 9일까지 선구회(先毆會)라는 단체에서 가장 뛰어난 지도자를 지목하는 설문조사 결과에 5%가 서재필을 지목하였다. 그 뒤 11월 선구회에서 다시 대통령에 적합한 인물을 설문조사했을 때는 지목되지 않았고, 1948년 6월 23일 조선여론협회에서 다시 조사한 결과(누가 초대 대통령이 되기를 바라는가?)에서는 118표로 3위를 하였다.

### 성격
차갑고 냉정했다는 평가가 있다. 대통령 권한대행 겸 내각수반을 지낸 허정(許政)은 후일 그가 매우 정열적이라는 인상을 주었다고 회고하였다. 그의 독립심과 투지는 대단하였다. 박영효나 서광범은 갑신정변 이후 일본으로 망명했다가 다시 귀국하였는데 이것은 그들이 양반의 자제라는 자존심과 함께 노동이 익숙하지 않았기 때문이기도 하였다. 그러나 서재필은 같은 양반집 도련님인데도 철도 노동자로 일하면서 학업을 마쳐 의사가 되었다. 고 하였다. 또한 개인주의적이라는 시각도 있다.
조선 체류 중 서재필은 죽은 부인의 묘를 한번도 찾아 돌보지 않았는데, 1898년 1월 15일, 갑신정변으로 고신을 박탈당하고 거지가 된 서재필의 전 부인 김씨의 친정아버지가 그를 찾아왔다. 그러나 서재필은 그에게 2달러의 돈을 주고 쫓아냈다. 윤치호는 이를 보고 고상하지 못한 행동이라며 한탄했다.
허정 등에 의하면 '서재필이 자기에게 도움을 청하러 오는 유학생들의 나약함을 지적하며 사람들을 상당히 싫어했다'는 것이다. 그러나 한편으로는 힘이 닿는 대로 유학생들의 생계와 학비를 지원해주는 등 조국의 유학생들에게 경제적인 원조를 아끼지 않았다. 가끔 그를 찾아오는 한국인 유학생들에게 그는 언제나 다정한 보호자의 역할을 하였다.
| “ | 조국의 내일을 위해서 여러분은 오늘 열심히 연구하고 실력을 기르는 데 열심하여야 하오. 훗날 조국이 다시 빛을 찾는 날 여러분은 선진 민주주의 생활 방식과 그동안 기른 실력을 조국을 위해 발휘하여야 할 게요. 아무쪼록 열심히 연구하시오. | ” |

그는 오천석(吳天錫), 조병옥, 김활란 등 한국인 유학생들에게 경제적인 보조를 많이 하였으며, 이들을 적극 격려하였다. 후일 오천석은 서재필의 종손인 서명원에게 유학 당시를 회고하며 서재필에게 경제적인 보조를 받았다고 술회하였다.

### 서재필과 윤치호의 비교
서재필이 급진적이라는 평가도 있다. 그러나 윤치호는 1884년 갑신정변의 정국에서 서재필과 달리 점진 노선을 택해 살아남을 수 있었고, 가족 또한 안전할 수 있었다. 하지만 잠재적인 신변의 위협 때문에 결국 유학이란 명분으로 망명객이 되어 십년 이상 외국을 떠돌게 되었다는 점에서는 서재필과 크게 차이는 없었다.
서재필이 미국에서 혈혈단신으로 고투하였던데 반해, 윤치호는 상하이에서 기독교로 개종한 후 미국에서도 교회와 기독교청년회를 중심으로 활발한 활동을 펼쳐왔기 때문에 연설의 경험을 풍부하게 축적할 수 있었다. 작은 일까지 매일 기록하는 꼼꼼한 성격과 겸손하며 성찰적인 태도 덕분에 남의 장점을 수용하여 늘 나아가고자 노력한 윤치호의 연설에는 깊이가 있었다.
서재필은 미국 망명 후 기독교인이 되었고 그는 자신의 자서전에서 다음과 같이 고백한다.
| “ | 광고지를 돌리다가 또 어떤 때는 농장에 가서 포도도 따주고 빵을 빌어먹어가면서 나는 영어를 배우기 위하여 시내 기독교청년회에서 경영하는 야간학교를 다니며 연설회에 구경도 가고, 주일이면 예배당에 반드시 출석하였다. 나는 메이슨 거리에 있는 장로교회 예배당에 다녔는데, 그곳을 주일마다 반드시 갔다. 영어를 배우려는 것이 주안이었으나, 차츰 다니기 시작하니 종교적 신앙심도 차차 두터워가는 것을 나는 깨달았다. 바르고 깨끗한 길을 걸어갈 결심을 한 것도 이때였다. 믿음과 사랑의 복음을 인생에게 전해준 그리스도의 뒤를 잇기로 맹세한 것도 이때였다. 이 종교적 영향은 나의 인생을 통하여 위대한 힘을 주었다. | ” |

그러나 그는 기독교 신앙 자체와 그 세속화된 형태로 구현된 미국의 공화주의와 민주주의를 구분할 수 있었다. 자신의 은인 홀렌백이 '선교사가 된다면 대학교 학비를 대겠다'는 요청을 뿌리친 것도 그 때문이었다. 스스로 기독교인임을 잊지는 않았지만 기독교 그 자체가 사회운동을 대체할 수 있다고는 믿지 않았기에 오히려 더욱 적극적으로 (때로는 과하다고 할 정도로) 미국식 사유와 생활 방식을 조선에 이식하여 그 근본적인 급진성을 통해 사회운동을 일으키려고 한 것이다.
반면에 윤치호는 기독교 개종 이후 삶의 중심을 언제나 신앙에 두었다. 개종의 동기는 개인적 차원이었지만 개종과 동시에 민족적 차원에서 기독교와 조선을 언제나 결부시켰다. 조선 문화에 깊게 뿌리박은 가족주의적 습속을 돌파하지 않고는 개혁이 불가능하고, 그 낡은 구질서를 깨뜨리기 위해 조선의 사회에 예수의 가르침을 설파할 책무를 수행하고자 했다. 그러나 종교와 민족을 하나로 놓고 사유하는 윤치호의 선지자적 태도는 독립협회 회원 및 참여 민중 대부분에 파고들 여지가 없었다.
서재필이 청중을 압도하는 카리스마로 힘이 넘치고 주장이 명확한 연설로 유명하다면, 윤치호는 특유의 온화함과 차분함으로 상대방을 논리적으로 설득시켜 감화시키는 연설이 특징이라는 평가도 있다.
서재필이 배재학당의 젊은 학생들과 애국적인 시민을 독립협회로 모으는 데 기여했다면, 윤치호는 자신의 인맥을 활용하여 양심적인 중견 관료들과 개혁적인 젊은 관료들을 하나로 묶어 독립협회의 내적 통합에 기여했다.

## 논란과 의혹

### 친일 논란
1898년 1월 15일 가토(加藤) 변리공사가 西 외무대신에게 보낸 서신에는 서재필이 독립신문의 소유권을 일본에 매각하려던 계획과 일본 공사측이 이를 긍정적으로 검토하고 있다는 내용이 적혀 있다.
1898년 5월 23일 가토(加藤) 변리공사의 서신 내용에 따르면 독립신문-일본 쌍방이 각각 여러 가지의 사정으로 인하여 독립신문의 양도는 성사되지 않았다.
2005년 2월 인터넷신문 등에 칼럼과 기사를 기고하던 재야언론인 박선협은 청와대에 '신문의 날'을 혁파해야 한다는 민원을 제출했다. 독립신문이 친일 논조를 펼쳤고 창간을 주도한 서재필이 친일 행각을 벌였으므로 이 신문의 창간을 기념해 제정된 신문의 날은 다른 날로 바뀌어야 한다는 것이다. 이에 청와대는 이 문제를 문화관광부에 이관했으며, 문화관광부는 신문협회·편집인협회·기자협회에 검토 의견 제출을 요청하는 공문을 보냈다. 문화관광부의 김정화 사무관은 "신문의 날은 정부가 제정한 국경일이 아니라 민간단체가 제정해 기념하는 날이어서 언론계의 뜻을 존중하겠다"고 밝혔다. 박선협의 주장에 대해 언론단체들은 신중한 태도를 보였다. 편집인협회의 최문기 사무총장은 "이사회에 보고해 논의는 하겠지만 신문의 날이 큰 문제가 있다고 보지는 않는다"고 말했다. 정진석 한국외대 신문방송학과 교수는 "신문의 날은 서재필 개인이 아니라 독립신문 창간을 기념하는 날이며, 독립신문은 최초의 민간지로서 개화사상과 독립운동의 정신적 원류가 되고 있다"고 말했다.
친일인명사전 발간을 추진하는 등 과거사 규명에 앞장서온 민족문제연구소의 김민철 연구실장도 "서재필과 독립신문이 친일적 논조를 펼친 것은 러시아의 침략을 경계하는 분위기 속에서 일본 제국주의의 본질을 꿰뚫지 못한 시대적 한계 때문"이라며 "독립신문의 의미가 과도하게 평가된 측면이 없지 않으나 신문의 날을 바꿀 정도로 문제가 있다고는 생각지 않는다"는 견해를 피력했다.

### 파산 원인과 경제공황론
일설에는 그의 파산의 직접적인 원인이 독립운동에 대한 자금 투자가 아니라 1929년에 일어난 대공황의 영향이었다는 견해도 있다. 상명대학교 사학과 교수 주진오에 의하면 "그가 활동을 포기한 것은 1922년 2월인데 그의 필립 제이슨 상회는 1924년까지 영업을 계속하고 있었던 점이다. 전재산을 날렸다는 사람이 몇년 후까지 사업체를 소유할 수 있는 것인지 잘 납득이 되지 않는다." 한다.

### 한국어 망각, 국적 논란
그는 1895년 귀국했을 때나 1946년 귀국했을 때 자신은 한국어를 잊어버렸다고 하였다. 그러나 한편으로는 한국어로 대화를 하였기에 그가 한국어를 완벽하게 잊었는가에 대해 의혹이 제기되었다.
그는 미국인으로서 『독립신문』을 통해 미국의 이미지를 절대적으로 미화하였다. 심지어 미국의 경인철도 부설권, 운산금광 채굴권 침탈을 환영하였다. ‘속마음을 의심할 필요가 없는 나라와 맺은 것이며 지금까지 어느 열강과 맺은 조약보다 유리한 계약’ (《The Independent》1896. 4. 16)이라는 것이다. 그는 또 미국의 필리핀 · 하와이 · 쿠바 점령에 대하여 적극적으로 지지를 표시하였다. 1898년 당시 그의 출국을 만류하는 독립협회 회원들에게 보낸 답장에는 조선 정부를 ‘매정부(貴政府)’라 부르고 있다.
그가 조선인들을 ‘계몽’한 내용 가운데에는 완전히 미국식 풍습을 모범으로 하고 있는 경우도 많았다. 예를 들면, ‘남의 집에 갈 때 파 · 마늘을 먹고 가는 것이 아니고, 남 앞으로 지나갈 때는 용서해 달라고 해야 한다’, ‘조선 사람들은 김치와 밥을 먹지 않고 소고기와 브레드를 먹게 되어야 한다’는 것이 있다.
서재필이 '서재필이라는 이름으로 산 것은 그의 생애 가운데 1/3도 안 되는 기간이었으며, 특히 1884년 정변 실패로 망명한 이후 그의 국내 체류기간 역시 4년도 안 된다'는 비판도 있다.
1919년, 한인연합대회 의사록에서도 그의 미국인으로서의 정체성은 여전히 강조되고 있었다. 회의 벽두에 애국가가 아닌 미국 국가를 부르게 하고, 영어로 회의를 진행하였다. 그리고 의장 취임사에서도 ‘만일 대회 진행 중에 미국을 비방하는 언동이 있게 되면 사임하겠다’는 것을 못박고 있었다.

### 미국 시민 자격 문제
그가 미국인임을 자처한 것 외에도 미국 시민권자 자격으로 비교적 덜 탄압을 받은 점도 문제점으로 지적되고 있다. 상명대학교 사학과 교수 주진오는 '그는 안전지대였던 미국에서 미국 시민으로 살 수 있었기 때문에 자신의 경력에 커다란 오점을 남기지 않을 수 있었다. 반면에 수많은 독립운동가들은 가난에 시달리고 체포와 고문의 위협에 시달리면서 고통스럽게 투쟁하였다. 그 가운데에는 고통을 이기지 못하여 안타깝게도 자신의 오랜 투쟁 경력을 수포로 돌아가게 만든 경우도 많았다. 우리는 그들을 쉽게 매도하고 만다. 우리는 이러한 역설을 어떻게 받아들여야 하는가.'라고 지적하였다.
주진오는 '사실 서재필은 대단한 능력의 소유자였다고 할 수 있다. 그의 상황 판단력과 현실 적응력은 타의 추종을 불허할 만큼 뛰어나다. 그 결과 미국으로 건너간 다른 초기 이주민들이 미국 사회에 적응하지 못하거나 주변인으로 살아간 반면에 그만은 중심부로 진입할 수 있었다. 이 점에서는 그는 아메리칸 드림의 표상이며 ‘세계인’의 선구였는지도 모른다'고 덧붙이기도 했다.

## 기타 일화

### 이규완 관련
갑신정변 직전 김옥균과 박영효는 거사 가담자 중 이규완을 불신했다고 한다. 김옥균은 서재필을 시켜서 이규완을 시험하였다. 후일 이규완의 증언에 의하면 "하루는 대안동에 사는 서재필이가 대단히 반기면서 내 손목을 끌고 방으로 들어가더니 우리 오늘은 저녁이나 같이 먹자고 하였다. 이것은 뜻밖의 일이었다. 그때 나는 남의 집 청지기라 양반집은 대청이나 간신히 올라가지 방에는 절대로 들어가지 못할 때였는데, 이게 별안간 꿈도 같고 취중도 같았다."한다.
이규완에 의하면 "그러나 절에 간 색시처럼 주인이 하라는 대로 하였다. 저녁이 파한 뒤에 여러 가지 시국 이야기를 하던 중 그는 내 손목을 다정하게 쥐더니 "여보, 우리가 개혁을 하는데 사람을 죽이고 여러 가지 희생을 낼 것이 꼭 한 사람만 죽여 없애면 일이 저절로 되겠는데, 이런 좋은 일을 두고서 못하니 이런 원통한 일이 있소?"라 하였다. 내가 물으니 서재필은 "다른 사람이 아니라 민영익이지요. 지금 사대당이 수효는 많지만 그까짓 것들 다 무덤 속의 마른 뼈지, 무슨 근심이 있겠소. 그러나 민영익이만은 그 중에 제일 세도가요, 또 신진 정예이니 그놈이 제일 무섭지 않소. 그놈만 죽여 없애고 보면 큰일은 대번에 성공하겠으니 노형이 이 일을 한번 하겠다면, 내가 일본서 돌아올 때 일본에서도 유명한 보검을 한 자루 사왔는데 이것을 가지고 큰 용기를 내보시겠소? 노형 혼자만 희생할 결심을요." 이런 말을 하면서 자기집 벽장에서 일본도를 한 자루 내놓았다." 한다.
당초 이규완은 서재필의 제의를 진심으로 받아들였다 한다. '그의 말을 듣고 칼을 보니 애국심과 의기가 쭉 내비쳤다. 그만 달려들어 그 칼을 빼서 들고 당장 일어나면서 "여보, 그까짓 것 내가 하겠소. 오늘날 국가의 중대한 일은 사람 둘만 죽이면 된다고 하니, 내가 그까짓 것을 못하겠소. 내 당장에 가서 민영익이 목을 베고, 이 이규완이도 그자리에서 죽을 테니 걱정 마시오."하면서 칼을 끌고 대청을 뛰어나갔다. 그러자 그는 황황해서 쫓아 나오며 "여보, 잠깐 들어오구려. 남의 말이나 똑똑히 듣고 가구려"하며 한사코 방으로 다시 끌고 들어가더니 내 두 손목을 꼭 붙잡고 하는 말이 "여보, 장군님. 용서하시오. 대단히 죄송한 말이지만 사실은 장군님의 담용을 시험해 보느라 그리 하였으니 용서하시오."하기에 "예, 여보, 다시는 그런 장난 마시오."하고 말을 마치고 칼을 도로 주었다.'한다. 이규완은 김옥균이 자신을 시험한 것으로 눈치챘다. '이튿날 김옥균의 집에 갔더니 김이 버선발로 쫓아나와 나를 맞이하면서 "이 장군님, 이 장군님"을 계속 부른다. 가만히 눈치를 보니 어젯밤 서재필의 연극은 김이 시킨 것이 분명하였다.' 한다.

### 가족 묘소
아버지 서광하의 묘소는 충청남도 은진에, 어머니 성주이씨의 묘소는 논산군 연무읍 죽평리(현재의 연무대 자리)에 안장되었다가 후에 육군 제2훈련소가 입주하면서 그 근처로 이장되었다. 배우자 광산김씨의 시신 역시 수습되어 논산군 연무읍 죽평리 훈련소 자리 뒤편 야산에 안장되었다. 그러나 동생 서재창의 시신과 굶어죽은 어린 아들, 그리고 서모가 낳은 이복 동생들의 시신은 수습되지 못했고 묘소도 없다. 뒤늦게 살아남은 맏형 서재춘의 아들들과 동생 서재우의 아들이 서광하 내외의 묘소를 돌보았다. 그러나 이 일로 큰 상처를 받은 서재필은 귀국해서도 부모의 묘소나 전처의 묘소에 한번도 찾아가지 않았다고 한다.

### 미국에서의 회고
나중에 서재필은 스스로 갑신정변을 회고하면서 갑신정변이 실패할 수밖에 없었던 두 가지 이유를 지적하였는데, 첫 번째는 개화파들이 일반 민중의 지지를 받지 못했다는 점이고, 두 번째는 외세, 특히 일본을 너무 쉽게 믿고 의존하였다는 점이다. 이후 이 두 가지 각성은 깊이 각인되었다.
낮선 이국 생활에 향수병과 조선에 대한 그리움을 견디지 못한 서재필은 이런 저런 편지를 써서 보성군 문덕면의 외가로 보냈다. 그러나 그의 외가에서는 서재필이 편지를 보낼 때마다 찢어버리거나 불에 태워버렸다. 해방 직후까지도 가내마을에서는 서재필이 편지를 보내면, 보낸 편지들을 찢어버리거나 불에 태웠다. 1947년 귀국한 서재필이 보성군 가내마을로 내려가 외종손 이용순을 불러 "내가 놀던 정자나무며 연못은 그대로 있느냐"하고 물으니 이용순은 "서 박사님 편지가 올때마다 역적으로 몰릴까봐 가내마을에서는 편지를 태워버리곤 하였다"고 답하였다. 서재필은 고생들 했다면서 말을 잇지 못했다 한다.

### 한국인 최초
국적 취득을 기준으로 한국인 최초의 미국 이민자(최초의 한국계 미국인)이며, 미국 최초의 한국계 미국인 의사다.

## 저서
- 《한수의 여행》 (1922년) : N. H. Osia라는 필명으로 쓴 영문소설 단행본, 최초의 한국계 미국 소설[8]
- 《서재필박사자서전 : 한말사를 중심으로》 (수선사, 1948)
- 《회고록》 (미간행)
- 《서재필본 영한사전》 (1895년) (미완)

## 상훈
- 1945년 미국 국방성 표창장 (2차 세계대전 참전 공로)
- 1977년 12월 13일 건국훈장 대한민국장

## 학위
- 컬럼비안 대학교(현 조지 워싱턴 대학교) 코크란 단과대학 물리학과 졸업(전문학사)
- 펜실베이니아 대학교 의과대학 세균학과 졸업(세균학 학사)
- 조지워싱턴대학교 의과대학 M.D.

명예 박사 학위
- 시카고 대학교 명예철학박사[116][226]

## 가족관계
형 서재춘의 손자 서태원(전 감신대 교수)은 6·25 전쟁 때 조선민주주의인민공화국으로 납북되어 갔고
 6.25 전쟁 이후의 생존 자손으로는 종손자인 이화여자대학교 교수 서희원, 서태원의 아들이며 서재필의 종증손자인 미국 로스앤젤레스에서 변호사로 있는 서동성 등이 있었다. 서동성은 변호사업 외에 이민100주년남가주기념사업회 공동회장과 서재필기념사업을 하고 있다.
종손 서명원은 생부를 잃고 백부의 손에 자랐다 하며, 후일 이화여자대학교 교수를 역임했다. 서재필이 귀국할 무렵에 살아남은 일족은 형 서재춘의 후손인 서찬석, 서태원, 서명원, 동생 서재우의 아들 서호석 등이 있었다. 그밖에 신분을 숨기고 살던 여동생 서기석의 후손들도 존재하였다. 1983년 당시 종손 서희원의 증언에 의하면 서재필의 친족이 50여 명 정도가 미국에 살고 있다고 증언하였다.
그밖에 그의 넷째 이모의 아들 이승학은 해방 후 감사원장과 총리 서리를 지낸 법관 이한기의 증조부였다.
- 양부: 서광하(徐光夏, 생부 서광효의 6촌)
- 양모: 안동 김씨(安東金氏, ? - 1884년), 김온순의 딸
- 생부: 서광효(徐光孝, 1800년 8월 22일 ~ 1884년 12월 19일(음 11월 2일)), 자는 성규(聖規), 다른 이름은 광언(光彦)
- 생모: 성주 이씨(星州李氏, 1830년 ~ 1884년 12월 19일(음 11월 2일))
  - 친누나: 서씨, 갑신정변 이전에 이미 결혼하였으므로 연좌제를 면할 수 있었다.
  - 매형: 정해은(鄭海殷, 본관은 연일).
  - 친형: 서재춘(徐載春, 1859년 3월 4일 ~ 1888년 9월 5일, 음독자살)
  - 형수: 은진송씨(1860년 ~ 1916년 2월 14일)
  - 친동생: 서재창(徐載昌, 1866년 ~ 1884년 12월 13일, 조선의 군인, 참형되었다.), 일설에는 그가 1865년생이라는 설도 있다.
  - 제수: 조씨(趙氏)
  - 친동생: 서재우(徐載雨, 1868년 9월 5일 ~ 1929년 1월 24일, 정3품 통정대부 면천군수)
  - 제수: 안동권씨
  - 여동생: 서기석[53]
  - 매제: 이씨
- 서모: 이름 미상
  - 이복형: 서재형(徐載衡, 1851년 ~ 1884년 12월 13일[231], 처형되었다.)
- 처: 경주이씨(慶州李氏, 1860년 ~ 1880년(?)), 자녀 없음
- 처: 광산김씨(光山金氏, 1862년 ~ 1885년 1월 12일, 음독자살), 김영석(金永奭, 1837년 - 1902년, 자는 보경(保卿))과 반남박씨(潘南朴氏, 박호수(朴鎬壽)의 딸)의 딸
  - 딸: 요절
  - 아들: 요절(1882년 ~ 1885년 1월 12일(?))
- 처: 뮤리엘 메리 암스트롱(Muriel Mary Armstrong, 다른 이름은 뮤리엘 조세피네 암스트롱(Muriel Josephine Armstrong), 1871년 ~ 1944년 8월), 2녀, 조지 뷰캐넌 암스트롱(George Buchanan Armstrong, 1822년 10월 27일 - 1871년 5월 5일) - 미국 육군 대령 퇴역, 철도국장 역임
  - 딸: 스테페니 제이슨 보이드(Stephanie Jaisohn Boyd, 1896년 ~ 1991년 4월 5일)
  - 사위: 파울 보이드(Paul C. Boyd, ? - ?), 스테페니 제이슨의 남편[232]
    - 외손자: 보이드(1923년 - ?)

  - 사위: 하디칸(1895년? - 1982년), 미국인, 스테페니 제이슨의 남편
    - 외손자: 필립 하디칸(Philip Hedican, 1917년 - 1993년 3월)

  - 딸: 뮤리엘 제이슨(Muriel Jaisohn, 1898년 - 1987년 6월 16일), 화가, 독신으로 살면서 아버지를 곁에서 도왔다.[232]

## 서재필을 연기한 배우

### 텔레비전 드라마
- 1982년 유인촌 - 《한미 백년》 (MBC)
- 1984년 민욱 - 《독립문》 (KBS1)
- 1987년 이정길 - 《한힌샘》 (MBC)
- 1995년 이병욱 - 《찬란한 여명》 (KBS1)
- 2001년 홍정욱 - 《명성황후》 (KBS2)
- 2010년 연정훈 - 《제중원》 (SBS)

### 연극, 영화
- 1959년 김석훈 - 《독립협회와 청년 이승만》 (영화)
- 2005년 안형렬 - 《손탁 호텔》 (오페라)
- 2023년 박진수 - 《한수의 고민》(영화) 유튜브 링크

## 관련 서적
- 이황직, 〈근대 한국의 초기 공론장 형성 및 변화에 관한연구 : 협성회과 독립협회의 토론회를 중심으로〉, 한국사회이론학회, 《사회이론 통권 제32호:2007년 가을/겨울호》 (한국사회이론학회, 2007) pp. 63–91
- 이광린, 〈서재필의 개화사상〉, 《동방학지》Vol.18, (연세대학교 국학연구원, 1978)
- 조정희, 〈개화기 서재필의 사상에 대한 고찰〉, 《공자학》Vol.9, (한국공자학회, 2002)
- 임창영, 《서재필 박사 전기》(공병우 글자판 연구소, 1987)
- 이정식, 《구한말의 독립투사 서재필》(서울대 출판부, 2004)
- 강준만, 《한국현대사산책:1940년대편 1》 (인물과사상사, 2006)
- 김용택 외 공저, 《서재필과 그 시대》 (서재필기념회, 2003)
- 정진석, 《독립신문 서재필 문헌해제》 (정진석 역, 도서출판 나남, 2011)
- 서재필 기념회, 개화 독립 민주 (서재필기념회, 2001)
- 이택휘 외, 서재필:대우학술총서 공동연구 (민음사, 1993)
- 최기영, 《서재필이 꿈꾼 나라》 (푸른역사, 2010)
- 김욱동, 《근대의 세 번역가 서재필·최남선·김억》 (소명출판, 2010)
- 이황직, 《독립협회,토론공화국을 꿈꾸다:지식전람회 25》 (프로네시스, 2007)
- 신복룡 외, 《서재필과 그 시대》 (서재필기념회, 2003)
- 권태면, 《우리 역사 속의 외교관》 (초록낙타, 2009)
- 박은숙, 《갑신정변 연구》 (역사비평사, 2005)
- 신용하, 《독립협회 연구》(일조각. 1976)
- 서재필기념회, 《선구자 서재필》 (서재필기념회 편, 도서출판 기파랑, 2011)
- 신용하, 《갑오개혁과 독립협회 운동의 사회사:신용하 저작집 43》 (서울대학교 출판부, 2001)
- 신용하, 《초기 개화사상과 갑신정변 연구:신용하 저작집 3》 (지식산업사, 2000)
- 공병호, 《공병호의 인생강독:좌절의 별에서 살아남는 법》 (21세기북스, 2010)
- 정진석, 《인물한국언론사:한국 언론을 움직인 사람들》 (나남출판, 1995)
- 유영익, 《갑요경장 연구》(일조각, 1990)
- 이광린, 《유길준: 닫힌 사회에 던진 충격》 (동아일보사, 1992)
- 이광린, 《한국의 개화사상 연구》(일조각, 1979)
- 오세응, 《서재필의 개혁운동과 오늘의 과제》(고려원. 1993)
- 고유, 《서재필 광야에 서다》 (문이당, 2008)
- 조맹기, 한국언론인물사상사(나남출판, 2006)
- 민태원, 《김옥균 전기》 (을유문화사, 1969)
- 조영암, 《순국선열전서》 (협동출판사, 1965)
- 송건호, 《위대한 한국인 3 : 송재 서재필》 (태극출판사, 1972)
- 방일영문화재단, 《한국신문사설 선집》 (방일영문화재단, 2000)
- 이종찬, 《서재필의 생애와 사상 : 근대적 공중위생론의 대중적 전파자》 (대한의사학회, 1997)
- 오세응, 《서재필의 개혁운동과 오늘의 과제》 (고려원, 1993)
- 이강렬, 《꿈을 찾아 떠난 젊은이들》 (황소자리, 2007)
- 김탁환, 《리심 (하):파리의 조선궁녀》 (민음사, 2006)
- 한준상 외, 《근대한국성인교육사상》 (원미사, 2000)
- 선우훈, 《민족의 수난:105인 사건 진상 외》 (명성출판사, 2008)
- 이선민, 《민족주의, 이제는 버려야 하나》 (삼성경제연구소, 2008)
- 유영익, 《갑요경장 연구》(일조각, 1990)
- 김영철, 《영어, 조선을 깨우다 1,2》 (도서출판 일리, 2011)
- 윤병희, 《유길준 연구:한국사 연구총서 6》 (국학자료원, 1998)
- 오세응, 《서재필의 개혁운동》 (고려원, 1993)
- 채백, 《독립신문의 성격에 관한 일연구》(도서출판 한울, 1992)
- 송건호, 《위대한 한국인3:송재 서재필》 (태극출판사, 1972)
- 서재필, 《서재필 박사 자서전》 (김도태 정리, 을유문화사, 1972)
- 서울대 정치학과 독립신문강독회, 《독립신문, 다시 읽기》(푸른역사, 2004)
- 서재필기념회, 《서재필과 그 시대》 (서재필기념회, 2003)
- 서재필, 《My Days in Korea》 (홍선표 엮음, 연세대 현대한국학연구소, 2000)
- 손금성, 《회고 서재필》 (칼빈서적, 1995)

## 같이 보기
| - 갑신정변 - 갑오경장 - 을미개혁 - 3·1 만세 운동 - 대한민국 임시정부 - 구미위원부 - 대한민국 임시의정원 - 개화파 - 군정기 - 김규식 - 김구 - 김성근 - 김성수 - 김옥균 - 김익훈 - 김재순 - 김홍집 - 민영익 - 민영환 - 박규수 - 박영효 - 박영교 | - 박정양 - 박중양 - 박규수 - 박지원 - 을미사변 - 한국친우회 - 필라델피아 한인자유대회 - 미 군정기 - 서광범 - 서재창 - 송진우 - 안경수 - 안국선 - 안창호 - 양기탁 - 어윤중 - 여운형 - 여운홍 - 오경석 - 오세창 - 우정국 - 유길준 | - 유대치 - 유성준 - 윤웅렬 - 윤치소 - 윤치오 - 윤치영 - 윤치호 - 이동휘 - 한국 전쟁 - 한수의 여행기 - 이동인 - 이교문 - 이상재 - 이승만 - 이시영 - 이시영 - 이용순 - 임오군란 - 장면 - 장덕수 - 장건상 - 장택상 | - 조병옥 - 존 하지 - 주시경 - 함태영 - 허정 - 홍순목 - 홍영식 - 박원양 - 독립유공자로 대한민국장을 수여받은 사람 - 독립협회 |